# Personaggi di Digimon Frontier

I digiprescelti protagonisti di Frontier: in senso orario, partendo in alto a sinistra, Koichi con Lowemon, J.P. con Beetlemon, Takuya con Agunimon, Tommy con Kumamon, Koji con Lobomon e Zoe con Kazemon.

Il seguente è un elenco dei personaggi che compaiono nella serie anime dedicata al media franchise giapponese Digimon, Digimon Frontier.

## Gruppo dei Digiprescelti

### Takuya Kanbara
Takuya Kanbara (神原 拓也?, Kanbara Takuya) è uno dei due personaggi principali della serie, nella quale ad un gruppo di Digiprescelti viene conferita l'abilità di trasformarsi in Digimon. Takuya è il leader del gruppo ed all'inizio della serie riceve i Digispirit del Fuoco. Frequenta la quinta elementare ed il Leggendario Guerriero suo partner è Agunimon.
Takuya è il classico goggle boy (ragazzo con le lenti) che appare in quasi ogni serie dell'anime di Digimon. Sempre spontaneo ed allegro, Takuya non esita a gettarsi a capofitto nel pericolo pur di seguire il suo istinto. È intelligente e perspicace e questa sua caratteristica tirerà spesso fuori dai guai il gruppo dei Digiprescelti nelle situazioni più difficili. Tuttavia, è anche molto testardo e spesso non prende troppo seriamente le avversità che si presentano al gruppo dei Digiprescelti: ciò lo porterà a frequenti alterchi con vari componenti del gruppo.
La storia di Takuya comincia quando un pomeriggio il ragazzo riceve un misterioso messaggio SMS da Ophanimon, uno dei tre Digimon Angelici, anche se il ragazzo scoprirà solo molto dopo il vero mittente del messaggio, sul suo telefono cellulare. Il messaggio lo istruisce sul raggiungere una stazione sotterranea, dove un Trailmon porta lui ed altri quattro ragazzi umani nel mondo digitale, Digiworld. Una volta giunto in questo mondo, per lui e gli altri ragazzi inizia una missione complicata: salvare Digiworld dalla minaccia dei nemici che tramano nell'ombra per distruggerlo. Il primo compito dei Digiprescelti, però, è trovare i Digispirit, delle reliquie degli antichi Leggendari Guerrieri con la capacità di farli accedere alla Digievoluzione Spirit e diventare dei Digimon loro stessi. Takuya è il primo a trovare il proprio Digispirit, il Digispirit del Fuoco.
All'inizio della serie, Takuya ha tutti gli atteggiamenti tipici dei goggle boy - è energico ed atletico, ma tende ad agire senza pensare ed è molto cocciuto. Ha un forte senso della giustizia e prova ad usare i suoi poteri per fare ciò che lui ritiene giusto. La sua personalità impulsiva spesso lo porta al litigio con Koji Minamoto, tuttavia i due imparano a rispettarsi l'un l'altro verso la metà della serie, dopo il primo incontro del gruppo con Duskmon, e diventano buoni amici e partner in battaglia. Takuya si comporta come un fratello maggiore nei confronti di Tommy Hiyomi, che gli ricorda il suo vero fratellino Shinya.
Pressappoco verso la metà della serie, il personaggio di Takuya subisce un profondo cambiamento, in particolar modo nei tre episodi consecutivi "Mistero invincibile", "Takuya torna a casa" e "Il potere di un Digimon". Quando i ragazzi entrano nel Continente Oscuro, si ritrovano a dover affrontare Duskmon, il quinto dei Leggendari Guerrieri corrotti. Il padrone delle Tenebre sembra troppo forte per loro, ma Takuya non si rende conto della cosa e sottovaluta il problema, architettando un piano secondo lui infallibile per eliminare il Digimon. Ciò porta ad un violento litigio con Koji, che gli rimprovera troppo egoismo e gli ricorda che la loro missione non è un gioco e che, in caso di fallimento, non avranno una seconda opportunità. A quel punto Duskmon li attacca e Takuya insiste nel voler mettere in atto il suo piano, digievolvendo Agunimon. Tuttavia, il piano si rivela un fallimento come previsto da Koji ed Agunimon subisce un attacco di Duskmon, che è sul punto di eliminarlo. Tuttavia, KendoGarurumon, Digievoluzione Animale di Koji, si interpone tra lui e Duskmon e gli salva la vita, mettendo a repentaglio la propria. Questo gesto fa capire ad Agunimon i suoi sbagli nel prendere sotto gamba la situazione, rischiando non solo la propria vita, ma anche quella dei suoi amici. Ciò provoca nel ragazzo una totale perdita di fiducia in se stesso, tanto che accetta la proposta di Dark Trailmon di riportarlo nel mondo reale, abbandonando così Digiworld.
Tornando a casa, però, a Takuya accade qualcosa di strano: si trasforma infatti in uno strano essere per metà Umano e per metà Animale, (Flamemon, anche se il suo nome non viene mai menzionato nell'anime) e si ritrova in un paradosso temporale, tornando al giorno della sua partenza per Digiworld. Takuya decide quindi di impedire al suo io del passato di raggiungere la stazione e partire per Digiworld, pentito delle sue azioni compiute fino a quel momento. Tuttavia, il pensiero di ciò che potrebbe accadere ai suoi amici in sua mancanza è più forte di qualsiasi timore o paura e Takuya decide di tornare a Digiworld, trasformandosi in Agunimon durante il viaggio di ritorno.
Una volta tornato a Digiworld, Agunimon scopre che J.P. Shibayama, Zoe Ayamoto e Tommy sono stati catturati da due dei Leggendari Guerrieri corrotti, Lanamon e Mercurymon, e che Koji è ancora ferito dal combattimento contro Duskmon. Takuya capisce però che l'essere un Digimon è molto più di possedere una maggiore forza fisica e delle tecniche, armi da lui usate quasi esclusivamente fino a quel momento: essere un Digimon significa avere una connessione speciale con tutto ciò che è presente in natura, compresi i fenomeni naturali che il Digimon impara velocemente a controllare a suo piacimento. Il vecchio Takuya non avrebbe pensato due volte a lanciarsi all'attacco di Lanamon e Mercurymon per provare a sconfiggerli. Takuya però, data la sua esperienza, è molto cambiato ed elabora un piano che si rivela vincente, riuscendo a liberare i suoi tre amici e a soccorrere Lobomon, Digievoluzione Umana di Koji, intervenuto per salvare J.P., Zoe e Tommy. Nel successivo combattimento, in cui i Digiprescelti sfruttano tutta la potenza dei fenomeni naturali a loro vantaggio, Lanamon e Mercurymon vengono ridotti a mal partito e sono costretti a ritirarsi. Dopo la battaglia Takuya si scusa con gli altri per il suo comportamento, dicendo di aver finalmente compreso che la loro è una vera e propria missione, non un gioco. Da questo punto in poi della trama, pur continuando ad avere il suo vecchio carattere irruente e testardo, Takuya si rivelerà un leader all'altezza della situazione, tirando spesso fuori dai guai i suoi amici e dimostrandosi un valore aggiunto al gruppo dei Digiprescelti.
Nell'epilogo della serie, Takuya ammetterà che l'avventura a Digiworld gli ha permesso di imparare cose nuove sull'amicizia, di rivalutare la sua famiglia, di diventare più coraggioso: gli ha permesso a tutti gli effetti di crescere e maturare.
Nell'episodio "Labirinto sotterraneo", viene rivelato che il compleanno di Takuya è ad agosto e che è di tre mesi più giovane di Zoe.
Takuya dispone del potere diAncientGreymon tramite i Digispirit del Fuoco. La sua forma preferita è la sua Digievoluzione Spirit di tipo Umano, Agunimon, in cui passa la maggior parte del tempo.
Takuya fa anche un'apparizione in un capitolo speciale del manga Digimon Adventure V-Tamer 01, in cui forma una squadra con Taichi Yagami e Zeromaru per combattere Metamormon. Appare anche in Digimon Battle Spirit 2 come personaggio giocabile.
È doppiato in giapponese da Junko Takeuchi e in italiano da Paola Majano.

### Agunimon
Agunimon (アグニモン?, Agnimon) è la Digievoluzione Spirit di tipo Umano di Takuya, ottenuta digievolvendo tramite il Digispirit Umano del Fuoco. Agunimon è un Digimon mago umanoide dai lunghi capelli biondi e gli occhi azzurri. Nonostante le sue chiare caratteristiche umane, conserva comunque alcune caratteristiche animali, come i denti più lunghi del normale, la conformazione dei piedi e la presenza di due corna sul suo capo. La sua armatura è di colore arancione, con inserti gialli, grigi e bianchi, e copre anche la parte superiore del suo volto come una maschera. Come Flamemon, sulla fibbia della sua cintura è presente il simbolo del suo elemento, il Fuoco.
Agunimon è il padrone del Fuoco. Appare per la prima volta nel primo episodio della serie, "I nuovi Digiprescelti". Poco dopo essere arrivato a Digiworld con J.P., Zoe e Tommy, Takuya viene attaccato da Cerberumon che reclama per sé il Digicodice della Città del Fuoco, luogo d'arrivo dei Digiprescelti, ed il Digispirit in essa nascosto. Tuttavia, dopo una breve colluttazione, è proprio Takuya a rinvenire il Digispirit che Cerberumon stava cercando, acquisendolo grazie al proprio Digivice D-Tector e digievolvendo Agunimon. Dopo una breve battaglia, Agunimon sconfigge Cerberumon e ne acquisisce il Digicodice, liberandolo e ripristinando così la porzione di Città del Fuoco precedentemente assorbita dal Digimon. Da quel momento in poi, Agunimon diviene la forma di preferenza di Takuya, anche quando il Digiprescelto del Fuoco accederà a forme più potenti.
Takuya stabilisce una connessione particolare con Agunimon nel già menzionato episodio "Il potere di un Digimon", in cui il ragazzo dice di sentirsi completamente fuso ad Agunimon e di formare un'unica entità con il padrone del Fuoco.
In Digimon Battle Spirit 2, Agunimon può slidedigievolvere in BurningGreymon e trasformarsi in AncientGreymon stesso come mossa finale. Se Agunimon esegue il suo attacco speciale, può assumere per un breve periodo di tempo la forma di AncientGreymon e scagliare l'Omega Burst, un'enorme palla di fuoco verso il nemico. Nel gioco esiste inoltre un secondo Agunimon sbloccabile, ExAgunimon (EXアグニモン?, ExAgnimon), che può slidedigievolvere in KaiserGreymon e assumere temporaneamente la forma di Susanoomon.
È doppiato in giapponese da Junko Takeuchi e in italiano da Maurizio Romano dall'episodio 1 al 10 e da Danilo Di Martino nei successivi.

#### BurningGreymon
BurningGreymon (ヴリトラモン?, Vritramon) è la Digievoluzione Spirit di tipo Animale di Takuya, ottenuta digievolvendo tramite il Digispirit Animale del Fuoco. BurningGreymon è un grosso Digimon drago prevalentemente di colore rosso, ma con varie parti giallo oro e bianche. È molto simile ad un drago alato in posizione eretta, con ali arancioni ed occhi azzurri. Ha una lunga coda rossa, mentre sul capo è presente una sorta di elmo bianco con righe rosse. Le sue zampe inferiori sono formate da tre artigli grigi, due anteriori ed uno posteriore. Sui suoi avambracci sono presenti le armi da fuoco "Rudri Tarpana".
Il gruppo dei Digiprescelti incontra per la prima volta BurningGreymon in una situazione piuttosto particolare nell'episodio "Il villaggio dei veggenti". Mentre Agunimon, Beetlemon e Kumamon sono impegnati in un combattimento contro Grumblemon e Rockmon e stanno per avere la peggio, BurningGreymon interviene e distrugge Rockmon. I Digiprescelti sanno che quello è in realtà il Digispirit animale di Takuya, ma non riescono a spiegarsi come questo possa aver preso vita. Agunimon, però, sente una voce provenire dall'interno del Digimon: è quella di Sharmamon, un veggente che poco prima aveva predetto il futuro al gruppo dei Digiprescelti. L'attacco di Grumblemon aveva poi fatto crollare una parte del tempio in cui il Digimon viveva, rivelando il Digispirit Animale del Fuoco, il quale aveva immediatamente posseduto Sharmamon. Agunimon, anche grazie ad una certa resistenza opposta da Sharmamon, riesce a sconfiggere BurningGreymon e ad acquisire il suo Digispirit. Tuttavia, il Digispirit viene acquisito in maniera anomala e quest'ultimo possiede anche Takuya, trasformandolo in un BurningGreymon assolutamente fuori controllo. Nell'episodio successivo, "Il coraggio di Tommy", è il piccolo Tommy a far rinsavire BurningGreymon, ricordandogli la lezione da lui stesso insegnata: non fuggire davanti alle difficoltà, ma affrontarle e superarle. Takuya torna in sé e riacquista le sue sembianze. Tuttavia, poco dopo, un tranello di Grumblemon mette fuori causa Koji, J.P. e Zoe. Takuya è l'unico a poter affrontare Gigasmon, Digievoluzione Animale di Grumblemon, poiché Tommy ha perso il suo Digispirit di Kumamon in combattimento. Digievolve quindi Agunimon, ma le sue forze da sole non bastano e Tommy viene rapito. Per salvare il suo piccolo amico, Takuya ricorda le sue parole e ciò che ha fatto per lui, mettendo a repentaglio la sua stessa vita pur di farlo rinsavire. Takuya decide quindi di digievolvere BurningGreymon, riuscendo stavolta a controllare alla perfezione il Digispirit Animale, e sconfigge Gigasmon, prendendogli il suo Digispirit Animale e recuperando anche quello di Kumamon. BurningGreymon si rivelerà un'arma molto potente nell'arsenale di Takuya, che lo salverà diverse volte, soprattutto nella lotta contro i Leggendari Guerrieri corrotti.

#### Aldamon
Aldamon (アルダモン?, Ardhamon) è la Doppia Digievoluzione Spirit di Takuya, ottenuta sfruttando il potere sia del Digispirit Umano del Fuoco sia del Digispirit Animale del Fuoco. L'aspetto fisico di Aldamon presenta diverse caratteristiche delle forme dalle quali è generato, Agunimon e BurningGreymon. Struttura corporea, volto, capelli, braccia e cosce di Agunimon, parti dell'armatura, ali, gambe, coda e Rudri Tarpana di BurningGreymon (anche se questi ultimi ora hanno la possibilità di estendersi in una configurazione segmentata in tre parti): anche l'aspetto fisico di Aldamon rappresenta una vera e propria fusione delle parti del corpo dei due Leggendari Guerrieri del Fuoco. Aldamon è l'unione perfetta della saggezza generata dal tipo Umano e della potenza derivata dal tipo Animale.
Aldamon appare per la prima volta nell'episodio "Takuya contro Mercurymon". All'interno di Sephirotmon, sua forma di tipo Animale, Mercurymon, Leggendario Guerriero del Ferro, si rivela un avversario particolarmente ostico per Takuya. Il Digimon, infatti, assorbe il Digicodice di Seraphimon, precedentemente acquisito da lui stesso, e diviene BlackSeraphimon, giungendo ad un livello di potenza elevatissimo. Né Agunimon né BurningGreymon possono nulla contro BlackSeraphimon e Takuya viene infine sconfitto. Sul punto di essere eliminato, il padrone del Fuoco riceve dal Digiuovo di Seraphimon stesso una grande quantità di energia: grazie ad essa Takuya comprende che il potere dei suoi due Digispirit può essere combinato in uno solo. Effettua quindi la Doppia Digievoluzione Spirit e digievolve Aldamon, ottenendo un potere sufficiente a sconfiggere BlackSeraphimon, riacquisendo il Digicodice di Seraphimon e restituendolo al Digiuovo, che poco dopo si schiuderà e darà alla luce Patamon. Sempre all'interno di Sephirotmon, Aldamon inoltre sconfiggerà ed acquisirà Digicodice e Digispirit Umano dello stesso Mercurymon, fondendo, grazie al Fuoco di cui è il padrone, tutto il Ferro presente nella sfera omonima, eliminando ogni via di fuga per il Leggendario Guerriero corrotto. Aldamon sarà determinante anche nella susseguente battaglia contro Sephirotmon stesso nell'episodio successivo, "Il potere dell'oscurità", scoprendo il suo punto debole e neutralizzando il Digimon, acquisendone poi Digicodice e Digispirit. Nonostante la potenza di questa forma ed il particolare ed importante momento della trama in cui viene acquisita, Aldamon sarà la Digievoluzione Spirit meno usata da Takuya; ciò si verificherà a causa del repentino ottenimento di una forma ancora più potente: KaiserGreymon.

#### KaiserGreymon
KaiserGreymon (カイゼルグレイモン?) è l'Iperdigievoluzione Spirit di Takuya, ottenuta sfruttando i Digispirit del Fuoco, del Vento, del Ghiaccio, della Terra e del Legno. KaiserGreymon è un Digimon più grosso rispetto alle sue Digievoluzioni Spirit precedenti. È completamente rivestito da un'armatura prevalentemente rossa, con inserti dorati e grigi, scudi blu sugli avambracci ed elmo arancione. Nella sua armatura sono sigillati nove draghi, le cui anime sono controllate dalla sua Dragon Soul Sword, l'arma che le ha sigillate.
KaiserGreymon appare per la prima volta nell'episodio "Il vero Kerpymon". Dopo la sconfitta riportata da Aldamon e Beowulfmon nel combattimento con Kerpymon, Ophanimon, prima di morire, potenzia con l'ultima stilla dei suoi poteri i Digivice di Takuya e Koji per fornire loro la forza necessaria a combattere contro il Digimon Angelico. I Digiprescelti sono quindi esortati a concentrare tutti i loro Digispirit in Takuya e Koji, così da ottenere due soli Leggendari Guerrieri ma infinitamente potenti. Takuya ottiene quindi i Digispirit della Terra acquisiti da Grumblemon e quelli del Legno una volta in possesso di Arbormon, oltre a quelli del Vento di Zoe e del Ghiaccio di Tommy. Effettua così l'Iperdigievoluzione Spirit in KaiserGreymon, mentre Koji diviene MagnaGarurumon. I due affrontano e sconfiggono Kerpymon, facendo inoltre crollare il suo castello. Tuttavia, Kerpymon non è ancora battuto e torna ad attaccare i Digiprescelti dopo aver assorbito buona parte dei Digicodici di Digiworld. Nonostante questo, KaiserGreymon e MagnaGarurumon elaborano un piano vincente ed è proprio il padrone del Fuoco ad infliggere il colpo di grazia al Digimon Angelico grazie alla protezione offerta da MagnaGarurumon. Da quel punto in poi, e per tutta la durata della battaglia contro i Cavalieri Reali, KaiserGreymon diverrà la forma più usata da Takuya.

#### Susanoomon
Susanoomon (スサノオモン?) è la Leggendaria Digievoluzione Spirit di Takuya, ottenuta grazie all'ausilio di tutti i Digispirit concentrati insieme. Il nome "Susanoomon" deriva da "Susanoo", il leggendario Dio shintoista delle tempeste e degli uragani. Susanoomon in pratica è la fusione tra KaiserGreymon e MagnaGarurumon.
Susanoomon appare per la prima volta nell'episodio "Il sacrificio di Koichi". Quando Koichi si sacrifica per salvare gli altri da Lucemon Chaos Mode, il ragazzo affida i suoi Digispirit delle Tenebre a suo fratello Koji. Takuya e Koji uniscono quindi insieme tutti i venti Digispirit e divengono Susanoomon, nato dalla Leggendaria Digievoluzione Spirit. In questa forma, i due combattono contro Lucemon Chaos Mode, il cui attacco, che già in precedenza aveva eliminato Koichi, viene annullato grazie alla separazione in esseri umani e Digispirit prima che questo possa avere effetto. Susanoomon utilizza quindi la sua Lama Celestiale e sconfigge il Digimon, scannerizzando ed acquisendo la parte positiva del suo Digicodice.
Sfortunatamente, la parte negativa del suo Digicodice si manifesta nell'enorme Lucemon Shadowlord Mode, che continua a provare a penetrare nel mondo umano. Sconfitti nelle loro forme minori, i Digiprescelti perdono la speranza, finché i Digispirit stessi, insieme ai Digimon Angelici, si manifestano per infondere loro coraggio e forza. Tutti e cinque insieme, Takuya, Koji, J.P., Zoe e Tommy, digievolvono insieme per formare ancora una volta Susanoomon. Susanoomon riesce a penetrare nella Gehenna di Lucemon, una sfera oscura in cui si nasconde Lucemon Larva. Nella battaglia finale, Susanoomon riesce a fare a pezzi la Gehenna e a distruggere il corpo di Lucemon Shadowlord Mode. Colto di sorpresa dall'attacco di Lucemon Larva, tuttavia, i Digispirit proiettano i Digiprescelti al di fuori di Susanoomon. Recuperano quindi la spada dalla ZERO ARMS: Orochi e, dividendosi nelle forme di tipo Umano dei dieci Leggendari Guerrieri, distruggono Lucemon una volta per tutte.

### Koji Minamoto
Koji Minamoto (源 輝二?, Minamoto Kouji) è uno dei personaggi principali della serie, nella quale ad un gruppo di Digiprescelti viene conferita l'abilità di trasformarsi in Digimon. Koji, originariamente intenzionato a viaggiare da solo, all'inizio della serie riceve i Digispirit della Luce. Frequenta la quinta elementare ed il Leggendario Guerriero suo partner è Lobomon.
Koji è il tipico "lupo solitario" che appare spesso nelle varie serie dell'anime di Digimon. Piuttosto responsabile e riflessivo per natura, Koji ha sempre vissuto da solo e questo lo ha portato ad agire sempre per conto proprio e a ragionare con la propria testa. Nel gruppo dei Digiprescelti è spesso la voce della ragione nelle discussioni più animate ed i suoi compagni per questo lo stimano e lo rispettano. Ad una prima impressione Koji può sembrare una persona egoista, ma in realtà non esita mai a mettere a repentaglio la propria vita per le persone alle quali tiene; ha inoltre un forte senso della giustizia.
Un pomeriggio, mentre è impegnato a comprare dei fiori per la sua matrigna, con la quale aveva sempre condiviso un rapporto problematico a causa della morte della sua vera madre, Koji riceve un messaggio SMS sul suo telefono cellulare. Il messaggio gli è stato inviato da Ophanimon, uno dei tre Digimon Angelici, anche se il ragazzo non ne è al momento al corrente, e lo invita a raggiungere la stazione sotterranea di Shibuya. Da lì, lui e altri quattro ragazzi saliranno su dei Trailmon, dei Digimon treno, e verranno trasportati a Digiworld, il cosiddetto mondo digitale. Una volta giunto in questo mondo, per lui e gli altri ragazzi inizia una missione complicata: salvare Digiworld dalla minaccia dei nemici che tramano nell'ombra per distruggerlo. Il primo compito dei Digiprescelti, però, è trovare i Digispirit, delle reliquie degli antichi Leggendari Guerrieri con la capacità di farli accedere alla Digievoluzione Spirit e diventare dei Digimon loro stessi. Koji è il secondo a trovare il proprio Digispirit, il Digispirit della Luce.
All'inizio della serie, Koji non fa parte del gruppo dei Digiprescelti composto da Takuya Kanbara, J.P. Shibayama, Zoe Ayamoto, Tommy Hiyomi, Bokomon e Neemon. Il padrone della Luce, infatti, è un ragazzo piuttosto solitario ed individualista, che preferisce stare sulle sue piuttosto che legarsi emotivamente a degli estranei, cosa che reputa solo una fonte di problemi e nient'altro. Tuttavia, dall'episodio "La Digievoluzione Slide", Koji si unirà ufficialmente al gruppo, ammettendo, come lui stesso dice al termine dell'episodio "L'incubo di Tommy" che gli altri "sono pasticcioni ma simpatici". La sua personalità fin troppo riflessiva lo porta spesso al litigio con Takuya, tuttavia i due imparano a rispettarsi l'un l'altro verso la metà della serie, dopo il primo incontro del gruppo con Duskmon, e diventano buoni amici e partner in battaglia. In quella circostanza, infatti, sono principalmente le parole di Koji ad innescare un cambiamento nell'amico e a fargli comprendere un'importante lezione.
Intorno alla metà della serie, più precisamente tra gli episodi "La Doppia Digievoluzione Spirit" e "La scelta di Koichi", Koji va incontro a degli eventi che inevitabilmente finiranno per sconvolgere lui stesso, i suoi sentimenti e la sua vita. Durante un combattimento contro Duskmon all'interno di Sephirotmon, Koji, appena digievoluto Beowulfmon, riesce finalmente a combattere ad armi pari contro il padrone delle Tenebre; il loro scontro è talmente equilibrato che genera un'esplosione. Tuttavia, poco prima di volare al di fuori di Sephirotmon a causa della lotta, Beowulfmon riesce a vedere chiaramente che all'interno di Duskmon si nasconde un altro essere umano, più precisamente un ragazzo, che inspiegabilmente sembra identico a lui. Beowulfmon decide di vederci chiaro e parte alla ricerca di Duskmon.
Il padrone della Luce insegue il padrone delle Tenebre, che però viene portato via da Kerpymon, intenzionato ad impedire, come si scoprirà successivamente, che in Duskmon riaffiorino ricordi della sua vita precedente. Beowulfmon riesce comunque a trovare Duskmon, il quale atterra Beowulfmon ma ancora una volta non riesce a finirlo. Quindi Beowulfmon si riprende ed è lui stavolta ad avere l'opportunità di finire il Leggendario Guerriero corrotto. Tuttavia, Beowulfmon viene fermato ancora una volta da Kerpymon ed immobilizzato. Duskmon riceve quindi il Digispirit Animale delle Tenebre corrotto e acquisisce l'abilità di slidedigievolvere Velgemon, divenendo ancora più potente e temibile di prima. Infatti, riesce a sconfiggere Beowulfmon, quasi eliminandolo. Quando il Digimon torna ad essere Koji, Velgemon lo attacca, ma viene fermato da Ophanimon, che attraverso il Digivice di Koji gli ricorda le sue origini, confondendolo sempre di più. Koji chiede ancora una volta al padrone delle Tenebre chi egli sia, ma Velgemon, senza controllo, fugge via.
Il resto del gruppo, alla ricerca di Koji, riesce finalmente a raggiungerlo e si propone di continuare il suo cammino per liberare Ophanimon, ma Koji è ancora ossessionato da Duskmon e corre a cercarlo, fermamente intenzionato a scoprire la verità. Takuya decide però di seguire l'amico per dargli una mano. Duskmon viene nuovamente plagiato da Kerpymon e torna a combattere con Koji, che digievolve ancora una volta Beowulfmon. Tuttavia, Duskmon ora ha ben chiaro chi lui fosse un tempo e lo rivela a Koji: si tratta di Koichi Kimura, suo fratello gemello, dal quale era stato separato poco dopo la loro nascita. Beowulfmon non crede a questa storia, ma Duskmon gli rivela che i loro genitori si separarono e quindi decisero di separare anche loro due, nascondendo ad entrambi i gemelli l'esistenza del proprio gemello e dell'altro genitore. Koji era andato a vivere così con il padre, che nel tempo si era poi risposato, mentre Koichi era andato a stare con sua madre, prendendone anche il cognome. Beowulfmon è sconvolto dalle rivelazioni e per questo perde la battaglia, correndo il rischio di essere poi eliminato da Velgemon. Takuya salva l'amico e lo sprona a combattere contro il padrone delle Tenebre, digievolvendo a sua volta Aldamon e cominciando a combattere contro Velgemon, ma sembra avere la peggio. Koji si riprende e digievolve ancora una volta Beowulfmon, sconfiggendo una volta per tutte Velgemon insieme ad Aldamon ed acquisendo entrambi i Digispirit delle Tenebre, liberando suo fratello Koichi dalla malvagità.
Inizialmente Koji e Koichi non sanno come relazionarsi, poiché è una situazione strana per entrambi, poiché non hanno mai avuto un fratello con il quale avere a che fare. Gli altri Digiprescelti cercano di dare consigli utili a Koji, che sembra comprendere qualcosa d'importante e li ringrazia. Improvvisamente il gruppo si trova di fronte Kerpymon in persona e prova a combatterlo, ma Aldamon, Beowulfmon, MetalKabuterimon, Zephyrmon e Korikakumon vengono presto sconfitti. Koichi interviene e, in risposta alla richiesta di Kerpymon di tornare al suo servizio, rinnega il suo passato vergognoso e si dichiara dalla parte del fratello. Ciò attiverà il Digivice di Koji, che creerà un nuovo Digivice per Koichi e purificherà i suoi Digispirit delle Tenebre, attivandone la parte positiva e permettendo a Koichi di digievolvere Lowemon, che poi slidedigievolve JagerLowemon ed elimina Kerpymon, il quale però si rivelerà essere solo una sua copia usata per i combattimenti.
Da quel momento in poi Koji e Koichi saranno sempre più attaccati l'uno all'altro, imparando a conoscersi meglio e a volersi bene. Sarà la presunta eliminazione di Koichi, che però si scoprirà poi essere sopravvissuto, da parte di Lucemon Chaos Mode ad attivare la Leggendaria Digievoluzione Spirit di Koji e Takuya in Susanoomon nella battaglia finale contro il malvagio Digimon angelo.
Nell'epilogo della serie, Koji riuscirà finalmente a chiamare "mamma" la sua matrigna, regalandole un mazzo di fiori. Conoscerà inoltre la sua vera madre grazie a Koichi, con il quale potrà finalmente instaurare una relazione stabile.
Koji dispone del potere di AncientGarurumon tramite i Digispirit della Luce. La sua forma preferita è la sua Digievoluzione Spirit di tipo Umano, Lobomon, in cui passa la maggior parte del tempo.
Koji appare anche in Digimon Battle Spirit 2 come personaggio giocabile.
È doppiato in giapponese da Hiroshi Kamiya e in italiano da Maura Cenciarelli.

### Lobomon
Lobomon (ヴォルフモン?, Wolfmon) è la Digievoluzione di tipo Umano di Koji, ottenuta digievolvendo tramite il Digispirit Umano della Luce. Lobomon è un Digimon guerriero dai capelli biondi e gli occhi rossi. Contrariamente ad Agunimon, che, oltre alle caratteristiche umane, presenta anche alcuni tratti animali, Lobomon è del tutto simile ad un essere umano. Sembra infatti un essere umano vestito di bianco che indossa un'armatura nera e di diverse tonalità di viola. Come Agunimon, la parte superiore del suo volto è coperta dall'armatura come se fosse una maschera. Indossa inoltre una lunga sciarpa, i cui colori assomigliano molto al pelo di Garurumon. Lobomon brandisce la "Licht Schwert" ("Spada Luminosa"), molto simile alla spada laser in dotazione ai Jedi di Guerre stellari. All'occorrenza dispone anche di una seconda spada che può unire alla prima per formare un'arma bilama. Sulle spalline della sua armatura è presente il simbolo del suo elemento, la Luce.
Lobomon appare per la prima volta nell'episodio "Labirinto sotterraneo". Una volta giunto alla Città del Fuoco dal mondo reale, Koji viene guidato dal proprio Digivice all'interno di una caverna sotterranea, all'interno della quale dovrebbe trovarsi il suo Digispirit. Tuttavia, J.P. e Tommy precipitano anch'essi in questa caverna e vengono attaccati dai Pagumon. Koji li salva e li sconfigge, ma i Digimon digievolvono in Raremon. In quel momento giungono anche Takuya e Zoe, con il primo che digievolve Agunimon per cercare di salvare la situazione. Tuttavia, la Digievoluzione termina istantaneamente e Takuya, per salvare Tommy da un attacco di Raremon, fa cadere Koji all'interno di un pozzo molto profondo. Inaspettatamente all'interno del buco è presente il Digispirit che il ragazzo stava cercando, il Digispirit della Luce, che lo trasforma in Lobomon e gli consente di salvare la situazione. Da quel momento in poi, Lobomon diviene la forma di preferenza di Koji, anche quando il Digiprescelto della Luce accederà a forme più potenti.
In Digimon Battle Spirit 2, Lobomon può slidedigievolvere in KendoGarurumon e trasformarsi in AncientGarurumon stesso come mossa finale. Se Lobomon esegue il suo attacco speciale, può assumere per un breve periodo di tempo la forma di AncientGarurumon e scagliare lo Sharpness Claymore, un attacco sferrato con le due enormi spade del Digimon verso il nemico. Nel gioco esiste inoltre un secondo Lobomon sbloccabile, ExLobomon (EXヴォルフモン?, ExWolfmon), che può slidedigievolvere in MagnaGarurumon e assumere temporaneamente la forma di Susanoomon.
È doppiato in giapponese da Hiroshi Kamiya e in italiano da Alberto Angrisano.

#### KendoGarurumon
KendoGarurumon (ガルムモン?, Garmmon) è la Digievoluzione Spirit di tipo Animale di Koji, ottenuta digievolvendo tramite il Digispirit Animale della Luce. KendoGarurumon è un Digimon androide che condivide molte delle sue caratteristiche fisiche con MetalGarurumon. È infatti molto simile ad un lupo, completamente ricoperto da un'armatura bianca a strisce viola e con inserti grigi e dorati. Sul retro delle sue quattro zampe sono presenti delle ruote, che, quando posizionate al suolo, conferiscono al Digimon una velocità impressionante. Sulla schiena, inoltre, sono presenti due lame dorate.
KendoGarurumon appare per la prima volta nell'episodio "Il Digispirit Animale". Koji, su consiglio di Ophanimon, è alla ricerca del suo Digispirit Animale della Luce, che però è nelle mire anche di Gotsumon, il quale è alla sua ricerca per digievolvere e salvare il proprio villaggio da Grumblemon, uno dei Leggendari Guerrieri corrotti. Tuttavia, Koji, anche grazie al prezioso aiuto dello stesso Gotsumon, riesce infine a recuperare il proprio Digispirit Animale e a digievolvere KendoGarurumon. Benché inizialmente non sia in grado di controllare appieno il grande potere della nuova Digievoluzione, KendoGarurumon riesce a scagliare in mare Gigasmon, forma di tipo Animale di Grumblemon, e a battere momentaneamente il padrone della Terra. KendoGarurumon si rivelerà un'arma molto potente nell'arsenale di Koji, che lo salverà diverse volte, soprattutto nella lotta contro i Leggendari Guerrieri corrotti.

#### Beowulfmon
Beowulfmon (ベオウルフモン?) è la Doppia Digievoluzione Spirit di Koji, ottenuta sfruttando il potere sia del Digispirit Umano della Luce sia del Digispirit Animale della Luce. Esattamente come accade per Aldamon, l'aspetto fisico di Beowulfmon presenta diverse caratteristiche delle forme dalle quali è generato, Lobomon e KendoGarurumon. Struttura corporea, gambe, braccia, volto e capelli di Lobomon, parti dell'armatura, cosce, avambracci e lame di KendoGarurumon: anche l'aspetto fisico di Beowulfmon rappresenta una vera e propria fusione delle parti del corpo dei due Leggendari Guerrieri della Luce. Beowulfmon è l'unione perfetta della saggezza generata dal tipo Umano e della potenza derivata dal tipo Animale. Le lame di KendoGarurumon, inoltre, sono state modificate opportunamente e trasformate in una "Spada Bilama", ora potentissima arma del padrone della Luce. È in grado ad attaccare a velocità incredibili, pari a quelle della luce.
Beowulfmon appare per la prima volta nell'episodio "La Doppia Digievoluzione Spirit". All'interno di Sephirotmon, forma di tipo Animale di Mercurymon, padrone del Ferro, Koji incontra Duskmon, il padrone delle Tenebre, e digievolve Lobomon per combatterlo. Tuttavia, né questa forma né quella di KendoGarurumon sono abbastanza forti da sconfiggere il Leggendario Guerriero corrotto. Quando Koji sta per essere eliminato da Duskmon, tuttavia, il Digiuovo di Seraphimon, uno dei tre Digimon Angelici, si illumina e trasferisce parte della propria energia a Koji, che improvvisamente comprende che i suoi due Digispirit possono essere fusi per formarne uno molto più potente. Koji effettua così la Doppia Digievoluzione Spirit e digievolve Beowulfmon, combattendo ora contro Duskmon ad armi pari. Lo scontro con Duskmon sarà violentissimo, ma il grande equilibrio tra le due forze causerà un'esplosione che espellerà entrambi da Sephirotmon. Questo scontro sarà il preludio all'importantissimo ritrovamento da parte di Koji di suo fratello Koichi Kimura. Nonostante la potenza di questa forma ed il particolare ed importante momento della trama in cui viene acquisita, Beowulfmon sarà la Digievoluzione Spirit meno usata da Koji; ciò si verificherà a causa del repentino ottenimento di una forma ancora più potente: MagnaGarurumon.

#### MagnaGarurumon
MagnaGarurumon (マグナガルルモン?) è l'Iperdigievoluzione Spirit di Koji, ottenuta sfruttando i Digispirit della Luce, del Tuono, delle Tenebre, dell'Acqua e del Ferro. MagnaGarurumon è un Digimon completamente diverso dalle sue Digievoluzioni Spirit precedenti. Il suo volto è molto simile a quello di Anubi, la leggendaria divinità egizia ed ha occhi completamente rossi. Come il suo partner in battaglia KaiserGreymon, il suo corpo, ad eccezione del volto, è quasi completamente ricoperto da un'armatura blu con inserti dorati ed argentati. Tuttavia, la parte superiore di quest'armatura è rimovibile. Ciò consente al Digimon di poter combattere i nemici con due assetti completamente diversi: un assetto corazzato, che gli permette di volare e di combattere con le armi da fuoco "Sniper Phantom", sul suo braccio destro, e "Strike Phantom", sul braccio sinistro, ed un assetto senza armatura, incapace di volare ma che fa della velocità supersonica di cui dispone la sua arma principale. Solitamente, MagnaGarurumon passa da un assetto all'altro quando termina le munizioni delle armi in dotazione alla sua armatura. Inoltre, quando in assetto non corazzato, MagnaGarurumon dispone di due spade luminose simili alle "Licht Schwert" di Lobomon.
MagnaGarurumon appare per la prima volta nell'episodio "Il vero Kerpymon". Dopo la sconfitta riportata da Aldamon e Beowulfmon nel combattimento con Kerpymon, Ophanimon, prima di morire, potenzia con l'ultima stilla dei suoi poteri i Digivice di Takuya e Koji per fornire loro la forza necessaria a combattere contro il Digimon Angelico. I Digiprescelti sono quindi esortati a concentrare tutti i loro Digispirit in Takuya e Koji, così da ottenere due soli Leggendari Guerrieri ma infinitamente potenti. Koji ottiene quindi i Digispirit dell'Acqua acquisiti da Lanamon e quelli del Ferro una volta in possesso di Mercurymon, oltre a quelli del Tuono di J.P. e delle Tenebre di Koichi. Effettua così l'Iperdigievoluzione Spirit in MagnaGarurumon, mentre Takuya diviene KaiserGreymon. I due affrontano e sconfiggono Kerpymon, facendo inoltre crollare il suo castello. Tuttavia, Kerpymon non è ancora battuto e torna ad attaccare i Digiprescelti dopo aver assorbito buona parte dei Digicodici di Digiworld. Nonostante questo, KaiserGreymon e MagnaGarurumon elaborano un piano vincente ed il padrone della Luce è fondamentale nel fare scudo a KaiserGreymon e nel permettergli di infliggere il colpo di grazia al Digimon Angelico. Da quel punto in poi, e per tutta la durata della battaglia contro i Cavalieri Reali, MagnaGarurumon diverrà la forma più usata da Koji.

### J.P. Shibayama
J.P. Shibayama (柴山 純平?, Shibayama Junpei) è uno dei sei ragazzi che prendono parte alla serie, nella quale ad un gruppo di Digiprescelti viene conferita l'abilità di trasformarsi in Digimon. J.P., originariamente intenzionato a tornare nel mondo reale dopo aver constatato i pericoli presenti a Digiworld, all'inizio della serie riceve i Digispirit del Tuono. Frequenta la seconda media ed il Leggendario Guerriero suo partner è Beetlemon.
J.P. è il più grande d'età del gruppo dei Digiprescelti di Frontier e ciò lo porta spesso a sentire in modo eccessivo la responsabilità di questo ruolo. Negli anni precedenti alla serie J.P. non era mai riuscito ad avere un reale rapporto d'amicizia, poiché questi erano sempre piuttosto superficiali e basati su presupposti errati. Il ragazzo, infatti, aveva sempre cercato di assumere un comportamento da buffone nei confronti degli altri, sempre pronto allo scherzo e alla battuta, a fare qualche trucco magico o a regalare cioccolato, ma in realtà si era sempre sentito molto solo. Tuttavia, quando ha qualcosa per cui lottare, J.P. è molto determinato e non permette a niente e a nessuno di ostacolarlo; questa caratteristica, unita alla sua freddezza nelle situazioni più disperate e alla sua intelligenza che tirerà spesso fuori dai guai il gruppo, contribuirà all'alta stima che hanno di lui i Digiprescelti.
Un giorno, mentre si trova per strada, J.P. riceve un messaggio SMS sul suo telefono cellulare. Il messaggio gli è stato inviato da Ophanimon, uno dei tre Digimon Angelici, anche se il ragazzo non ne è al momento al corrente, e lo invita a raggiungere la stazione sotterranea di Shibuya. Da lì, lui e altri quattro ragazzi saliranno su dei Trailmon, dei Digimon treno, e verranno trasportati a Digiworld, il cosiddetto mondo digitale. Una volta giunto in questo mondo, per lui e gli altri ragazzi inizia una missione complicata: salvare Digiworld dalla minaccia dei nemici che tramano nell'ombra per distruggerlo. Il primo compito dei Digiprescelti, però, è trovare i Digispirit, delle reliquie degli antichi Leggendari Guerrieri con la capacità di farli accedere alla Digievoluzione Spirit e diventare dei Digimon loro stessi. J.P. è il quinto ed ultimo a trovare il proprio Digispirit, il Digispirit del Tuono.
Nei primi episodi della serie, J.P. non sembra essere troppo entusiasta della situazione in cui è capitato. Si rivolge in maniera scortese a Takuya Kanbara già sul Trailmon che sta portando a Digiworld i ragazzi; tuttavia, è colpito dalla bellezza di Zoe Ayamoto, dalla quale sarà sempre più attratto durante il proseguimento della serie, motivo per il quale decide di continuare il viaggio. Tuttavia, la prima battaglia di Takuya, trasformato in Agunimon, contro Cerberumon influisce negativamente su J.P., che decide di tornare a casa e cerca di convincere Tommy Hiyomi a fare altrettanto. Tuttavia, dopo essere stati salvati da un attacco di alcuni Pagumon da Takuya e da Koji Minamoto, i due decidono di rimanere a Digiworld e continuare il loro viaggio.
Il complicato carattere di J.P. inizia ad essere intravisto nell'episodio "La Fabbrica del Vento", in cui digievolverà per la prima volta in Beetlemon. Oltre a questo episodio, ce ne sono altri incentrati su J.P. che permettono di approfondire aspetti del suo carattere, del suo essere e della sua storia. L'episodio "Amici in pericolo!", anche se in misura minore rispetto agli altri, è sicuramente uno di questi. Nell'episodio, infatti, J.P. e Zoe si ritrovano separati dagli altri ragazzi ed in compagnia solo di Bokomon e Neemon. Si imbattono presto in una scuola per Digimon, il cui insegnante è Togemon e al cui interno si trovano numerosi allievi, tutti Digimon di livello primario e primo stadio. Dopo aver provveduto alla ricerca di uno di questi, Tsunomon, sempre emarginato dagli altri compagni a causa della sua capacità di digievolvere in Gabumon, J.P. e Zoe vengono colti da un improvviso temporale. Nonostante sia lui stesso il padrone del Tuono, J.P. rivela paradossalmente di avere una grande paura dei tuoni. La Digievoluzione Spirit in Beetlemon, però, migliora le cose, tanto da permettere che il Digimon riesca a ragionare prontamente e con freddezza così da elaborare un piano per salvare la scuola. Uno degli altri allievi della scuola, Kapurimon cade però in acqua e nessuno può salvarlo. Tuttavia, Tsunomon, prendendo esempio da J.P. che con la Digievoluzione è diventato più forte e si è lasciato alle spalle la sua paura dei tuoni, superando le sue paure, digievolve in Gabumon e salva l'amico, venendo immediatamente integrato nel gruppo degli allievi.
Un altro momento fondamentale per J.P. nella trama di Frontier riguarda l'acquisizione del suo Digispirit Animale nell'episodio "MetalKabuterimon, il guerriero del Tuono". Tuttavia, è probabilmente l'episodio "Il conflitto di JP" a rappresentare maggiormente il carattere del ragazzo e a narrarne, in parte, la storia. Quando i Digiprescelti vengono assorbiti all'interno di Sephirotmon, J.P. viene improvvisamente separato dal resto del gruppo a causa del Digimon stesso, tuttavia nessuno si accorge. J.P. finisce quindi nella sfera della Terra di Sephirotmon, in cui c'è Volcanomon. Il Digimon malvagio cerca di convincerlo che agli altri Digiprescelti non importa niente di lui e che sono stati loro a spingerlo e a farlo finire lì. Tuttavia, benché messo in seria difficoltà, J.P. digievolve Beetlemon e sconfigge Volcanomon, assorbendone il Digicodice. Ciò nonostante, l'ombra di J.P. prende vita e continua l'opera lasciata incompiuta da Volcanomon, instillando nel ragazzo il dubbio verso gli altri ragazzi e ricordandogli i suoi passati tentativi di farsi degli amici, tutti miseramente falliti. L'ombra assume forma fisica, divenendo EvilBeetlemon e sconfiggendo Beetlemon, che regredisce in J.P.. Benché sconfitto, il padrone del Tuono continua ad essere convinto dei sentimenti degli altri ragazzi, che ritiene i suoi primi veri amici. Intanto, Takuya, Koji, Zoe e Tommy raggiungono l'amico e lo spronano a sconfiggere il suo avversario. J.P. digievolve MetalKabuterimon, provocando la Slidedigievoluzione dell'avversario in EvilMetalKabuterimon, e attacca il nemico con il Cannone Elettromagnetico, nonostante la pericolosità della mossa a distanza ravvicinata, per salvare i suoi amici. Il padrone del Tuono, benché malridotto, riesce nel suo intento e sconfigge l'avversario, scusandosi con gli altri ragazzi per aver dubitato di loro.
Nell'epilogo della serie, J.P. sarà circondato dai suoi compagni di classe, con i quali ha finalmente instaurato dei legami stabili, e rifletterà sul valore della sincerità, dicendo di averne capito l'importanza ed il valore.
J.P. dispone del potere di AncientBeetlemon tramite i Digispirit del Tuono. La sua forma preferita è la sua Digievoluzione Spirit di tipo Umano, Beetlemon, in cui passa la maggior parte del tempo.
J.P. appare anche in Digimon Battle Spirit 2 come personaggio giocabile.
È doppiato in giapponese da Masato Amada e in italiano da Leonardo Graziano.

### Beetlemon
Beetlemon (ブリッツモン?, Blitzmon) è la Digievoluzione di tipo Umano di J.P., ottenuta digievolvendo tramite il Digispirit Umano del Tuono. Beetlemon è un Digimon androide dagli occhi verdi quasi completamente rivestito da un'armatura, prevalentemente di colore blu scuro, dorato e arancione. L'armatura, dotata di ali, ricopre anche il cranio del Digimon, rendendolo molto simile ad uno scarabeo, come dimostra il lungo corno blu posto sul capo e la forma delle ali stesse, simili ad una corazza quando ripiegate. Da notare la grandezza, sproporzionata rispetto alla dimensione delle braccia, dei guanti dell'armatura di Beetlemon, tale probabilmente per consentire al Digimon di sferrare i suoi attacchi legati all'energia elettrica. Sui pezzi dell'armatura a protezione delle cosce del Digimon è presente il simbolo dell'elemento del guerriero androide, il Tuono.
Beetlemon appare per la prima volta nell'episodio "La Fabbrica del Vento". In questo episodio, J.P. è rimasto l'unico a non aver ancora trovato il proprio Digispirit ed è infastidito dal non poter digievolvere come gli altri ed aiutarli in combattimento. Ciò lo porta a tirarsi indietro dalla battaglia contro i Goblimon, iniziata per salvare i Kokuwamon dalla loro tirannia. Tuttavia, J.P. non riesce a stare con le mani in mano e interviene a salvare i suoi amici dall'intervento di Snimon, capo della fabbrica del vento, salendo su una gru. Durante la battaglia, però, J.P. trova nascosto dietro una parete il proprio Digispirit, il Digispirit del Tuono, ottenendo così la facoltà di digievolvere Beetlemon. Riesce così a salvare i suoi amici sconfiggendo Snimon, scannerizzando ed acquisendone poi il Digicodice. Da quel momento in poi, Beetlemon diviene la forma di preferenza di J.P., anche quando il Digiprescelto del Tuono accederà a forme più potenti.
In Digimon Battle Spirit 2, Beetlemon può slidedigievolvere in MetalKabuterimon e trasformarsi in AncientBeetlemon stesso come mossa finale. Se Beetlemon esegue il suo attacco speciale, può assumere per un breve periodo di tempo la forma di AncientBeetlemon e scagliare il Calamity Thunder, una gigantesca saetta composta di energia elettrica.
È doppiato in giapponese da Masato Amada e in italiano da Massimo Bitossi.

#### MetalKabuterimon
MetalKabuterimon (ボルグモン?, Bolgmon) è la Digievoluzione Spirit di tipo Animale di J.P., ottenuta digievolvendo tramite il Digispirit Animale del Tuono. Pressoché la totalità del corpo di MetalKabuterimon è fasciata da un'armatura blu scuro, dorata ed arancione; inoltre, al posto delle mani può contare su due armi da fuoco simili a mitragliatrici. Possiede anche altre due armi più piccole, anch'esse simili a delle braccia. Inoltre, sulla sua testa è presente un cannone molto più grande, che può aprirsi per rivelare un misuratore di potenza per il suo attacco Raggio Fulminante/Cannone Elettromagnetico. Di tutti i Leggendari Guerrieri di tipo Animale, MetalKabuterimon è il terzo più grande di dimensioni (superato solo da Sephirotmon e Petaldramon). Anche se il suo attacco Raggio Fulminante/Cannone Elettromagnetico è piuttosto lento nei tempi di caricamento, si tratta di uno degli attacchi più potenti appartenenti ai Leggendari Guerrieri.
MetalKabuterimon appare per la prima volta nell'episodio "MetalKabuterimon, il guerriero del Tuono". Fuggiti dal castello di Seraphimon dopo l'attacco congiunto di Grumblemon, Arbormon, Lanamon e Mercurymon, i Digiprescelti si ritrovano in una grotta senza vie d'uscita. Sono quindi costretti ad affrontare Arbormon e Grumblemon, quest'ultimo accompagnato da un intero esercito di Rockmon. J.P. e Tommy, feriti in precedenza, si ritrovano costretti a combattere da soli contro Grumblemon ed il suo esercito per difendere Zoe, priva del suo Digispirit rubatole da Grumblemon stesso, Bokomon, Neemon ed il Digiuovo di Seraphimon. Beetlemon viene però sconfitto in breve tempo e corre il rischio di essere assorbito. J.P. in ogni caso non vuole arrendersi e darla vinta a Grumblemon, che inoltre è anche in possesso del Digispirit di Zoe. Un attacco di Whamon, tuttavia, lo salva da una sconfitta certa; inoltre, l'attacco rivela il Digispirit Animale di J.P., inghiottito inconsapevolmente dall'enorme Digimon in precedenza. J.P. riesce ad acquisire il suo Digispirit prima che Grumblemon possa rubarglielo e a digievolvere MetalKabuterimon, recuperando in fretta il controllo e sconfiggendo definitivamente Grumblemon, privandolo del suo Digispirit e recuperando quello di Zoe, obiettivo che il ragazzo si era prefissato fin dal momento del furto. Al termine dell'episodio Zoe ringrazia J.P. per la sua tenacia e la sua caparbietà nell'aver affrontato, ferito, una situazione disperata ed esserne uscito vittorioso. MetalKabuterimon si rivelerà un'arma molto potente nell'arsenale di J.P., che lo salverà diverse volte, soprattutto nella lotta contro i Leggendari Guerrieri corrotti.

### Zoe Ayamoto
Zoe Ayamoto (織本 泉?, Orimoto Izumi) è una dei sei ragazzi che prendono parte alla serie, nella quale ad un gruppo di Digiprescelti viene conferita l'abilità di trasformarsi in Digimon. Zoe, fin dal principio entusiasta di poter prendere parte ad un'inattesa avventura, all'inizio della serie riceve i Digispirit del Vento. Frequenta la quinta elementare ed il Leggendario Guerriero suo partner è Kazemon.
Zoe è l'unica femmina del gruppo dei Digiprescelti di Frontier, ma ciò non sembra pesarle. In realtà la ragazza, fin dal suo ritorno in Giappone dopo una permanenza di due anni in Inghilterra, ha sempre sofferto di problemi nello stare in mezzo alla gente, non riuscendo a farsi delle amicizie stabili a causa del suo carattere fin troppo forte e di alcune delusioni subite da ragazze che l'avevano illusa sulla possibilità di costruire finalmente un vero rapporto. Ciò le aveva creato delle reticenze nel costruire amicizie; la permanenza nel gruppo, tuttavia, la fa in breve ricredere delle sue convinzioni. Zoe è una ragazza gentile, solare e tenace, che, per sua stessa ammissione, quando si mette in testa di fare una cosa va fino in fondo. Queste sue qualità saranno spesso molto utili alla causa dei bambini prescelti. Grazie alla sua esperienza in Inghilterra, Zoe conosce perfettamente l'inglese e spesso utilizza parole ed espressioni di quella lingua.
Un giorno, mentre si trova a casa sua intenta a sfornare una pizza, Zoe riceve un messaggio SMS sul suo telefono cellulare. Il messaggio le è stato inviato da Ophanimon, uno dei tre Digimon Angelici, anche se la ragazza non ne è al momento al corrente, e la invita a raggiungere la stazione sotterranea di Shibuya. Da lì, lei e altri quattro ragazzi saliranno su dei Trailmon, dei Digimon treno, e verranno trasportati a Digiworld, il cosiddetto mondo digitale. Una volta giunta in questo mondo, per lei e gli altri ragazzi inizia una missione complicata: salvare Digiworld dalla minaccia dei nemici che tramano nell'ombra per distruggerlo. Il primo compito dei Digiprescelti, però, è trovare i Digispirit, delle reliquie degli antichi Leggendari Guerrieri con la capacità di farli accedere alla Digievoluzione Spirit e diventare dei Digimon loro stessi. Zoe è la quarta a trovare il proprio Digispirit, il Digispirit del Vento.
All'inizio della serie, Zoe è l'unica assolutamente decisa a proseguire la propria avventura a Digiworld insieme a Takuya Kanbara. La ragazza rivela molto presto il suo carattere forte, discutendo varie volte con Takuya che inizia già a proporsi come leader del gruppo, e dimostrando una certa indisponenza verso di lui e J.P. Shibayama. Il rapporto con Tommy Hiyomi, invece, è cortese ed improntato fin dall'inizio sull'affetto dimostrato ad un bambino più piccolo di lei. Dopo essere stata salvata da Koji Minamoto nell'episodio "La stazione abbandonata", nel quale la ragazza acquisirà anche il proprio Digispirit, la ragazza gli si dimostra grata ed avvia con lui un rapporto molto più "tranquillo" rispetto a quelli con Takuya e J.P.. La poca pazienza dimostrata con J.P. è causata dai sentimenti del ragazzo, che si affeziona praticamente subito alla ragazza e la corteggia nei modi più svariati. Tuttavia, nonostante nella serie non ci si soffermi più di tanto sui sentimenti della ragazza, questa in vari episodi sembra essere attratta notevolmente da Takuya.
Nel già menzionato episodio "La stazione abbandonata", la ragazza entrerà in possesso del suo Digispirit Umano del Vento, potendo così effettuare la Digievoluzione Spirit in Kazemon. Un episodio particolarmente importante per lei è "Amici in pericolo!", in cui Zoe e J.P. si ritrovano separati dagli altri ragazzi ed in compagnia solo di Bokomon e Neemon. Si imbattono presto in una scuola per Digimon, il cui insegnante è Togemon e al cui interno si trovano numerosi allievi, tutti Digimon di livello primario e primo stadio. Quando uno di questi, Tsunomon, sempre emarginato dagli altri compagni a causa della sua capacità di digievolvere in Gabumon, fugge, Zoe si prende a cuore l'intera questione e corre a cercarlo insieme al resto del gruppo. La ragazza rivela successivamente a J.P. che a scuola lei è costantemente emarginata da tutti a causa della sua esperienza all'estero e del suo carattere forte, precludendole la possibilità di avere degli amici. Dopo il ritrovamento di Tsunomon, Zoe e J.P. vengono colti da un improvviso temporale. La Digievoluzione di J.P. in Beetlemon permette al Digimon, all'inizio piuttosto ironicamente terrorizzato dal temporale, di riuscire a ragionare prontamente e con freddezza così da elaborare un piano per salvare la scuola. Uno degli altri allievi della scuola, Kapurimon cade però in acqua e nessuno può salvarlo. Tuttavia, Tsunomon, prendendo esempio da J.P. che con la Digievoluzione è diventato più forte e si è lasciato alle spalle la sua paura dei tuoni, superando le sue paure, digievolve in Gabumon e salva l'amico, venendo immediatamente integrato nel gruppo degli allievi.
Due episodi dopo, ne "Il Digispirit Animale", Zoe subisce una grave perdita: il suo Digispirit viene rubato. Infatti, durante una battaglia dei Digiprescelti, temporaneamente orfani di Koji, contro Gigasmon, Slidedigievoluzione di Grumblemon, uno dei Leggendari Guerrieri corrotti agli ordini di Kerpymon, Kazemon cerca di proteggere Kumamon da un attacco diretto del padrone della Terra, ma viene colpita in pieno dall'attacco. Appare quindi il suo Digicodice, con all'interno il suo Digispirit, che viene prontamente preso da Gigasmon. La ragazza rientrerà in possesso del suo Digispirit solamente quattro episodi dopo, in "MetalKabuterimon, il guerriero del Tuono", nel quale J.P. rinviene il suo Digispirit Animale, digievolve MetalKabuterimon e sconfigge definitivamente Grumblemon, già privato in precedenza del suo Digispirit Animale, acquisendo il suo Digispirit Umano della Terra e recuperando anche quello di Zoe. Alla fine della battaglia, Zoe si dimostra molto grata nei confronti dell'amico per aver affrontato il pericolo solo per lei.
Nell'episodio "Il villaggio dei Toucanmon", i Digiprescelti vengono invitati da quattro Toucanmon a fermarsi per un po' nel loro villaggio vacanze per recuperare le forze. Tuttavia, questo si rivela essere solo un espediente per rubare i Digivice dei ragazzi. Solo Zoe riesce a non farsi rubare il suo, perché ancora negli spogliatoi al momento del furto. Rimane quindi l'unica a poter digievolvere ed è quindi costretta ad affrontare Lanamon, altro Leggendario Guerriero corrotto, completamente da sola. Tuttavia, il combattimento si interrompe quando Lanamon rinviene il suo Digispirit Animale e slidedigievolve Calmaramon, ma perde in ogni caso il controllo ed è costretta a ritirarsi momentaneamente. Nell'episodio successivo, "Il successo di Zoe", durante un secondo combattimento con Lanamon/Calmaramon, Zoe rinviene anch'essa il proprio Digispirit Animale, digievolvendo Zephyrmon.
Un momento fondamentale dell'esperienza di Zoe a Digiworld è quello che avviene nell'episodio "L'avventura di Zoe". Dopo che i Digiprescelti vengono risucchiati all'interno di Sephirotmon, Slidedigievoluzione di Mercurymon, altro Leggendario Guerriero corrotto, e divisi all'interno del Digimon malvagio, Zoe si ritrova all'interno della sfera dell'Acqua. Una volta lì, cerca una via d'uscita per raggiungere gli altri, ma incontra continuamente un gruppo di Honeybeemon, salvandoli più volte da dei pericoli. Tuttavia, Zoe ignora che gli Honeybeemon, distratti e pasticcioni, ogni volta finivano in alcune trappole preparate proprio da loro originariamente per lei su ordine di Lanamon, loro idolo. Stanca dei fallimenti degli Honeybeemon, Lanamon prepara una mela avvelenata e la consegna agli Honeybeemon, ordinando loro di farla mangiare alla padrona del Vento. Infine i Digimon riescono nel loro intento e Zoe finisce per essere avvelenata e privata della sua volontà, riportando alla mente ricordi dolorosi a causa di Lanamon, che insulta e schiaffeggia la ragazza. Tuttavia, Zoe riesce a riprendersi, furiosa per il trattamento subito, e digievolve Kazemon, affrontando così Lanamon. In situazione di parità, le due slidedigievolvono alle loro forme di tipo Animale e continuano il combattimento. Calmaramon inizialmente sembra avere la meglio, ma Zephyrmon subito dopo si riprende grazie anche al supporto degli Honeybeemon, disgustati dall'aspetto e dal comportamento di Calmaramon e passati dalla parte di Zephyrmon, e sconfigge la padrona dell'Acqua, prima prelevando il suo Digispirit Animale e poi scannerizzando il suo Digicodice ed acquisendo anche il suo Digispirit Umano, sconfiggendola definitivamente. Zoe riesce così ad uscire da Sephirotmon, riportata a terra dagli Honeybeemon.
Zoe svolge un importante ruolo nell'episodio "Il vero Kerpymon", in cui Zephyrmon rimane l'unica di tutti i Leggendari Guerrieri a non essere sconfitta e a non cedere i Digispirit in suo possesso a Kerpymon, salvata da Ophanimon, ormai libera dalla sua prigione. Ciò nonostante, Zephyrmon regredisce poco dopo in Zoe.
Nell'epilogo della serie, Zoe è mostrata mentre è a scuola, impegnata in una lezione di cucina insieme ai suoi compagni di classe, impegnata a riflettere sulle nuove relazioni instaurate e sulla sua difficoltà, ormai superata, di stare in mezzo alla gente e di farsi degli amici.
Zoe dispone del potere di AncientKazemon tramite i Digispirit del Vento. La sua forma preferita è la sua Digievoluzione Spirit di tipo Umano, Kazemon, in cui passa la maggior parte del tempo.
Zoe appare anche in Digimon Battle Spirit 2 come personaggio giocabile.
È doppiata in giapponese da Sawa Ishige e in italiano da Daniela Calò.

### Kazemon
Kazemon (フェアリモン?, Fairymon) è la Digievoluzione di tipo Umano di Zoe, ottenuta digievolvendo tramite il Digispirit Umano del Vento. Kazemon è un Digimon folletto dai lunghi capelli di colore rosa. Come già accennato, il suo aspetto fisico è molto simile a quello di una fata, poiché dispone di due grandi ali che le permettono di volare. Un visore di colore grigio le copre gli occhi, similmente a come accade per Silphymon, terminando all'altezza delle orecchie sotto forma di piccole ali. L'abbigliamento di Kazemon copre ben poco del corpo del Digimon folletto, lasciando scoperta la parte superiore del petto, la pancia, le braccia e le cosce. Il resto, ovvero il collo, le spalle, il seno e l'inguine sono coperti da abbigliamento di colore rosa, compresa una cintura posta all'altezza dello stomaco. Dispone poi di calzari che le ricoprono la quasi totalità delle gambe, ad esclusione delle parti superiori delle cosce, anch'essi di colore rosa ma con inserti verdi dalla forma di farfalle. Infine, indossa due paia di guanti; quelli superiori sono dei grandi guanti rigidi che proteggono tutto l'avambraccio, sui quali, all'altezza del polso, è presente il simbolo dell'elemento del Digimon folletto, il Vento.
Kazemon appare per la prima volta nell'episodio "La stazione abbandonata". Separatisi da Takuya e Tommy per una divergenza sulla giusta strada da prendere, J.P., Zoe, Bokomon e Neemon giungono a Soyokaze Village, un villaggio popolato da Floramon, che una volta era stupendo e rigoglioso, mentre ora versa in uno stato di abbandono. Inoltre, il villaggio è tormentato dai fratelli Mushroomon, che infastidiscono continuamente i Floramon. Tuttavia, Zoe rinviene il suo Digispirit Umano e digievolve in Kazemon, riuscendo a sconfiggere i tre fratelli Mushroomon. Questi però digievolvono insieme e diventano Woodmon, che in breve tempo riesce ad avere la meglio sulla padrona del Vento. L'intervento di Koji è provvidenziale, poiché digievolve Lobomon e salva Zoe, sconfiggendo Woodmon ed assorbendone il Digicodice. Da quel momento in poi, Kazemon diviene la forma di preferenza di Zoe, anche quando il Digiprescelto del Vento accederà a forme più potenti.
In Digimon Battle Spirit 2, Kazemon può slidedigievolvere in Zephyrmon e trasformarsi in AncientKazemon stessa come mossa finale. Se Kazemon esegue il suo attacco speciale, può assumere per un breve periodo di tempo la forma di AncientKazemon e scagliare la Rainbow Symphony, generando dal suo stocco una sinfonia di laser fusi insieme che, scagliati sul nemico, risplendono dei colori dell'arcobaleno.
È doppiata in giapponese da Sawa Ishige e in italiano da Daniela Calò.

#### Zephyrmon
Zephyrmon (シューツモン?, Shutumon) è la Digievoluzione Spirit di tipo Animale di Zoe, ottenuta digievolvendo tramite il Digispirit Animale del Vento. Zephyrmon, benché sia la Digievoluzione Spirit di tipo Animale di Zoe, è sicuramente il Leggendario Guerriero dalla forma più umanoide tra i Leggendari Guerrieri di tipo Animale. Il suo aspetto fisico condivide molte delle sue caratteristiche con Kazemon. Il suo abbigliamento è pressoché identico, benché grigio invece di rosa. Tuttavia, la porzione di corpo coperta è molto più estesa, lasciando scoperta solo l'addome e le cosce. I lunghi artigli di cui è dotata la sua armatura costituiscono un'ottima arma d'attacco; inoltre, indossa una sorta di collare nero rigido che si estende sulla schiena del Digimon, rassomigliando ad una sorta di coda. Zephyrmon possiede due paia di ali: quelle marroni e bianche sulla sua schiena, simili a quelle di un'aquila, e quelle formate dai suoi capelli celesti. Infine, contrariamente a Kazemon, non indossa più un visore bensì una maschera, che stavolta copre la parte inferiore del suo volto, lasciando scoperti gli occhi, anch'essi celesti. È considerata la più feroce e bella dei Leggendari Guerrieri.
Zephyrmon appare per la prima volta nell'episodio "Il successo di Zoe". Ancora alla ricerca dei Toucanmon e dei Digivice di Takuya, Koji, J.P. e Tommy, i Digiprescelti si imbattono in alcuni Gomamon, che, dopo averli informati sui movimenti dei Toucanmon, gli spiegano di non poter tornare sulla loro isola, l'Isola di Goma, perché da qualche tempo dei vortici impediscono costantemente l'accesso all'isola. Zoe, opponendosi alla scelta degli altri di lasciar perdere la questione, decide di andare a risolvere la questione da sola, ma i ragazzi non la abbandonano e decidono di andare con lei. Tuttavia, durante il percorso verso l'isola, Lanamon attacca i Digiprescelti e Zoe, unica a poter combattere, digievolve Kazemon e parte all'attacco. La battaglia è equilibrata, ma Lanamon slidedigievolve Calmaramon e sconfigge Kazemon, che regredisce in Zoe e precipita nell'oceano, molto vicino ai vortici dell'Isola di Goma. In acqua, Zoe scopre l'inaspettata causa dei vortici: è il suo Digispirit Animale, che la ragazza acquisisce ed utilizza per digievolvere in Zephyrmon una volta tornata in superficie. Riprende quindi il combattimento contro Calmaramon, ma il Digimon ha i soliti problemi nel controllare il suo Digispirit ed è costretta a ritirarsi. Prelevato il Digispirit Animale del Vento, i vortici scompaiono ed i Gomamon, per la felicità di Zoe, riescono a tornare a casa.
Caratteristica importante della prima Digievoluzione di Zephyrmon è la capacità di Zoe di essere stata immediatamente in grado di controllare il Digispirit Animale senza problemi, contrariamente agli altri quattro ragazzi. Zephyrmon si rivelerà un'arma molto potente nell'arsenale di Zoe, che la salverà diverse volte, soprattutto nella lotta contro i Leggendari Guerrieri corrotti.

### Tommy Hiyomi
Tommy Hiyomi (氷見 友樹?, Himi Tomoki) è uno dei sei ragazzi che prendono parte alla serie, nella quale ad un gruppo di Digiprescelti viene conferita l'abilità di trasformarsi in Digimon. Tommy, spinto a Digiworld contro la sua volontà e inizialmente desideroso di tornare immediatamente nel mondo reale, all'inizio della serie riceve i Digispirit del Ghiaccio. Frequenta la terza elementare ed il Leggendario Guerriero suo partner è Kumamon.
Tommy è il più piccolo d'età del gruppo dei Digiprescelti e ciò lo porta ad essere sempre protetto dagli altri bambini prescelti, benché il bambino, soprattutto nella seconda metà della serie, dimostri più volte di essere in grado di cavarsela da solo. Nonostante tutti i Digiprescelti durante la serie vadano incontro ad una crescita ed una maturazione notevole, la quale li porta a comprendere e cercare di correggere i loro errori, Tommy è probabilmente colui che viene maggiormente influenzato da ciò. Era infatti un bambino viziato e capriccioso, che ricorreva sempre ai suoi genitori per ovviare ad ogni minima difficoltà. Tuttavia, l'esperienza a Digiworld lo costringe a far emergere le sue vere qualità: il coraggio, la fiducia negli amici e l'affidabilità. Grazie all'evoluzione del suo carattere, Tommy sarà sempre più indipendente e spesso le sue qualità saranno importanti per trarre fuori dai guai il gruppo dei Digiprescelti.
Un giorno, mentre è con Katsuharu e Teppei (si presume nel bel mezzo di un litigio), Tommy riceve un messaggio SMS sul suo telefono cellulare. Il messaggio gli è stato inviato da Ophanimon, uno dei tre Digimon Angelici, anche se il ragazzo non ne è al momento al corrente, e lo invita a raggiungere la stazione sotterranea di Shibuya. Da lì, lui e altri quattro ragazzi saliranno su dei Trailmon, dei Digimon treno, e verranno trasportati a Digiworld, il cosiddetto mondo digitale. Una volta giunto in questo mondo, per lui e gli altri ragazzi inizia una missione complicata: salvare Digiworld dalla minaccia dei nemici che tramano nell'ombra per distruggerlo. Il primo compito dei Digiprescelti, però, è trovare i Digispirit, delle reliquie degli antichi Leggendari Guerrieri con la capacità di farli accedere alla Digievoluzione Spirit e diventare dei Digimon loro stessi. Tommy è il terzo a trovare il proprio Digispirit, il Digispirit del Ghiaccio.
All'inizio della serie, Tommy appare come un bambino spaventato, indifeso e piagnucoloso che inoltre viene spinto a Digiworld contro la sua volontà: sono infatti Katsuharu e Teppei, due compagni di Tommy che però lo prendono continuamente in giro, a spingere Tommy sul Trailmon e a causare il suo viaggio a Digiworld. Tommy vuole tornare immediatamente a casa perché spaventato da quel nuovo mondo ostile, soprattutto dopo l'attacco di Cerberumon. Tuttavia, dopo essere stato salvato da Takuya Kanbara, appena trasformatosi in Agunimon, Tommy cambia idea e sembra voler rimanere nel mondo digitale. Ciò nonostante, J.P. Shibayama cerca di convincerlo a tornare a casa con lui, perché anche lui estremamente diffidente riguardo alla nuova avventura. Tuttavia, dopo aver fatto un brutto incontro con dei Pagumon, poi digievoluti in Raremon, ed essere stati salvati stavolta da Koji Minamoto nei panni di Lobomon, i due decidono di rimanere a Digiworld e di continuare la loro avventura al fianco di Takuya e Zoe Ayamoto.
Tommy entra in possesso del suo Digispirit Umano del Ghiaccio nell'episodio "Una prova pericolosa", guadagnando l'abilità di effettuare la Digievoluzione Spirit in Kumamon. Nell'episodio "Il paese dei balocchi" Tommy viene rapito da WaruMonzaemon, fortunatamente senza conseguenze, perché presto liberato da Takuya e Koji. Le difficoltà di Tommy a prolungare la sua permanenza a Digiworld emergono nell'episodio "L'incubo di Tommy", in cui i Digiprescelti finiscono nella Foresta Televisiva, da cui è possibile dare un'occhiata agli avvenimenti del mondo reale. Tommy vede sua madre e scopre di sentirne terribilmente la mancanza, rendendolo un bersaglio perfetto per l'Incubo Notturno, la tecnica di Tapirmon che provoca in chi la subisce un incubo ad occhi aperti. Tommy è infatti convinto che gli altri Digiprescelti, a cui si è aggiunto in pianta stabile Koji, vogliano tenerlo a Digiworld contro la sua volontà e che non provino affetto per lui. Tuttavia, viene ancora una volta salvato da Takuya e Koji, che lavorano insieme e sconfiggono Tapirmon, liberando così Tommy dall'influenza del Digimon.
Nell'episodio "Il Digispirit Animale", per salvare Tommy dalla stessa sorte, Kazemon, Digievoluzione di Zoe, protegge Kumamon da un attacco di Gigasmon, Digievoluzione di tipo Animale del Leggendario Guerriero corrotto Grumblemon, e viene sconfitta, perdendo il suo Digispirit e non potendo più digievolvere. Tuttavia nell'episodio successivo, "Il villaggio dei veggenti", Tommy non riesce a scampare una seconda volta a Gigasmon e ne subisce l'attacco, venendo sconfitto e perdendo così anche lui il suo Digispirit di Kumamon. Il bambino è però fondamentale nell'episodio ancora successivo, "Il coraggio di Tommy", in cui riesce a far rinsavire BurningGreymon, Digievoluzione di tipo Animale di Takuya, ricordandogli la loro amicizia ed i valori che entrambi condividono. Questa è una vera e propria lezione per Takuya, che in seguito per salvare il bambino, rapito ancora una volta da Gigasmon, vince i suoi timori reverenziali nel digievolvere nuovamente in BurningGreymon, temendo di non riuscire ancora a controllarlo, e si trasforma nel Digimon scoprendo di riuscire a controllarlo perfettamente. BurningGreymon riesce così a salvare Tommy, sfidando poi Gigasmon e sconfiggendolo; il padrone del Fuoco riesce così a privare Grumblemon sia del suo Digispirit Animale, sia di quello Umano di Tommy, a cui viene restituita la facoltà di digievolvere in Kumamon.
Molto importante per Tommy è l'episodio "Il valore dell'onestà", in cui le qualità positive del bambino saranno fondamentali per l'acquisizione del suo Digispirit Animale del Ghiaccio, che gli conferirà l'abilità di digievolvere in Korikakumon. Tommy sarà determinante anche in "Cuochi leggendari": i Digiprescelti, giunti a Burgermon Village, saranno infatti costretti a preparare dei panini per salvare Papà Hamburgermon ed i Torikaramon, rapiti e tenuti prigionieri da Petaldramon, Digievoluzione di tipo Animale di Arbormon, un altro dei Leggendari Guerrieri corrotti. Sarà proprio il panino di Tommy a risultare il più buono e a permettere a lui, J.P. e Zoe di salvare i prigionieri e sconfiggere Petaldramon, distruggendo anche il suo castello.
Tuttavia, probabilmente l'episodio più importante per comprendere il carattere e la personalità di Tommy è senz'altro "Il valore dell'amicizia". Dopo che i Digiprescelti vengono risucchiati all'interno di Sephirotmon, Slidedigievoluzione di Mercurymon, altro Leggendario Guerriero corrotto, e divisi all'interno del Digimon malvagio, Tommy si ritrova da solo all'interno della sfera del Fuoco. Una volta lì, mentre è impegnato a cercare una via d'uscita per raggiungere gli altri, viene attaccato improvvisamente da uno strano Digimon a tre facce, che vuole portargli via il suo Digispirit. Tommy scappa, ma viene apparentemente salvato da un altro Digimon, stranamente incappucciato, che dice di chiamarsi Asuramon. Asuramon propone a Tommy di aiutarlo a ritrovare i suoi amici e a scappare da lì e Tommy accetta felice. Tuttavia, mentre si incammina con il Digimon, al bambino tornano alla mente i rimproveri di suo fratello maggiore Yutaka, che gli imputava il fatto di essere troppo viziato e di ricorrere all'aiuto degli altri per ogni sciocchezza, consigliandogli di fare qualcosa da solo, altrimenti avrebbe corso il rischio di essere dipendente degli altri per tutta la vita. Quando Asuramon si rivela per ciò che è veramente, ovvero il Digimon dai tre volti che aveva attaccato Tommy all'inizio dell'episodio, Tommy comprende finalmente ciò che voleva insegnargli suo fratello e, benché svantaggiato nello scontro, combatte contro Asuramon e lo sconfigge, acquisendone il Digicodice, riuscendo così ad uscire da Sephirotmon.
Nell'episodio "Un incontro inatteso", il gruppo dei Digiprescelti nella Zona Commerciale si imbatte in un gruppo di quattro bambini protetti da Angemon: esso è formato da Katsuharu e Teppei, i due bulli che avevano spinto Tommy sul treno il giorno della partenza per Digiworld, Chiaki e Teruo. Tommy è molto turbato da questo incontro, anche perché i bambini, convinti di aver salvato i Digiprescelti dall'attacco di Sagittarimon perché inconsapevoli del loro stato di Digiprescelti, si comportano con fare spocchioso e presuntuoso, intimando al gruppo di Digiprescelti di tornare a casa perché incapaci di difendersi. Angemon rivela ai Digiprescelti che i quattro erano stati convocati anch'essi da Ophanimon, ma che, al momento di tornare a casa in quanto non possessori di un Digispirit, erano rimasti nel mondo digitale, rifuggendo la vita nel mondo reale. Angemon era quindi stato incaricato da Ophanimon di proteggerli. Tommy, intanto, subisce ancora una volta la prepotenza di Teppei, che viene fermato da Katsuharu; quest'ultimo, tuttavia, ordina quasi a Tommy di convincere i suoi amici a tornare nel mondo reale a causa del poco coraggio di Tommy. Il padrone del Ghiaccio, risponde però a tono, gridando di non essere un fifone. Improvvisamente, Sagittarimon torna per vendicarsi accompagnato da un esercito di Centarumon. Angemon inizia a combattere da solo contro tutti, ma nello scontro Teppei viene quasi ucciso, salvato solo dal tempestivo intervento di Tommy. Il padrone del Ghiaccio digievolve così in Korikakumon, lasciando sgomenti il gruppo dei bambini protetti da Angemon. Dopo la Digievoluzione degli altri Digiprescelti e la sconfitta di Sagittarimon e dei Centarumon, però, intervengono i Cavalieri Reali, che eliminano Angemon, acquisiscono l'intero settore e rapiscono i quattro bambini, ormai indifesi. Tuttavia, Tommy si aggrappa alla rete e segue i bambini. Nell'episodio successivo, "Il villaggio del Fagiolo Gigante", i Cavalieri Reali portano Tommy ed i bambini a Mamenoki Village, un posto dominato da un'immensa pianta di fagioli, allo scopo di farsi consegnare una fantomatica chiave ed acquisire così l'intero settore. Tuttavia, nessuno sembra a conoscenza di questa chiave, nemmeno i Mamemon che vivono nel settore. Intervengono KaiserGreymon e MagnaGarurumon a liberare i ragazzi e a combattere contro Dynasmon e Crusadermon, ma vengono sconfitti e stanno per essere acquisiti. Il capo dei Mamemon, tuttavia, rivela infine l'ubicazione della chiave ed i Cavalieri Reali assorbono il settore, costringendo i Digiprescelti, gli altri bambini ed i Mamemon alla fuga. Dopo questi avvenimenti, Katsuharu, Teppei, Chiaki e Teruo tornano nel mondo reale, non prima che i due bulli si siano scusati con Tommy per come lo hanno trattato in passato, lodandolo per il coraggio dimostrato.
Nell'epilogo della serie, Tommy è impegnato a giocare a calcio con dei suoi amici, tra cui Katsuharu e Teppei, riflettendo su quanto sia cresciuto e quanto sia maturato a Digiworld, non essendo più capriccioso e piagnucoloso. Il bambino sa di essere diventato coraggioso e che ciò è accaduto solo grazie a Takuya e agli altri Digiprescelti, che lo hanno sempre incoraggiato ed aiutato.
Tommy dispone del potere di AncientMegatheriummon tramite i Digispirit del Ghiaccio. La sua forma preferita è la sua Digievoluzione Spirit di tipo Umano, Kumamon, in cui passa la maggior parte del tempo.
Tommy appare anche in Digimon Battle Spirit 2 come personaggio giocabile.
È doppiato in giapponese da Kumiko Watanabe e in italiano da Barbara Pitotti.

### Kumamon
Kumamon (チャックモン?, Chakkumon) è la Digievoluzione di tipo Umano di Tommy, ottenuta digievolvendo tramite il Digispirit Umano del Ghiaccio. Kumamon, come è indicato dal suo nome, è un piccolo orso fatto di ghiaccio di dimensioni ridotte e con gli occhi neri, con indosso un'armatura verde, rossa e grigia che ricopre il petto, le spalle la testa ed i piedi del Digimon. Sul casco del Digimon è disegnata la testa di un orso, mentre sul suo capo sono presenti due orecchie e sul volto due segni rossi. Kumamon possiede un'arma, chiamata "Romeo", che assomiglia molto ad un lanciagranate ma che in realtà lancia diversi tipi di palle di neve. Infine, sulla sua cintura è presente il simbolo dell'elemento del Digimon animale, il Ghiaccio.
Kumamon appare per la prima volta nell'episodio "Una prova pericolosa". Mentre il gruppo si dirige verso la Stazione nella Foresta, si imbatte improvvisamente in un accampamento di Candlemon. Questi inizialmente sembrano ostili ai Digiprescelti, ma poi sembrano diventare pacifici dopo che gli viene rivelato che Takuya è uno dei Leggendari Guerrieri e che è riuscito a digievolvere in Agunimon. Tuttavia, questa è solo una trappola dei Candlemon, che improvvisamente attaccano il gruppo. Takuya decide di combattere contro i Candlemon, ma, essendo lui il padrone del Fuoco, può ben poco contro altri Digimon di fuoco. Tuttavia, Tommy torna indietro, rischiando la vita per aiutare Agunimon, facendo così manifestare il suo Digispirit Umano del Ghiaccio, che gli permette di digievolvere in Kumamon. Il padrone del Ghiaccio riesce a congelare diversi Candlemon, aiutando Agunimon, ma viene poi messo fuori gioco da Wizardmon, Digievoluzione di uno dei Candlemon. In ogni caso, sarà proprio Kumamon a svelare ad Agunimon il trucco per battere Wizardmon, risultando determinante nella battaglia. Da quel momento in poi, Kumamon diviene la forma di preferenza di Tommy, anche quando il Digiprescelto del Ghiaccio accederà a forme più potenti.
In Digimon Battle Spirit 2, Kumamon può slidedigievolvere in Korikakumon e trasformarsi in AncientMegatheriummon stesso come mossa finale. Se Kumamon esegue il suo attacco speciale, può assumere per un breve periodo di tempo la forma di AncientMegatheriummon ed eseguire il Great Snowplow, caricando il nemico con un attacco capace anche di distruggere i ghiacciai eterni.
È doppiato in giapponese da Kumiko Watanabe e in italiano da Mirko Mazzanti.

#### Korikakumon
Korikakumon (ブリザーモン?, Blizzarmon) è la Digievoluzione Spirit di tipo Animale di Tommy, ottenuta digievolvendo tramite il Digispirit Animale del Ghiaccio. Il nome "Korikakumon" deriva dalle parole giapponesi "kori" e "kaku", parole che significano rispettivamente "ghiaccio" e "corna". Il nome "Korikakumon" ha quindi come significato "mostro di ghiaccio dotato di corna". Il nome originale di Korikakumon invece, Blizzarmon, deriva dalla parola inglese "blizzard", ovvero "tempesta, bufera di neve".
Korikakumon è un grosso Digimon animale quasi completamente coperto da una pelliccia bianca, ad eccezione di petto, spalle, zampe e muso. Korikakumon dispone di mani simili a quelle degli esseri umani con cinque dita, mentre i suoi arti inferiori sono più simili a zampe con tre dita, ognuno terminante con un artiglio. Sulla sua testa sono inoltre presenti due corna e numerose trecce di pelo bianco, mentre l'unico capo di abbigliamento indossato dal Digimon consiste in due polsini arancioni. Infine, Korikakumon dispone di due armi, le alabarde bilama dal manico corto "Eji" e "Oji".
Korikakumon appare per la prima volta nell'episodio "Il valore dell'onestà". Mentre sono ancora alla ricerca dei Toucanmon per recuperare i loro Digivice, precedentemente rubati, i Digiprescelti giungono all'Elettromercato di Akiba. Qui i Digiprescelti si dividono ed è Tommy a trovare i Digivice nel negozio di rigattiere di Datamon. Il Digimon è entrato in possesso dei Digivice direttamente dai Toucanmon, scambiandoli con una vecchia cinepresa. Datamon, riconoscente nei confronti di Tommy per avergli vinto un particolare programma ad un videogioco poco prima, gli concede un'ora per trovare qualcosa di prezioso con cui scambiare i Digivice. Tommy incontra quindi casualmente i Toucanmon, ma questi fuggono da lui e cadono in un buco attraverso il ghiaccio, cosa che dà l'opportunità a Tommy di recuperare la cinepresa dei Digimon e riavere quindi indietro i Digivice. Tuttavia, il buon cuore di Tommy non riesce a lasciare lì i maldestri Toucanmon e li salva, ma questi, irriconoscenti, scappano via con la cinepresa. Tommy è disperato e piange tra le braccia di Takuya e Koji, giunti a soccorrerlo. I tre si recano al negozio di Datamon e lo trovano sotto attacco da parte di Petaldramon, poiché il Digimon macchina, dopo aver visto il salvataggio dei Toucanmon da parte di Tommy all'interno della cinepresa, si era rifiutato di consegnarli al Leggendario Guerriero malvagio. Mentre Takuya e Koji distraggono Petaldramon, Datamon restituisce il Digivice a Tommy e gli rivela che vi ha installato un nuovo programma, che non si rivela altri che il suo Digispirit Animale. Tommy digievolve quindi Korikakumon e, grazie ad un piccolo aiuto da parte di Agunimon e Lobomon, sconfigge Petaldramon, scagliandolo via. Korikakumon si rivelerà un'arma molto potente nell'arsenale di Tommy, che lo salverà diverse volte, soprattutto nella lotta contro i Leggendari Guerrieri corrotti.

### Koichi Kimura
Koichi Kimura (木村 輝一?, Kimura Kouichi) è uno dei sei ragazzi che prendono parte alla serie, nella quale ad un gruppo di Digiprescelti viene conferita l'abilità di trasformarsi in Digimon. Koichi inizialmente appare come Duskmon, uno dei Leggendari Guerrieri corrotti, privo della memoria. Tuttavia, successivamente verrà purificato insieme ai suoi Digispirit delle Tenebre e si unirà alla causa dei Digiprescelti. Frequenta la quinta elementare ed il Leggendario Guerriero suo partner è Lowemon.
Koichi è un ragazzo sincero e di buon cuore, che da quando si unisce alla causa dei bambini prescelti si fa in quattro per dare una mano, fermo e risoluto nello sconfiggere Kerpymon, colpevole di averlo plagiato, e poi Lucemon. Dopo essersi liberato della sgradevole presenza di Duskmon, Koichi matura notevolmente durante la sua esperienza a Digiworld e affronta delle situazioni che gli cambieranno completamente la vita. Cerca sempre di aiutare chiunque abbia bisogno di lui, segnato dall'infanzia non troppo felice da lui vissuta poiché sempre preoccupato per sua madre, piuttosto cagionevole di salute, che era sola e costretta a mantenerlo. Le sue qualità ed abilità si riveleranno un'aggiunta importante nella squadra dei Digiprescelti, costituendo un'arma in più in battaglia.
Duskmon è uno dei Leggendari Guerrieri corrotti al servizio di Kerpymon (uno dei tre Digimon Angelici, a sua volta corrotto dalla malvagità), il quale gli ha affidato il Digispirit Umano delle Tenebre. Inizialmente tenutosi in disparte sia dalla battaglia con i Digiprescelti sia dagli altri Leggendari Guerrieri corrotti, limitandosi ad osservare ciò che accadeva, Duskmon si ritrova a confrontarsi con Mercurymon nell'episodio "Il Continente Oscuro". I due hanno una discussione su chi stia dimostrando maggiore fedeltà a Kerpymon e Duskmon accusa Mercurymon di aver tenuto il Digicodice di Seraphimon per i suoi scopi, non consegnandolo di proposito a Kerpymon. Mercurymon, di rimando, avvisa Duskmon che non potrà sottrarsi alla battaglia ancora per molto tempo. Nello stesso episodio, Duskmon appare nel Continente Oscuro, luogo in cui i Digiprescelti hanno appena sconfitto Petaldramon, forma di tipo Animale di Arbormon, ed acquisito il suo Digispirit Animale. Duskmon, per tutta risposta, elimina anche Arbormon, ritenendolo inutile dopo aver perso il suo Digispirit Animale, ed acquisendo il suo Digispirit Umano ed il suo Digicodice.
Nell'episodio successivo, "Mistero invincibile", Duskmon combatte contro i Digiprescelti, risultando fin dall'inizio un avversario pericolosissimo, poiché nello scontro con le forme più potenti raggiunte dai bambini prescelti fino a quel momento non viene neanche danneggiato in minima parte dai loro attacchi. I Digiprescelti si ritirano per pensare ad una strategia migliore per affrontare la battaglia contro il padrone delle Tenebre, ma anche la battaglia successiva denota la superiorità di Duskmon, che è troppo per i Digiprescelti e la strategia elaborata da Takuya Kanbara. Fallito il suo piano, Takuya, trasformato in Agunimon, corre il serio rischio di essere eliminato da Duskmon, ma Koji Minamoto, trasformato in KendoGarurumon, lo salva, facendogli scudo con il suo corpo e regredendo alla sua forma umana. Tuttavia, quando sente chiamare da Agunimon il nome di Koji, Duskmon entra in crisi: il nome di Koji risveglia in lui dei sentimenti a lui sconosciuti e, nel panico, il padrone delle Tenebre, rilascia l'oscurità presente in lui, la quale avvolge ogni cosa.
Nell'episodio ancora successivo, "Takuya torna a casa", Takuya ha deciso di tornare a casa in seguito al suo fallimento nella battaglia contro Duskmon e alla perdita di fiducia in se stesso. Tuttavia, ossessionato dal padrone delle Tenebre, Takuya, trasformato in Flamemon, lo vede apparire ovunque, anche se a fine episodio capirà che Duskmon non lo aveva seguito nel mondo reale, bensì erano le sue paure che, trasformate nella sua nemesi, gli si manifestavano continuamente. In ogni caso, Flamemon supererà le sue paure e deciderà di affrontare "Duskmon", sconfiggendolo con un attacco. Mentre Takuya torna a Digiworld e i Digiprescelti si riuniscono, continuando il loro cammino verso la Stella Rosa, Duskmon sparisce per un po' dalla circolazione, pieno di dubbi e di angoscia riguardo all'identità del misterioso Koji e ai suoi sentimenti nei confronti di quello che per lui dovrebbe essere uno sconosciuto, se non un nemico da eliminare.
Il padrone delle Tenebre ritorna nell'episodio "La Doppia Digievoluzione Spirit", in cui è alla ricerca di Koji per affrontarlo. Lo trova infatti nella sfera centrale di Sephirotmon, forma di tipo Animale di Mercurymon, e grazie alle sue capacità cerca di leggergli dentro, osservando i suoi ricordi. Il Digimon oscuro sembra sconvolto da ciò che ha visto ed affronta Koji, digievoluto in Lobomon. Tuttavia, Duskmon è troppo forte e nemmeno la Slidedigievoluzione in KendoGarurumon sembra servire a qualcosa, infatti Koji viene sconfitto. In ogni caso, la luce del Digiuovo di Seraphimon investe il Digivice del ragazzo e Koji capisce che può fondere insieme i suoi Digispirit, digievolvendo Beowulfmon. I due riprendono a combattere e, dopo un duro scontro, Beowulfmon si accorge che all'interno di Duskmon c'è un ragazzo identico a lui. Espulsi da Sephirotmon per la violenza della battaglia, i due si confrontano nuovamente all'interno del quartier generale dei Leggendari Guerrieri corrotti nell'episodio "Luce e oscurità".
Beowulfmon e Duskmon vogliono sapere le vere identità l'uno dell'altro e si confrontano nuovamente. Il padrone delle Tenebre sembra avere la meglio, ma vede di nuovo il viso di Koji e si ferma, cosa che favorisce il padrone della Luce, il quale sta per avere la meglio, ma viene fermato da Kerpymon che porta via Duskmon. Kerpymon ricorda a Duskmon le sue vere origini: infatti, anche lui in principio era un essere umano. Era giunto a Digiworld anche lui, ma si trovava da solo e Kerpymon lo aveva circuito con l'oscurità, corrompendone l'animo con i Digispirit delle Tenebre corrotti: era così nato Duskmon. Per avere maggiormente presa sulla mente del padrone delle Tenebre, Kerpymon gli affida il Digispirit Animale delle Tenebre corrotto, trasformandolo in Velgemon. Velgemon attacca Beowulfmon e sembra avere la meglio, sconfiggendolo, ma il Digivice di Koji entra in contatto con la mente di Velgemon. La voce di Ophanimon parla al Digimon, ricordandogli di quando era un essere umano. Si chiamava Koichi Kimura e sua nonna, in punto di morte, gli aveva rivelato l'esistenza di un suo fratello gemello: quel fratello è proprio Koji. Koichi da quel momento aveva spiato Koji, seguendolo spesso, così come aveva fatto anche il giorno della partenza per Digiworld. Seguendolo aveva perso l'ascensore per scendere alla Stazione Sotterranea e aveva provato a seguirlo per le scale, cadendo. Tuttavia, in qualche modo era arrivato comunque a Digiworld. Velgemon, scioccato per le rivelazioni, fugge via con un urlo straziante.
Nell'episodio "Rivelazioni dal passato", Duskmon è ancora tormentato dai ricordi del mondo reale e dal suo presunto fratello gemello, ma Kerpymon lo incalza e gli chiede le ragioni della sua reticenza. Duskmon non vuole combattere contro suo fratello, ma Kerpymon ricorda quanto lui criticasse la madre in passato, che era stata lasciata dal marito, il quale si era risposato. La madre soffriva molto e Koichi soffriva di rimando, quindi Kerpymon cerca di convincere Duskmon del suo odio verso Koji. Duskmon viene nuovamente obliterato da Kerpymon e slidedigievolve Velgemon, volando via. Velgemon raggiunge ed attacca Koji, che effettua la Doppia Digievoluzione Spirit in Beowulfmon. Il guerriero della Luce cerca di convincere Velgemon della malafede di Kerpymon, ma Velgemon slidedigievolve Duskmon e rivela la sua vera identità al fratello. Beowulfmon non ci crede, ma Duskmon svela che i genitori li separarono quando divorziarono e che lui rimase con suo padre, mentre Koichi rimase con la madre e ne porta il cognome. Duskmon sconfigge Beowulfmon, che regredisce in Koji, e poi slidedigievolve Velgemon, attaccando Koji. Il guardiano della Luce viene però salvato da Takuya, che aveva seguito l'amico, il quale sprona Koji a combattere. Koji svela la verità a Takuya e si dimostra riluttante a combattere. Koji si rifiuta di combattere, ma Takuya lo convince che solo lui può salvare il fratello dal giogo di Kerpymon e che se non interviene se ne pentirà per sempre. Takuya, per scuotere Koji, digievolve Aldamon ed inizia a combattere contro Velgemon, ma viene catturato. Koji finalmente si convince a combattere e digievolve Beowulfmon, liberando Aldamon. Aldamon e Beowulfmon attaccano Velgemon con le loro tecniche più potenti, sconfiggendolo. Beowulfmon scannerizza i Digicodici di Duskmon e Velgemon, assorbendone i Digispirit e liberando così Koichi dalla presenza dei Digispirit delle Tenebre.
Nell'episodio successivo, "La scelta di Koichi", Koichi, messo di fronte ad una scelta da Kerpymon stesso, rinnega il suo passato vergognoso e si pente delle sue azioni. Il ragazzo sta per essere eliminato dal Digimon Angelico, ma improvvisamente il Digivice di Koji crea un Digivice nero e grigio per Koichi, che con le sue parole riesce a purificare i Digispirit delle Tenebre, i quali tornano al loro stato originario. Koichi capisce che le Tenebre non sono necessariamente negative e digievolve nelle forme di Lowemon e JagerLowemon. L'apporto di Koichi al gruppo dei Digiprescelti è importante e determinante in diverse occasioni fin dal principio, a cominciare dalla battaglia contro Kerpymon stesso.
Tuttavia, durante la battaglia con i Cavalieri Reali, Koichi inizia a convincersi che qualcosa non vada in lui. In diverse occasioni, subendo attacchi da parte di Dynasmon e Crusadermon, tutti i Digiprescelti, essendo ormai convertiti in dati, sviluppano un proprio Digicodice, che se fosse assorbito comporterebbe la loro fine. Tuttavia, il corpo di Koichi non sviluppa questo Digicodice e lui non riesce a comprenderne le ragioni. La rivelazione di Crusadermon, il quale gli dice che evidentemente a Digiworld è presente solo il suo spirito, fa sospettare qualcosa di molto importante a Koichi. Durante la prima battaglia con Lucemon Chaos Mode nell'episodio "Il sacrificio di Koichi", infatti, Koichi, trasformato in Lowemon, si sacrifica per i suoi amici, salvandoli dalla fine. Questo perché ritiene di essere già morto: precipitando dalle scale nel mondo reale, deve essere morto e, per qualche motivo, la sua anima è giunta a Digiworld. Tuttavia, il suo sacrificio non è vano: la sua fine ed i suoi Digispirit delle Tenebre, conferiti da quel momento in poi a Koji, danno vita a Susanoomon, che si rivelerà l'arma definitiva per eliminare Lucemon una volta per tutte e riportare la pace a Digiworld. Tuttavia, mentre Takuya, Koji, J.P. Shibayama, Zoe Ayamoto e Tommy Hiyomi tornano nel mondo reale, lo spirito di Lowemon contatta Koji, rivelandogli che lui è stato in simbiosi con Koichi abbastanza tempo da essere certo di una cosa: il ragazzo non è morto. I cinque tornano nel mondo reale approssimativamente alla stessa ora in cui erano partiti e corrono all'ospedale dove Koichi è stato ricoverato, in fin di vita. Tuttavia, l'ultima scintilla di luce dei loro Digivice, che poi tornano ad essere dei normali telefoni cellulari, guarisce Koichi, che si risveglia tra le braccia di Koji.
Nell'epilogo della serie, Koichi farà conoscere finalmente Koji e sua madre, rendendola felice e quindi, come lui stesso ammette, essendo felice lui stesso. Riuscirà inoltre ad instaurare un rapporto stabile e duraturo con il fratello gemello tanto cercato, potendo ormai vedersi tutte le volte che vogliono.
Koichi appare anche in Digimon Battle Spirit 2 come personaggio giocabile.
È doppiato in giapponese da Kenichi Suzumura e in italiano da Monica Bertolotti.

### Duskmon
Duskmon (ダスクモン?) è la Digievoluzione di tipo Umano corrotta di Koichi, ottenuta digievolvendo tramite il Digispirit Umano corrotto delle Tenebre. Duskmon è un Digimon guerriero dai capelli biondi e gli occhi rossi. È il perfetto contraltare di "suo fratello" Lobomon: così come il padrone della Luce, Duskmon sembra un essere umano completamente fasciato da un'armatura nera con inserti rosso sangue. La fonte della grande potenza dell'armatura del Digimon è sigillata all'interno dei suoi tre colli e dei sette globi oculari posizionati sul petto, sulle spalle, sulle ginocchia e sui piedi. Duskmon è uno spadaccino infallibile che sfrutta la potenza delle due lame che si estendono dalle sue mani, chiamate "Bruto Evoluzione". Il padrone delle Tenebre ha la capacità di trasformare il rimpianto degli altri Digimon in energia oscura.
Duskmon è uno dei Leggendari Guerrieri corrotti creati da Kerpymon. È l'ultimo Digimon aggiunto all'armata del Digimon Angelico. La sua vera identità è quella di Koichi Kimura, che, come narrato nell'episodio "Luce e oscurità", pur non riuscendo a raggiungere Digiworld con il proprio corpo dopo essere caduto rovinosamente da una rampa di scale, desiderava tanto seguire il fratello Koji Minamoto da proiettare inconsciamente la propria anima nel mondo digitale. Koichi si risveglia quindi a Digiworld, solo ed inconsapevole di come ci sia arrivato. Kerpymon, conscio che Ophanimon stia convocando a Digiworld degli esseri umani per evocare le coppie di Digispirit possedute da lei e da Seraphimon, scorge in Koichi una parte oscura, nata dagli strani sentimenti provati per il fratello gemello, e decide di provare ad affidargli i Digispirit delle Tenebre, Digispirit particolari che attecchiscono solamente in presenza di una forte presenza oscura. I Digispirit, facendo presa sul ragazzo, sconvolgono il suo animo e lo trasformano completamente, facendolo digievolvere in Duskmon, un Digimon spietato, brutale, ma che tuttavia conserva un suo codice d'onore. Poiché sembra che Duskmon odi trasformarsi nella sua forma di tipo Animale Velgemon, prima di essere purificato questo rimarrà per la quasi totalità del tempo nella forma di Duskmon.
È doppiato in giapponese da Kenichi Suzumura e in italiano da Franco Mannella.

#### Velgemon
Velgemon (ベルグモン?, Velgmon) è la Digievoluzione Spirit di tipo Animale corrotta di Koichi, ottenuta digievolvendo tramite il Digispirit Animale corrotto delle Tenebre. Come esplicato dal suo nome, Velgemon è un Digimon di dimensioni piuttosto grandi, una via di mezzo tra una gigantesca aquila ed un avvoltoio di colore scarlatto con una lunga criniera bionda. Ha grosse ali dalle piume di colore verde scuro e dalla punta rossa. Presenta inoltre una lunga coda e dispone di tre occhi.
Velgemon appare per la prima volta nell'episodio "Luce e oscurità". Dopo che la vista di Koji ha instillato il dubbio nel cuore di Duskmon, rendendolo titubante a combattere contro di lui, Kerpymon, per cancellare nuovamente la sua umanità, gli fa assorbire il Digispirit Animale delle Tenebre, causando la Slidedigievoluzione in Velgemon. Kerpymon ordina a Velgemon di avvolgere Digiworld nell'oscurità più assoluta. Beowulfmon cerca di dissuaderlo, ma Velgemon riesce quasi ad eliminarlo. Gli altri Digiprescelti accorrono, attirati dall'implosione risultante dall'attacco di Velgemon, mentre Beowulfmon, molto debole, regredisce in Koji e viene attaccato da Velgemon. Tuttavia, il suo Digivice improvvisamente si illumina e crea una connessione con Velgemon. La voce di Ophanimon dice a Velgemon di cercare di ricordare la sua vita nel mondo reale: un flashback mostra a Koichi le sue origini, la sua famiglia, Koji ed il giorno del suo arrivo a Digiworld. Koji cerca ancora una volta di capire chi sia Velgemon, ma quest'ultimo, confuso e turbato, vola via. Velgemon è uno dei Leggendari Guerrieri ad apparire di meno in assoluto, un po' per il disagio che Duskmon prova a trasformarsi in questa forma, un po' perché il Digispirit Animale corrotto delle Tenebre viene affidato a Duskmon poco prima della sua sconfitta definitiva.

### Lowemon
Lowemon (レーベモン?, Löwemon) è la Digievoluzione di tipo Umano purificata di Koichi, ottenuta digievolvendo tramite il Digispirit Umano purificato della Luce. Così come Duskmon, Lowemon è il parallelo perfetto di Lobomon. È un essere umanoide dagli occhi rossi e dalla chioma dorata, avvolto quasi completamente da un'armatura di colore grigio scuro con inserti dorati ed alcune parti rosse. L'unica parte del suo corpo lasciata scoperta dall'armatura è costituita per l'appunto dai suoi occhi. Brandisce la lancia "Danzai no Yari" (断罪の槍?) letteralmente "Lancia della Sentenza" e dispone dello scudo "Sphinx Guard", rassomigliante alla testa di una sfinge, chiaro richiamo ad AncientSphinxmon.
Lowemon appare per la prima volta nell'episodio "La scelta di Koichi". Dopo che le sue forme corrotte di Duskmon e Velgemon sono state sconfitte e purificate da Aldamon e Beowulfmon, Koichi viaggia insieme agli altri Digiprescelti alla volta della Stella Rosa per liberare Ophanimon. Mentre viaggiano sul Trailmon, Koichi ha un dialogo molto importante con Patamon, che gli spiega che "luce e buio sono fratelli" e che le Tenebre non sono automaticamente associate al male. Di lì a poco Kerpymon attacca il Trailmon dei Digiprescelti e sconfigge i cinque ragazzi in breve tempo. Koichi si confronta quindi con lui, accusandolo di averlo fatto agire contro la propria volontà, tanto da combattere contro suo fratello. Kerpymon, tuttavia, gli rinfaccia che questo era proprio ciò che Koichi voleva a causa dell'invidia provata nei confronti del fratello, che conduceva una vita facile e spensierata al contrario della sua. Koichi ammette tutto, ma spiega che ora non è più così e che rinnega completamente il suo passato. Kerpymon sta per attaccare Koichi, ma improvvisamente il Digivice di Koji proietta una strana luce dalla quale esce un nuovo Digivice nero e grigio per Koichi. I Digispirit delle Tenebre vengono restituiti a Koichi, tuttavia stavolta essi, grazie alle parole ed al cambiamento nell'animo del ragazzo, sono nella loro forma purificata, la parte positiva delle Tenebre. Koichi digievolve così in Lowemon. Da quel momento in poi, Lowemon costituisce la forma di preferenza di Koichi.
È doppiato in giapponese da Kenichi Suzumura e in italiano da Roberto Draghetti.

#### JagerLowemon
JagerLowemon (カイザーレオモン?, KaiserLeomon) è la Digievoluzione Spirit di tipo Animale purificata di Koichi, ottenuta digievolvendo tramite il Digispirit Animale purificato delle Tenebre. L'aspetto di JagerLowemon è simile a quello di un grosso leone nero ricoperto da un'armatura con inserti dorati. Il suo corpo è molto duro e resistente, poiché la sua armatura è fatta di un metallo molto raro, il Digiclonoide d'ossidiana, posseduto solamente da lui. Sul suo corpo sono presenti diverse armi da fuoco, inoltre sul suo dorso è presente una sorta di pistone che carica il suo attacco Ruggito delle Tenebre.
JagerLowemon appare per la prima volta nello stesso episodio di Lowemon, "La scelta di Koichi". Dopo aver effettuato la Digievoluzione in Lowemon, il padrone delle Tenebre parte all'attacco ed indebolisce Kerpymon notevolmente grazie alla sua Meteora Oscura. Quando Kerpymon lo attacca con una Saetta Polverizzante, però, Lowemon slidedigievolve JagerLowemon e rende innocuo l'attacco del Digimon Angelico, sconfiggendolo poi facilmente con una serie di Ruggiti delle Tenebre e con il Gran Leone Nero. Alla fine della battaglia, i Digiprescelti capiscono che si trattava solo di un clone da combattimento del Digimon Angelico originale. Koichi diventa così ufficialmente uno dei Digiprescelti e tutti insieme tornano a mettersi in marcia verso la Stella Rosa.
JagerLowemon è l'unica delle forme raggiunte da un Digiprescelto in cui quest'ultimo non digievolve mai direttamente. Koichi, infatti, digievolve sempre prima in Lowemon e poi slidedigievolve in JagerLowemon. Inoltre, dopo Zoe, Koichi è il secondo a riuscire a controllare pienamente la sua forma di tipo Animale senza problemi già alla prima Digievoluzione.

### Bokomon e Neemon
Bokomon (ボコモン?) e Neemon (ネーモン?, Neamon) sono due Digimon rispettivamente mutante e animale, entrambi di livello intermedio. Bokomon e Neemon appaiono sempre in coppia, seguendo i Digiprescelti per tutta la loro avventura a Digiworld. Anche se nessuno dei due mostra mai alcun attacco o ciclo digievolutivo, Bokomon e Neemon contribuiscono spesso alla storia e all'atmosfera generale delle varie situazioni in cui il gruppo dei Digiprescelti si viene a trovare.
Bokomon è un Digimon studioso. Nella sua panciera custodisce il suo Libro della Conoscenza, dal quale apprende nozioni riguardo ai dieci Leggendari Guerrieri e ad altre informazioni che nella serie i ragazzi spesso fanno fruttare nel migliore dei modi. Ha anche fatto schiudere Patamon dal Digiuovo di Seraphimon che gli era stato affidato proprio a quel proposito e che lui aveva sempre custodito nella panciera; sia Patamon che Neemon hanno provato più volte a nascondersi in quest'ultima con scarso successo.
L'amico Neemon invece spesso non si dimostra troppo intelligente. Quando si dimostra particolarmente tonto, Bokomon lo chiama con il nomignolo di "Stupidmon" e spesso gli tira anche i pantaloni, lasciandoli subito dopo e provocando dolore al suo amico. In un'occasione, Neemon provvede lui stesso ad eseguire questa dolorosa procedura, scioccato da ciò che aveva appena visto, per verificare se fosse effettivamente sveglio o meno. Principalmente Neemon funge da espediente comico per la serie, anche se sembra avere dei rari momenti di intelligenza, come quando impedisce a Bokomon di seguire i Digiprescelti nel mondo reale alla fine della serie.
Bokomon e Neemon appaiono per la prima volta nel primo episodio della serie, "I nuovi Digiprescelti", durante l'attacco di Cerberumon alla Città del Fuoco, mirato a trovare un fantomatico "Digispirit". Quando Takuya Kanbara trova il Digispirit del Fuoco e digievolve in Agunimon, sconfiggendo Cerberumon, Bokomon decide di accompagnare i cinque Digiprescelti nella loro avventura per essere testimone delle loro gesta.
Bokomon riesce ad acquisire informazioni sugli altri Digispirit quando Koji Minamoto diviene Lobomon per battersi contro Raremon, quando Tommy Hiyomi si trasforma in Kumamon per aiutare Agunimon a sconfiggere i Candlemon, quando Zoe Ayamoto digievolve in Kazemon per combattere i tre fratelli Mushroomon e quando JP Shibayama diviene Beetlemon per battere Snimon. Bokomon utilizza la panciera per conservare diverse cose oltre al suo libro: una di queste, come detto, è il Digiuovo di Seraphimon, unica reliquia del Digimon Angelico quando Mercurymon lo sconfigge e lo priva del Digicodice. Quando il Digicodice torna al suo legittimo proprietario in seguito alla sconfitta di Mercurymon, trasformato in BlackSeraphimon proprio grazie al Digicodice, il Digiuovo si schiude e dà vita a Patamon, il quale tratta Bokomon come sua madre, chiamandolo però "pamadre". Durante la saga della lotta contro i Cavalieri Reali, Bokomon sente Crusadermon dire a Koichi Kimura che il suo corpo non è in grado di sviluppare un Digicodice perché il ragazzo è presente a Digiworld solo con il suo spirito e non con il suo corpo (che è rimasto nel mondo reale all'insaputa di tutti, anche di Koichi stesso). Bokomon si è dimostrato un valido aiuto in diverse occasioni. Sembra essere molto intelligente, tanto da prendere spesso in giro il suo amico Neemon per la sua stupidità, chiamandolo "Stupidmon".
Nel film Island of Lost Digimon, Bokomon e Neemon aiutano i Leggendari Guerrieri a far giungere ad una tregua i Digimon di tipo Umano e quelli di tipo Animale.
Bokomon nel corso della storia si affeziona molto ai Digiprescelti e, quando questi ultimi devono tornare a casa, prova in tutti i modi a seguirli, ma viene fermato da Neemon, Patamon, Salamon e Lopmon, che ricordano al Digimon ciò che Bokomon stesso aveva detto in precedenza: un Digimon nel mondo reale sarebbe causa di vari sconvolgimenti in quest'ultimo; inoltre, probabilmente non potrebbe sopravvivere. Mentre i ragazzi sono sulla strada del ritorno, Bokomon grida loro che scriverà un nuovo libro dove narrerà tutte le loro avventure e che non si dimenticherà mai di loro.
Bokomon e Neemon sono doppiati in giapponese rispettivamente da Kazuko Sugiyama e Masami Kikuchi e in italiano da Alessio Cigliano e Gianni Bersanetti.

## Altri esseri umani

### Familiari
- Yuriko e Hiroaki Kanbara: La madre ed il padre di Takuya.
- Shinya Kanbara: Il fratellino di Takuya. Lui e Takuya litigano spesso, come la maggior parte dei fratelli.
- Kousei Minamoto: Il padre di Koji e Koichi. Ottenne l'affidamento di Koji quando divorziò da Tomoko, ma disse al figlio che la madre era morta. Successivamente risposò Satomi.
- Satomi Minamoto: La matrigna di Koji. È piuttosto depressa perché crede che Koji non le voglia bene a causa dei sentimenti del ragazzo per la sua madre biologica.
- Tomoko Kimura: La madre biologica di Koji e Koichi. Ottenne l'affidamento di Koichi quando divorziò da Kousei. Anche se soffriva di vari problemi di salute, Tomoko continuò a lavorare comunque perché sapeva di dover badare a Koichi.
- Yutaka Hiyomi: Il fratello maggiore di Tommy. Non voleva che Tommy diventasse un bambino viziato, così diceva continuamente al fratello di non continuare a chiedere qualsiasi cosa ai genitori. Ciò creò una sorta di distanza nella loro relazione. Nelle versioni giapponese ed italiana, Tommy lo chiama semplicemente "fratello". Nella versione inglese, invece, gli viene dato come nome Yutaka. Anche se Tommy non aveva mai capito il motivo dei rimproveri di Yutaka, quando Asuramon prova ad ucciderlo finalmente se ne rende conto. Dopo l'eliminazione di Asuramon da parte di Tommy, quest'ultimo ringrazia il fratello per la lezione che gli ha insegnato.

### Altri bambini
Sono tutti gli altri bambini portati a Digiworld dai Trailmon ma che non sono stati scelti per ricevere un Digispirit. Ophanimon inviò loro un messaggio, pregandoli di tornare a casa, ma i bambini scelsero di ignorarlo. Ophanimon fu quindi costretta ad inviare Angemon a proteggerli, ma i quattro credevano che Angemon fosse il loro Digimon ed ignoravano i consigli che lui provava a dare loro. Ad un certo punto della storia, i quattro arrivano a Mamenoki Village, in cui i Mamemon gli consegnano il loro ultimo fagiolo. Il gruppo pianta il fagiolo nel luogo in cui un tempo sorgeva una pianta di fagioli gigante ed il fagiolo cresce e diviene un'altra pianta di fagioli. Dopo essersi resi conto della differenza tra loro ed i Digiprescelti, in grado di digievolvere e nel bel mezzo di una dura battaglia per salvare il mondo, i quattro decidono di tornare nel mondo reale ma vengono catturati dai Cavalieri Reali, i quali eliminano Angemon e portano i ragazzi al villaggio del Fagiolo Gigante, dove gli chiedono di consegnare loro una fantomatica chiave. Dopo il salvataggio operato da Takuya e dagli altri, i quattro salgono su un Trailmon e tornano nel mondo reale.
- Katsuharu: Aveva infastidito Tommy in passato e lo aveva costretto a salire sul Trailmon che lo portò a Digiworld. Sembra essere il leader non ufficiale del gruppo. Credeva che Tommy fosse debole, ma, quando quest'ultimo salva Teppei, capisce che Tommy è molto più forte di quanto lui non sia mai stato. Si riappacifica quindi con Tommy e gli chiede di diventare suo amico, proposta che viene accettata da Tommy. Successivamente, quando deve fare ritorno nel mondo reale, chiede a Tommy di dargli una spinta sul treno in modo che i due siano pari. Alla fine della serie può essere notato come uno degli amici con cui Tommy sta giocando dopo aver lasciato Digiworld. Doppiato da Gaia Bolognesi.
- Teppei: Anche lui aveva infastidito Tommy in passato. Cerca di costringere Tommy a tornare nel mondo reale, credendolo troppo debole per restare a Digiworld. Quando gli vede effettuare la Digievoluzione Spirit, ritira ciò che aveva detto e si scusa con il ragazzo. Doppiato da Tatiana Dessi.
- Chiaki: Credeva di poter diventare più forte se fosse rimasta a Digiworld. Doppiata da Valeria Vidali.
- Teruo: Credeva che la sua vecchia vita fosse noiosa e che a Digiworld potesse essere più libero. Doppiato da Francesca Manicone.

## Altri Digimon principali

### Digimon Angelici
I Digimon Angelici (三大天使?, Sandaitenshi) sono un gruppo di Digimon di livello mega. Il gruppo è formato da Seraphimon, Ophanimon e Kerpymon. Essi consistono in una trinità di Digimon angelo cui era stato affidato l'incarico di governare Digiworld dopo la caduta di Lucemon, le cui abilità furono divise tra i Digimon Angelici stessi, e dei Leggendari Guerrieri. Inoltre, questi ultimi lasciarono i loro poteri in eredità ai Digimon Angelici sotto forma di Digispirit. Il loro dovere primario è proteggere la Sfera Kernel centrale di Digiworld, il luogo dove risiede Dio, anche se ognuno di essi ha un dovere secondario unico. A causa dell'estrema vicinanza ad uno stato assoluto di divinità, essi sono esposti al rischio di decadere e diventare esseri malvagi: si dice che Demon sia un Seraphimon decadut o, Lilithmon una Ophanimon decaduta e la versione corrotta di Kerpymon un Kerpymon decaduto.
Nella serie, i tre Digimon Angelici sono coloro che ereditarono il compito di governare e proteggere Digiworld dopo la sconfitta di Lucemon da parte dei dieci Leggendari Guerrieri. Tuttavia, Kerpymon, lentamente corrotto da Lucemon, iniziò a credere che Seraphimon e Ophanimon stessero complottando contro di lui, così chiamò a raccolta i suoi seguaci e li istigò contro gli altri due Digimon Angelici. Seraphimon venne sconfitto da Kerpymon dopo essere stato colto di sorpresa, mentre Ophanimon fu costretta ad arrendersi per avere salva la vita di Seraphimon. I due furono entrambi rinchiusi in luoghi isolati; Seraphimon, in uno stato di coma continuo, nel soffitto del suo castello situato alla Stazione nella Foresta, Ophanimon in una gabbia di luce impenetrabile alla Stella Rosa.
Quando gli esseri umani Digiprescelti, convocati da Ophanimon, giungono infine nel mondo digitale, Kerpymon invia i suoi tirapiedi ad affrontarli con l'obiettivo di sottrarre loro tutti i Digispirit. Nel frattempo, Ophanimon contatta i Digiprescelti e li indirizza alla Stazione nella Foresta, luogo in cui è prigioniero Seraphimon. Tuttavia, gli scagnozzi di Kerpymon, Grumblemon, Arbormon, Lanamon e Mercurymon, li localizzano proprio quando i ragazzi riescono a liberare Seraphimon. Ancora debole a causa della sua prigionia, Seraphimon viene sconfitto da Mercurymon, in grado di rispedire al mittente un potente attacco di Seraphimon, e privato del Digicodice: ciò nonostante, i Digiprescelti riescono a scappare con il suo Digiuovo.
Ophanimon quindi indirizza i Digiprescelti alla Stella Rosa. Avendo sconfitto tutti i tirapiedi di Kerpymon, e con l'aggiunta di Koichi, i ragazzi arrivano alla Stella Rosa per affrontare Kerpymon una volta per tutte. Nella battaglia che ne segue, Kerpymon riesce a rubare tutti i Digivice dei ragazzi, ad eccezione di quello di Zoe, ma questi riescono comunque a fare in modo che Ophanimon si liberi. Quest'ultima prova quindi a purificare Kerpymon, ma l'oscurità che in passato lo aveva corrotto col tempo è diventata troppo forte, così Ophanimon è costretta a rubare con l'inganno i Digivice da Kerpymon per restituirli ai Digiprescelti. Con l'ultima stilla di potere rimastale, inoltre, riesce ad infondere i Digivice di Takuya e Koji del potere dell'Iperdigievoluzione Spirit, ma subito dopo viene sconfitta da Kerpymon. Con il loro nuovo potere, i Digiprescelti riescono a sconfiggere Kerpymon e a purificarlo.
I Digimon Angelici non appaiono nuovamente nella serie finché Patamon, nato dal Digiuovo di Seraphimon, non scopre successivamente le Digiuova di Ophanimon e Kerpymon sulla luna di Ophanimon, le quali si schiudono e danno vita rispettivamente a Salamon e Lopmon. Le nuove forme dei Digimon Angelici giocano un ruolo minore nella sconfitta definitiva di Lucemon.

#### Seraphimon
Seraphimon (セラフィモン?) è un Digimon angelo di livello mega il cui nome ed aspetto fisico derivano dal mitologico angelo Serafino (Seraph).
Seraphimon è vestito con una sacra armatura argentata splendente e possiede dieci ali dorate. Sulla sua panziera è presente il simbolo della Digipietra della Speranza, mentre il Digicodice sulla parte inferiore della sua veste significa "Tutto è con me" (全ては我と共に?, Subete wa ware to tomoni).
In quanto membro dei Digimon Angelici, Seraphimon è colui che si occupa delle illuminate leggi di Dio; inoltre, gli sono stati affidati i Digispirit della Luce e del Vento. Essendo l'essere più alto in grado tra i Digimon angelo, Seraphimon li governa tutti. Anche se il suo vero volto e la sua vera personalità sono nascosti dietro una maschera e non possono essere scorte, è l'essere più vicino all'Essere della Bontà noto come "Dio". Si dice che quando Seraphimon discenderà dai cieli per la battaglia finale contro le forze del male, egli purificherà tutto.
Seraphimon è il responsabile delle leggi e dell'ordine a Digiworld. Tuttavia, quando Kerpymon viene corrotto dall'oscurità di Lucemon, Seraphimon viene sconfitto e sigillato nel suo Castello di Cristallo alla Stazione nella Foresta. Viene liberato dai Digiprescelti, condotti fino a lui da Ophanimon, ma non riesce a durare a lungo e viene sconfitto da Mercurymon a causa dello stato di debolezza in cui si trova. Mentre il suo Digicodice viene acquisito da Mercurymon, il suo Digiuovo viene protetto dai Digiprescelti (affidandolo a Bokomon) e successivamente gioca un importante ruolo, permettendo a Takuya e Koji di accedere alla Doppia Digievoluzione Spirit.
Dopo che i Digiprescelti recuperano i dati di Seraphimon da Mercurymon, questi vengono restituiti al Digiuovo e da quest'ultimo nasce Patamon. Grazie alle cure prestate al Digiuovo, Bokomon viene visto come una figura materna/paterna da Patamon; inoltre, il giovane Digimon Angelico indossa anche una panciera identica in tutto e per tutto a quella del suo genitore adottivo. La personalità di Patamon è molto diversa da quella di Seraphimon, poiché in questa forma la sua personalità è più giocosa e infantile. Anche se è piuttosto giovane e debole, essendo un Digimon di livello intermedio, Patamon riesce comunque ad aiutare i Digiprescelti in diversi momenti del loro viaggio.
Seraphimon e Patamon sono doppiati in giapponese rispettivamente da Hiyama Nobuyuki e Kae Araki mentre in italiano entrambi sono interpretati da Patrizio Cigliano, 

#### Ophanimon
Ophanimon (オファニモン?, Ofanimon) è un Digimon angelo di livello mega il cui nome ed aspetto fisico derivano dal mitologico angelo Ophanim (Ophan).
Ophanimon indossa un'armatura di colore verde acqua e possiede dieci ali dorate. Ha una lunga chioma dorata, mentre la parte superiore del suo volto è nascosta da una maschera. Brandisce un giavellotto con la mano destra, mentre al braccio sinistro è assicurato uno scudo.
Membro dei Digimon Angelici, è una figura sacra materna che ama condividere l'amore e la pietà di Dio. È anche la custode dei Digispirit del Fuoco, del Tuono e del Ghiaccio. È la forma finale dei Digimon angelo di genere femminile.
Ophanimon era la responsabile della crescita di Digiworld ed il suo ruolo consisteva nel preservare la vita e l'amore, finché Kerpymon non fu corrotto dall'oscurità di Lucemon. Quando Kerpymon attaccò Seraphimon e Ophanimon, quest'ultima si arrese a Kerpymon a condizione che risparmiasse la vita a Seraphimon. Intrappolata nel Castello dell'Oscurità nemico alla Stella Rosa, riesce a convocare molti bambini di Tokyo a Digiworld via Trailmon, dove cinque di essi divengono dei Leggendari Guerrieri. Viene liberata dai Digiprescelti, ma finisce con il sacrificarsi per recuperare i Digivice D-Tector dei ragazzi rubati da Kerpymon, in seguito ad un suo fallimentare tentativo di purificare Kerpymon e riportarlo alla normalità. Utilizzando l'ultima stilla dei suoi poteri, il Digimon angelo riesce a conferire più potere ai D-Tector di Takuya e Koji, così da permettere loro di accedere all'Iperdigievoluzione Spirit e trasformarsi in KaiserGreymon e MagnaGarurumon.
Poco tempo dopo, quando i Digiprescelti finiscono sulla luna di Ophanimon in seguito alla liberazione di Lucemon, Patamon rinviene il Digiuovo di Ophanimon, che si schiude proprio in quel momento. Il Digimon che ne esce è uno YukimiBotamon, ma questo digievolve immediatamente in Salamon, che accompagnerà i Digiprescelti fino alla fine del loro viaggio ed avrà un ruolo nella battaglia finale contro Lucemon.
Ophanimon è doppiata in giapponese da Rika Fukami e in italiano da Monica Gravina mentre Salamon è doppiata in giapponese da Yoko Asada e in italiano da Laura Romano.

#### Kerpymon
Kerpymon (ケルビモン?, Cherubimon) è un Digimon angelo di livello mega il cui nome originale Cherubimon ed il cui aspetto fisico derivano dal mitologico angelo Cherubino (Cherub). Il nome che si utilizza in Italia per questo Digimon, Kerpymon, è piuttosto particolare. Infatti, è un nome che non viene utilizzato né in Giappone né negli Stati Uniti, ma in paesi come la Spagna e, appunto, l'Italia. La parola "kerpy" è un termine gergale della lingua inglese che indica il peggiore elemento di un gruppo. Probabile che, in questo caso, il nome "Kerpymon" voglia indicare il membro dei Digimon Angelici che ha tradito gli altri.
Contrariamente a Seraphimon e Ophanimon, Kerpymon ha l'aspetto di un Digimon animale dal corpo bianco e rosa. Intorno alle sue orecchie sono presenti due anelli sacri. Ha la capacità di usare potenti tecniche legate all'elettricità, che si dice che agiscano da punizione divina.
In quanto membro dei Digimon Angelici, Kerpymon è il guardiano di Dio e della sua conoscenza. È inoltre colui che custodisce i Digispirit della Terra, del Legno, dell'Acqua, del Ferro e delle Tenebre.
Kerpymon teneva particolarmente ai Digimon animale e pensava che le leggi di Digiworld ideate da Seraphimon fossero per essi svantaggiose. Ciò nonostante, le cose non cambiarono in meglio e Kerpymon iniziò a pensare che a Seraphimon ed Ophanimon non importasse nulla né di ciò che lui pensasse né dei Digimon animale in genere, una paranoia che si intensificava quando il Digimon angelo vedeva gli altri due parlare senza di lui, e che i due stessero in realtà complottando contro di lui. La tristezza e l'odio di Kerpymon presto lo consumarono, aprendo il suo cuore all'oscurità creata da Lucemon. Trasformato in una parodia malvagia di se stesso, Kerpymon aizzò i Digimon animale e altri che erano d'accordo con lui e proclamò una guerra. I suoi servi distrussero diverse parti di Digiworld. Per dar seguito ai suoi piani, diede inoltre vita a quattro dei Digispirit dei Leggendari Guerrieri in suo possesso e affidò il quinto a Koichi, la cui mente vagava per il mondo digitale, trasformandolo in Duskmon. Tuttavia, anche usando tutti i Digicodici in suo possesso per diventare più forte e quasi invincibile, Kerpymon viene infine sconfitto e purificato della sua malvagità dai Digiprescelti.
Poco tempo dopo, quando i Digiprescelti finiscono sulla luna di Ophanimon in seguito alla liberazione di Lucemon, Patamon rinviene il Digiuovo di Kerpymon, che si schiude proprio in quel momento. Il Digimon che ne esce è un Conomon, ma questo digievolve immediatamente in Lopmon, che accompagnerà i Digiprescelti fino alla fine del loro viaggio ed avrà un ruolo nella battaglia finale contro Lucemon.
Kerpymon è doppiato in giapponese da Ryūzaburō Ōtomo e in italiano da Paolo Marchese mentre Lopmon è doppiato in giapponese da Rumi Shishido e in italiano da Paola Valentini.

### Leggendari Guerrieri corrotti
I Leggendari Guerrieri corrotti sono cinque dei dieci Leggendari Guerrieri. Rappresentano le cinque coppie di Digispirit affidate a Kerpymon: quelli della Terra, del Legno, dell'Acqua, del Ferro e delle Tenebre. Questi, ad eccezione dei Digispirit delle Tenebre, sono stati corrotti e portati in vita, diventando dei guerrieri oscuri: Grumblemon, Arbormon, Lanamon e Mercurymon. Il loro compito, fin dalla loro creazione, è sempre stato quello di raccogliere più Digicodici possibile per il loro padrone Kerpymon, in modo da renderlo più forte.
I Digispirit delle Tenebre, tuttavia, subì una sorte differente. Kerpymon lo testò su diversi Digimon, ma ciò si rivelò inefficace: i dati dei Digimon sottoposti al potere del Digispirit delle Tenebre finivano con il diventare corrotti, rendendo i Digimon niente più che ombre di loro stessi. Infatti, come rivela lo stesso Kerpymon nell'episodio "La scelta di Koichi", "il Digispirit delle Tenebre non è per tutti, funziona solo con chi possiede una spiccata indole oscura, malvagia, che nasconde una parte segreta del cuore dove regna sovrana la perfidia". Quando Koichi Kimura arriva a Digiworld, Kerpymon identifica in lui questa componente oscura, poiché Koichi aveva scoperto di avere un fratello, Koji Minamoto, invidiandogli la vita facile che conduceva al contrario di lui. Ciò aveva permesso al Digispirit delle Tenebre di attecchire in lui, trovando terreno fertile. Tuttavia, la rinnegazione da parte di Koichi del suo passato consente la purificazione dei Digispirit delle Tenebre, che acquisiscono la loro forma originale e tornano dalla parte del bene. Grazie poi all'acquisizione dei digi spirit corrotti da parte dei protagonisti essi vengono tutti infine purificati.
Grumblemon, Arbormon, Lanamon e Mercurymon si materializzano nell'episodio 42 "salvate le digiuova" Aiutando i protagonisti a difendere i Digimon appena nati, mostrando per la prima vota un'espressione serena per averli aiutati. Grumblemon, Arbormon, Lanamon e Mercurymon compaiono poi infine insieme agli altri leggendari guerrieri, che reciprocamente, ognuno di loro armato di spada, colpisce Lucemon distruggendolo definitivamente.

#### Grumblemon
Grumblemon (グロットモン?, Grottomon) è un Digimon maligno di livello ibrido umano. Grumblemon è la personificazione del Digispirit Umano della Terra, portato in vita da Kerpymon. Grumblemon appare per la prima volta, seppure nell'ombra, nell'episodio "La Fabbrica del Vento", al termine del quale alcuni Minomon gli riferiscono che i Digiprescelti stanno interferendo con i suoi piani. Il Digimon fa la sua apparizione ufficiale nell'episodio successivo, "La Digievoluzione Slide", in cui rapisce le figlie di alcuni ShellNumemon per farsi consegnare il Digicodice della loro montagna. Questi ultimi vanno quindi in cerca di aiuto e reclutano dapprima Koji Minamoto, che inconsapevolmente aveva già cercato di aiutare le figlie degli ShellNumemon ma era stato scagliato via da Grumblemon stesso, e poi il gruppo composto da Takuya Kanbara, JP Shibayama, Zoe Ayamoto, Tommy Hiyomi, Bokomon e Neemon. Dopo un malinteso tra gli ShellNumemon e i Digiprescelti, creduti in principio complici di Grumblemon dopo la rivelazione che anche il Digimon malvagio è uno dei Leggendari Guerrieri, questi ultimi affrontano il padrone della Terra tutti insieme e lo sconfiggono grazie alla Trivella Elettrica di Beetlemon. Tuttavia, l'attacco porta allo scoperto anche il Digicodice della montagna che Grumblemon intendeva assorbire. A quel punto, Grumblemon slidedigievolve Gigasmon, sua forma di tipo animale, prendendo di sorpresa i Digiprescelti e sconfiggendoli.
Grumblemon affronta nuovamente i Digiprescelti nell'episodio "Il Digispirit Animale", in cui il padrone della Terra è alla ricerca di un Digispirit, che si rivela essere quello Animale di Koji. Quest'ultimo, separatosi dal resto del gruppo, cerca di far sua la preziosa reliquia con l'aiuto di Gotsumon, anche lui desideroso di impossessarsene per sconfiggere Gigasmon, colpevole dell'assorbimento del Digicodice del suo villaggio. Alla fine il padrone della Luce riesce ad acquisire il Digispirit Animale e digievolve KendoGarurumon, terminando il proprio scontro con Gigasmon con un pareggio. Tuttavia, durante l'episodio, Gigasmon riesce a sconfiggere e ad assorbire il Digispirit di Kazemon, che regredisce in Zoe e da quel momento in poi non può più digievolvere.
Nell'episodio successivo, "Il villaggio dei veggenti", Grumblemon elabora una tattica per sconfiggere i Digiprescelti. Grazie ad una boccetta magica prima crea un potente Rockmon, che lo aiuta nel combattimento, e poi impedisce i movimenti a Koji, che così non può digievolvere KendoGarurumon e disturbare i suoi piani. Grazie a questa strategia, anche se i Digiprescelti riescono a distruggere Rockmon, Grumblemon, trasformato in Gigasmon, si impossessa anche del Digispirit di Kumamon, che regredisce in Tommy. Tuttavia, i suoi piani vengono rovinati dall'intervento del Digispirit Animale di Takuya, BurningGreymon, il quale ha preso vita possedendo Sharmamon, che lo allontana.
Nell'episodio successivo, "Il coraggio di Tommy", Takuya riesce a digievolvere BurningGreymon e a portare Gigasmon allo scoperto, sconfiggendolo grazie ad una delle sue tecniche e privandolo prima del suo Digispirit Animale della Terra, così da impedire a Grumblemon di slidedigievolvere ancora in Gigasmon, e recuperando poi il Digispirit Umano del Ghiaccio di Kumamon, restituendo a Tommy la facoltà di digievolvere.
Nell'importante episodio "I segreti di Digiworld", Grumblemon torna all'assalto dei Digiprescelti accompagnato da altri tre Leggendari Guerrieri corrotti, Arbormon, Lanamon e Mercurymon, per recuperare il suo Digispirit Animale e impossessarsi di quelli dei Digiprescelti. I quattro riescono a raggiungere la Stazione nella Foresta, dove si trova il Castello di Seraphimon, e attaccano i Digiprescelti, che però vengono difesi da Seraphimon stesso. Il Digimon Angelico, tuttavia, è ancora debole e viene sconfitto da Mercurymon, che acquisisce il suo Digicodice e lo riduce allo stato di Digiuovo. I Digiprescelti prendono il Digiuovo e fuggono dal castello con l'aiuto di Sorcerymon, che si sacrifica per favorire la loro fuga.
Nell'episodio successivo, "MetalKabuterimon, il guerriero del Tuono", Grumblemon e Arbormon inseguono i Digiprescelti nella grotta sotterranea in cui sono fuggiti. I due si ritrovano in una situazione di immediato vantaggio, poiché J.P. e Tommy sono feriti a causa di un attacco involontario ed improvviso di Whamon e Zoe non può digievolvere: inoltre, Grumblemon può contare su un intero esercito di Rockmon. Mentre Arbormon, trasformato nella sua forma di tipo Animale Petaldramon, intrattiene Agunimon e Lobomon, Grumblemon riesce a sconfiggere Beetlemon e Kumamon, in netta difficoltà. Tuttavia, quando il padrone della Terra sta per infliggere loro il colpo di grazia, un getto d'acqua emesso da Whamon lo scaglia lontano. Inoltre, il getto d'acqua contribuisce ad espellere dal corpo del Digimon il Digispirit Animale del Tuono, prontamente acquisito da J.P., il quale digievolve MetalKabuterimon. Grumblemon, colto alla sprovvista da questo avvenimento, non sa come contrattaccare e viene sconfitto dal padrone del Tuono, che poi slidedigievolve Beetlemon, acquisendo il suo Digicodice ed il suo Digispirit Umano della Terra, recuperando inoltre il Digispirit Umano del Vento e restituendolo a Zoe, che rientra così in possesso della facoltà di digievolvere. Grumblemon regredisce così allo stato di Digiuovo, venendo sconfitto definitivamente.
Successivamente, nell'episodio "Il vero Kerpymon", il Digispirit Umano della Terra viene trasferito dal Digivice D-Tector di J.P. a quello di Takuya, già in possesso di quello Animale. I due Digispirit della Terra contribuiscono all'Iperdigievoluzione Spirit di Takuya, che diviene KaiserGreymon.
Nell'episodio "Salvate le Digiuova!", un Grumblemon evidentemente purificato appare alla Città della Rinascita insieme ad Arbormon, Lanamon e Mercurymon per aiutare i sei Leggendari Guerrieri a combattere i Cavalieri Reali. I dieci Leggendari Guerrieri sono così riuniti e dalla stessa parte per la prima volta. Appare inoltre nell'episodio "La vittoria finale" in due occasioni: prima quando i Digiprescelti hanno perso la fiducia in loro stessi e non sanno come fermare Lucemon, che sembra invincibile, e poi alla fine, separandosi dal corpo di Susanoomon, infliggendo anche lui, come gli altri, un colpo mortale al Digimon malvagio. Dopo la vittoria finale dei Digiprescelti, Grumblemon è tra i dieci Leggendari Guerrieri che si congratulano e ringraziano i ragazzi.
È doppiato in giapponese da Tomohiro Nishimura e in italiano da Paolo Marchese.

#### Arbormon
Arbormon (アルボルモン?) è un Digimon androide di livello ibrido umano. Arbormon è la personificazione del Digispirit Umano del Legno, portato in vita da Kerpymon. Arbormon appare per la prima volta al termine dell'episodio "Il coraggio di Tommy", quando Grumblemon si ritira alla base dei Leggendari Guerrieri corrotti in seguito alla perdita del suo Digispirit Animale. Arbormon, insieme a Lanamon e Mercurymon, va da Grumblemon per rimproverarlo della sconfitta e per offrirgli il suo aiuto, in modo da sconfiggere insieme i Digiprescelti.
Appare quindi, insieme agli altri tre, nell'episodio "I segreti di Digiworld", in cui i Leggendari Guerrieri corrotti seguono i Digiprescelti alla Stazione nella Foresta per sconfiggerli. Una volta arrivati lì, scoprono che i ragazzi sono diretti al castello di Seraphimon, uno dei Digimon Angelici, per liberarlo dalla sua prigionia. I quattro affrontano quindi i Digiprescelti, che digievolvono per confrontarsi con loro ma vengono rapidamente sconfitti. Seraphimon si erge quindi a difesa dei ragazzi, ma viene sconfitto grazie agli Scudi Riflettenti di Mercurymon, che poi lo priva del Digicodice e lo fa regredire allo stato di Digiuovo. I Digiprescelti prendono il Digiuovo e fuggono dal castello grazie a Sorcerymon, che si sacrifica affinché i bambini prescelti fuggano dal castello.
Nell'episodio successivo, "MetalKabuterimon, il guerriero del Tuono", Arbormon continua, insieme a Grumblemon, ad inseguire i Digiprescelti. I due giungono quindi ad una caverna sotterranea, dove trovano i Digiprescelti. Grumblemon e Arbormon sono in una posizione di assoluto vantaggio, poiché JP Shibayama e Tommy Hiyomi sono feriti a causa di un attacco involontario ed improvviso di Whamon e Zoe Ayamoto non può digievolvere: inoltre, Grumblemon può contare su un intero esercito di Rockmon. Arbormon inizia a combattere contro Takuya Kanbara e Koji Minamoto, trasformati rispettivamente in Agunimon e Lobomon, slidedigievolvendo poi in Petaldramon, ma rimanendo sepolto sotto le macerie della grotta che poco dopo crollerà.
Dopo aver lasciato per un po' il posto a Lanamon nella lotta contro i Digiprescelti, Arbormon torna nell'episodio "Il valore dell'onestà". Il padrone del Legno scopre che i Toucanmon hanno rubato i Digivice dei ragazzi e cerca di impossessarsene, ma questi ultimi li hanno venduti a Datamon, un rigattiere dell'Elettromercato di Akiba. Datamon acconsente a venderglieli, concedendo però un'ora a Tommy per recuperarli prima dell'arrivo di Arbormon. Tuttavia, rendendosi conto dell'onestà dimostrata da Tommy, Datamon si rifiuta di vendere i Digivice ad Arbormon che, furioso, slidedigievolve Petaldramon e distrugge il negozio di Datamon, ferendolo. Tuttavia, Takuya, Koji e Tommy arrivano in quel momento ed il più piccolo dei Digiprescelti riesce a tornare in possesso del suo Digivice, "migliorato" da Datamon: il Digimon macchina ha infatti inserito il Digispirit Animale del Ghiaccio nel dispositivo, in precedenza vinto con merito da Tommy ad un videogioco. Tommy digievolve così Korikakumon e, nonostante alcuni problemi nel controllare il nuovo Digispirit, riesce a sconfiggere Petaldramon, scagliandolo lontano.
Arbormon fa la sua apparizione anche in "Cuochi leggendari", benché per tutto l'episodio sia trasformato in Petaldramon senza mai tornare alla sua forma di tipo Umano. Particolarmente affamato, Petaldramon rapisce il papà della famiglia Hamburgermon di Burgermon Village affinché prepari per lui hamburger a volontà. I Digiprescelti soccorrono la famiglia Hamburgermon e decidono di preparare anche loro degli hamburger per cercare di liberare Papà Hamburgermon. Tuttavia, solo Tommy riesce a prepararne di decenti e, mentre Takuya e Koji sono impegnati a litigare a causa degli hamburger, lui, J.P. e Zoe si recano al Castello di Petaldramon a causa del rapimento dei Torikaramon, i piccoli della famiglia Hamburgermon. I tre fingono di collaborare per sfamare Petaldramon, ma quando i Torikaramon sono in pericolo digievolvono e si liberano, affrontando e sconfiggendo i Chameleonmon, scagnozzi di Petaldramon. Il padrone del Legno, disturbato dai Digiprescelti, decide di affrontarli. Nel mentre, Papà Hamburgermon riesce a finire i suoi hamburger grazie al suggerimento di Tommy. Mangiando una quantità incredibile di hamburger, Petaldramon si sazia e si addormenta. MetalKabuterimon distrugge il castello di Petaldramon e, insieme a Zephyrmon e Korikakumon, libera Papà Hamburgermon e i Torikaramon, riunendo la famiglia.
Nell'episodio successivo, "Il Continente Oscuro", dopo un incontro con Kerpymon in cui erano coinvolti anche Lanamon e Mercurymon, Arbormon decide di affrontare da solo i Digiprescelti, ormai giunti nel Continente Oscuro e sulla strada per la Stella Rosa. Arbormon slidedigievolve Petaldramon, ma viene sconfitto dai Digiprescelti ed il suo Digispirit Animale viene assorbito da Lobomon. Arbormon è piuttosto malconcio, ma in quel momento Duskmon, il quinto Leggendario Guerriero corrotto, interviene nel combattimento. Arbormon crede che il padrone delle Tenebre sia dalla sua parte, ma quest'ultimo invece lo colpisce e assorbe il suo Digispirit Umano del Legno ed il suo Digicodice, ritenendolo ormai inutile dopo la perdita del suo Digispirit Animale, segnando così la sua fine definitiva.
Nell'episodio "Rivelazioni dal passato", Koji, trasformato in Beowulfmon, con l'aiuto di Takuya, trasformato in Aldamon, riesce a sconfiggere Velgemon, la forma di tipo Animale di Duskmon, assorbendo il suo Digicodice ed i suoi due Digispirit delle Tenebre corrotti, purificandolo e riportandolo alla sua forma umana di Koichi Kimura: questa azione consente al padrone della Luce di acquisire anche il Digispirit Umano del Legno di Arbormon, benché ciò non sia evidenziato nell'anime, che passa nel suo Digivice. Nell'episodio "Il vero Kerpymon", Koji trasferisce i due Digispirit del Legno nel Digivice di Takuya, i quali contribuiscono all'Iperdigievoluzione Spirit del padrone del Fuoco, che diviene KaiserGreymon.
Nell'episodio "Salvate le Digiuova!", un Arbormon evidentemente purificato appare alla Città della Rinascita insieme a Grumblemon, Lanamon e Mercurymon per aiutare i sei Leggendari Guerrieri a combattere i Cavalieri Reali. I dieci Leggendari Guerrieri sono così riuniti e dalla stessa parte per la prima volta. Appare inoltre nell'episodio "La vittoria finale" in due occasioni: prima quando i Digiprescelti hanno perso la fiducia in loro stessi e non sanno come fermare Lucemon, che sembra invincibile, e poi alla fine, separandosi dal corpo di Susanoomon, infliggendo anche lui, come gli altri, un colpo mortale al Digimon malvagio. Dopo la vittoria finale dei Digiprescelti, Arbormon è tra i dieci Leggendari Guerrieri che si congratulano e ringraziano i ragazzi.
È doppiato in giapponese da Kenji Nomura e in italiano da Pierluigi Astore.

#### Lanamon
Lanamon (ラーナモン?, Ranamon) è un Digimon folletto di livello ibrido umano. Lanamon è la personificazione del Digispirit Umano dell'Acqua, portato in vita da Kerpymon. Lanamon è un Digimon umanoide di colore verde acqua e dagli occhi rossi. Benché sia stato ideato dal concetto iniziale di una rana, è un Digimon molto grazioso, tanto che nell'anime esistono diversi fanclub fondati a suo nome, di cui due di una certa importanza sono quelli dei Toucanmon e degli Honeybeemon. Indossa un abito, comprensivo di cavigliere, bracciali e di un copricapo, di diverse tonalità di blu e con alcune gemme rosse incastonate in esso. È molto vanitosa e mettere in discussione la sua bellezza può essere causa di guai. Anche la sua rivalità continua con Zoe è causata dalla bellezza delle due; tuttavia, Lanamon non riesce a perdonare a Zoe il fatto che la sua forma animale, Zephyrmon, sia molto più bella della sua, Calmaramon.
Lanamon appare per la prima volta al termine dell'episodio "Il coraggio di Tommy", quando Grumblemon si ritira alla base dei Leggendari Guerrieri corrotti in seguito alla perdita del suo Digispirit Animale. Lanamon, insieme ad Arbormon e Mercurymon, va da Grumblemon per rimproverarlo della sconfitta e per offrirgli il suo aiuto, in modo da sconfiggere insieme i Digiprescelti.
Appare quindi insieme agli altri tre nell'episodio "I segreti di Digiworld", in cui i Leggendari Guerrieri corrotti seguono i Digiprescelti alla Stazione nella Foresta per sconfiggerli. Una volta arrivati lì, scoprono che i ragazzi sono diretti al castello di Seraphimon, uno dei Digimon Angelici, per liberarlo dalla sua prigionia. I quattro affrontano quindi i Digiprescelti, che digievolvono per confrontarsi con loro ma vengono rapidamente sconfitti. Seraphimon si erge quindi a difesa dei ragazzi, ma viene sconfitto grazie agli Scudi Riflettenti di Mercurymon, che poi lo priva del Digicodice e lo fa regredire allo stato di Digiuovo. I Digiprescelti prendono il Digiuovo e fuggono dal castello grazie a Sorcerymon, che si sacrifica affinché i bambini prescelti fuggano dal castello. Contrariamente a Grumblemon e Arbormon, Lanamon non insegue i Digiprescelti nella grotta sotterranea.
Lanamon torna nell'episodio "Il villaggio dei Toucanmon", in cui quattro Toucanmon, titolari di un fanclub a nome proprio di Lanamon, riescono a rubare i Digivice D-Tector di tutti i Digiprescelti ad esclusione di Zoe. Il loro obiettivo è portarli dunque alla padrona dell'Acqua, così da mettersi in mostra ai suoi occhi. Tuttavia, Lanamon giunge comunque sull'isola dei Toucanmon in modo piuttosto casuale perché originariamente alla ricerca del suo Digispirit Animale dell'Acqua. Lanamon si confronta con il gruppo dei Digiprescelti e Zoe digievolve Kazemon per affrontarla. Tuttavia, durante il combattimento, Lanamon sente la presenza del suo Digispirit Animale e si tuffa nell'oceano per trovarlo. La padrona dell'Acqua riesce nell'impresa ed assorbe il Digispirit, acquisendo la capacità di slidedigievolvere Calmaramon. I Toucanmon, alla vista della nuova ed orribile forma del loro idolo abbandonano il fanclub di Lanamon, fuggendo con i Digivice. Intanto, Calmaramon affronta Kazemon, mettendola in difficoltà, ma il combattimento termina in parità a causa dei problemi di Calmaramon nel controllare il suo corpo, più precisamente l'attacco Tempesta Titanica.
Nell'episodio successivo, "Il successo di Zoe", Lanamon torna ad affrontare i Digiprescelti, diretti a bordo di una zattera verso l'Isola di Goma per aiutare alcuni Gomamon. Poiché Takuya Kanbara, Koji Minamoto, JP Shibayama e Tommy Hiyomi sono ancora privi dei loro D-Tector, Zoe è costretta nuovamente ad affrontare Lanamon da sola. La padrona dell'Acqua si è esercitata a controllare Calmaramon e mette in grave difficoltà Kazemon, che precipita nell'oceano e regredisce in Zoe. Tuttavia, la ragazza scopre che la causa dei vortici marini che impedivano ai Gomamon l'accesso alla loro isola è il suo Digispirit Animale del Vento. La ragazza acquisisce il Digispirit e digievolve in Zephyrmon, ristabilendo l'equilibrio tra lei e Calmaramon. Tuttavia, lo scontro termina ancora una volta in parità per lo stesso motivo dello scontro precedente.
Lanamon torna brevemente nell'episodio "Il Continente Oscuro", in cui si trova a rapporto dal suo padrone Kerpymon insieme ad Arbormon e Mercurymon e gli consegna tutti i Digicodici raccolti fino a quel momento. Nell'episodio "Il potere di un Digimon", invece, Lanamon fa un'apparizione più importante. Lei e Mercurymon, infatti, approfittando dello scontro tra i Digiprescelti e Duskmon, l'ultimo Leggendario Guerriero corrotto, riescono a catturare J.P., Zoe e Tommy, cercando al contempo di estrarre dai loro Digivice i Digispirit in loro possesso. I due torturano i tre ragazzi per attirare lì anche Takuya e Koji e Lanamon va vicina ad eliminare J.P. con la sua Nebbia Corrosiva. Tuttavia, Koji, inizialmente intenzionato ad elaborare una tattica per non essere sconfitto dai due Leggendari Guerrieri corrotti, è costretto a trasformarsi in Lobomon e ad intervenire in soccorso dei suoi amici. Lobomon viene ridotto a mal partito da Lanamon e Mercurymon, ma Takuya, trasformato in Agunimon, interviene in soccorso dell'amico, salvandolo e dandogli la possibilità di liberare gli altri. I cinque affrontano Lanamon, slidedigievoluta in Calmaramon, e Mercurymon con il supporto dei fenomeni naturali, che Agunimon aveva scoperto di poter controllare a suo piacimento, infliggendo loro una dura sconfitta e costringendoli alla fuga.
Nell'episodio "Il conflitto di JP", Lanamon e Mercurymon mettono a punto un piano per sconfiggere i Digiprescelti, chiedendosi anche che fine abbia fatto Duskmon, sparito da un po'. L'episodio "L'avventura di Zoe" è cruciale per Lanamon, poiché rappresenta il confronto finale tra lei e Zoe. Le due si trovano entrambe nella sfera dell'Acqua di Sephirotmon e Lanamon mette a punto un piano, utilizzando il suo fanclub di Honeybeemon per mettere in trappola Zoe. Dopo vari tentativi fallimentari, Lanamon riesce a far mangiare a Zoe una mela avvelenata, che la paralizza e suscita in lei sensazioni e ricordi spiacevoli, ricordandole tutte le situazioni della sua vita in cui si era sentita sola ed esclusa da tutti. Tuttavia, gli insulti di Lanamon risvegliano inaspettatamente la ragazza, che digievolve Kazemon ed inizia a combattere contro la padrona dell'Acqua. Le due passano poi alle loro forme Animali, ma Zephyrmon riesce a sconfiggere nettamente Calmaramon e ad acquisire allo stesso tempo entrambi i Digispirit dell'Acqua ed il Digicodice di Lanamon, facendola regredire allo stato di Digiuovo e sancendo la sua sconfitta definitiva.
Nell'episodio "Il vero Kerpymon", Zoe trasferisce i due Digispirit dell'Acqua nel Digivice di Koji, i quali contribuiscono all'Iperdigievoluzione Spirit del padrone della Luce, che diviene MagnaGarurumon.
Nell'episodio "Salvate le Digiuova!", una Lanamon evidentemente purificata appare alla Città della Rinascita insieme a Grumblemon, Arbormon e Mercurymon per aiutare i sei Leggendari Guerrieri a combattere i Cavalieri Reali. I dieci Leggendari Guerrieri sono così riuniti e dalla stessa parte per la prima volta. Appare inoltre nell'episodio "La vittoria finale" in due occasioni: prima quando i Digiprescelti hanno perso la fiducia in loro stessi e non sanno come fermare Lucemon, che sembra invincibile, e poi alla fine, separandosi dal corpo di Susanoomon, infliggendo anche lei, come gli altri, un colpo mortale al Digimon malvagio. Dopo la vittoria finale dei Digiprescelti, Lanamon è tra i dieci Leggendari Guerrieri che si congratulano e ringraziano i ragazzi.
È doppiata in giapponese da Haruhi Terada e in italiano da Tatiana Dessi.

#### Mercurymon
Mercurymon (メルキューレモン?, Mercuremon) è un Digimon mutante di livello ibrido umano. Mercurymon è la personificazione del Digispirit Umano del Ferro, portato in vita da Kerpymon. Mercurymon appare per la prima volta al termine dell'episodio "Il coraggio di Tommy", quando Grumblemon si ritira alla base dei Leggendari Guerrieri corrotti in seguito alla perdita del suo Digispirit Animale. Mercurymon, insieme ad Arbormon e Lanamon, va da Grumblemon per rimproverarlo della sconfitta e per offrirgli il suo aiuto, in modo da sconfiggere insieme i Digiprescelti.
Appare quindi, insieme agli altri tre, nell'episodio "I segreti di Digiworld", in cui i Leggendari Guerrieri corrotti seguono i Digiprescelti alla Stazione nella Foresta per sconfiggerli. Una volta arrivati lì, scoprono che i ragazzi sono diretti al castello di Seraphimon, uno dei Digimon Angelici, per liberarlo dalla sua prigionia. I quattro affrontano quindi i Digiprescelti, che digievolvono per confrontarsi con loro ma vengono rapidamente sconfitti. Seraphimon si erge quindi a difesa dei ragazzi, ma viene sconfitto grazie agli Scudi Riflettenti di Mercurymon, che poi lo priva del Digicodice e lo fa regredire allo stato di Digiuovo. I Digiprescelti prendono il Digiuovo e fuggono dal castello grazie a Sorcerymon, che si sacrifica affinché i bambini prescelti fuggano dal castello. Contrariamente a Grumblemon e Arbormon, Mercurymon non insegue i Digiprescelti nella grotta sotterranea.
Mercurymon per un po' rimarrà al di fuori della lotta tra i Digiprescelti ed i Leggendari Guerrieri corrotti, limitandosi a manovrarne i fili come fa con Lanamon nell'episodio "Il villaggio dei Toucanmon", in cui spinge la padrona dell'Acqua a cercare il suo Digispirit Animale dell'Acqua e ad affrontare i Digiprescelti. Mercurymon torna nell'episodio "Il Continente Oscuro", in cui, mentre si trova a fare rapporto a Kerpymon, tiene nascosto intenzionalmente al Digimon Angelico di essere in possesso del Digicodice di Seraphimon. Tuttavia, Kerpymon dimostra di essere comunque a conoscenza della cosa e acconsente che Mercurymon lo tenga per sé. Riguardo a questo confronto con il suo padrone, successivamente Mercurymon ha una discussione con Duskmon, l'ultimo Leggendario Guerriero corrotto, in cui ognuno mette in dubbio la correttezza dell'altro e la fedeltà a Kerpymon.
Nell'episodio "Il potere di un Digimon", Mercurymon torna a confrontarsi fisicamente con i Digiprescelti. Lui e Lanamon, infatti, approfittando dello scontro tra i Digiprescelti e Duskmon, riescono a catturare JP Shibayama, Zoe Ayamoto e Tommy Hiyomi, cercando al contempo di estrarre dai loro Digivice i Digispirit in loro possesso. I due torturano i tre ragazzi per attirare lì anche Takuya Kanbara e Koji Minamoto e Lanamon va vicina ad eliminare J.P. con la sua Nebbia Corrosiva. Tuttavia, Koji, inizialmente intenzionato ad elaborare una tattica per non essere sconfitto dai due Leggendari Guerrieri corrotti, è costretto a trasformarsi in Lobomon e ad intervenire in soccorso dei suoi amici. Lobomon viene ridotto a mal partito da Mercurymon e Lanamon, ma Takuya, trasformato in Agunimon, interviene in soccorso dell'amico, salvandolo e dandogli la possibilità di liberare gli altri. I cinque affrontano Mercurymon e Lanamon, slidedigievoluta in Calmaramon, con il supporto dei fenomeni naturali, che Agunimon aveva scoperto di poter controllare a suo piacimento, infliggendo loro una dura sconfitta e costringendoli alla fuga.
Nell'episodio "Il conflitto di J.P.", Mercurymon e Lanamon mettono a punto un piano per sconfiggere i Digiprescelti, chiedendosi anche che fine abbia fatto Duskmon, sparito da un po'. Successivamente, uno strano ed enorme Digimon risucchierà al suo interno i cinque Digiprescelti, attirandoli in una trappola. Questo Digimon si rivela essere Sephirotmon, la forma di tipo Animale di Mercurymon.
Nell'episodio "Takuya contro Mercurymon", Mercurymon, che in qualche modo riesce a manifestarsi fisicamente in entrambe le sue forme allo stesso tempo, constata con rabbia che i Digiprescelti sono stati in grado di superare tutti gli avversari da lui inviati contro di loro, benché questi ultimi partissero in condizioni di vantaggio. Decide quindi di occuparsi personalmente di Takuya, l'unico Digiprescelto ancora all'interno di Sephirotmon. Il padrone del Ferro affronta dunque Agunimon nella sfera del Ferro di Sephirotmon. Questo campo di battaglia è interamente composto di ferro, cosa che permette a Mercurymon di nascondersi e di non essere scovato dal padrone del Fuoco. Mercurymon sembra in vantaggio, ma improvvisamente decide di recarsi nella sfera della Luce, dove, grazie all'assorbimento del Digicodice di Seraphimon, digievolve in BlackSeraphimon, sconfiggendo senza difficoltà entrambe le forme di Takuya. Tuttavia, l'attivazione della Doppia Digievoluzione Spirit da parte del padrone del Fuoco, che digievolve Aldamon, cambia le sorti della battaglia. Aldamon riesce infatti a sconfiggere BlackSeraphimon, che regredisce nuovamente in Mercurymon. Questo fugge nuovamente nella sfera del Ferro ed attua nuovamente la sua tattica di nascondersi nel suo campo di battaglia. Tuttavia, la nuova Digievoluzione di Takuya è troppo forte e potente e con un solo attacco fonde tutto il ferro presente nell'ambiente circostante, lasciando Mercurymon senza via di fuga. Il padrone del Ferro è spiazzato e non sa più che fare, venendo subito dopo sconfitto da Aldamon, che lo trapassa con un pugno e lo sconfigge, privandolo del Digispirit Umano del Ferro e del suo Digicodice.
Mercurymon, quindi, è l'unico tra i Leggendari Guerrieri corrotti a perdere prima il suo Digispirit Umano del Digispirit Animale, poiché Sephirotmon verrà sconfitto dai Digiprescelti solamente in seguito, nell'episodio "Il potere dell'oscurità". Inoltre, Mercurymon è l'unico di tutti i Leggendari Guerrieri a non effettuare mai la Slidedigievoluzione.
Nell'episodio "Il vero Kerpymon", Takuya trasferisce i due Digispirit del Ferro nel Digivice di Koji, i quali contribuiscono all'Iperdigievoluzione Spirit del padrone della Luce, che diviene MagnaGarurumon.
Nell'episodio "Salvate le Digiuova!", un Mercurymon evidentemente purificato appare alla Città della Rinascita insieme a Grumblemon, Arbormon e Lanamon per aiutare i sei Leggendari Guerrieri a combattere i Cavalieri Reali. I dieci Leggendari Guerrieri sono così riuniti e dalla stessa parte per la prima volta. Appare inoltre nell'episodio "La vittoria finale" in due occasioni: prima quando i Digiprescelti hanno perso la fiducia in loro stessi e non sanno come fermare Lucemon, che sembra invincibile, e poi alla fine, separandosi dal corpo di Susanoomon, infliggendo anche lui, come gli altri, un colpo mortale al Digimon malvagio. Dopo la vittoria finale dei Digiprescelti, Mercurymon è tra i dieci Leggendari Guerrieri che si congratulano e ringraziano i ragazzi.
È doppiato in giapponese da Yasunori Matsumoto e in italiano da Gerolamo Alchieri.

### Lucemon
Lucemon (ルーチェモン?, Rūchemon) è un Digimon di livello intermedio. È l'antagonista principale, colui che si nasconde dietro tutte le trame della serie. Malgrado il suo stato di antagonista, è un Digimon angelo di tipo Antivirus.
Lucemon apparve per la prima volta molti anni prima dell'inizio della serie di Frontier, in un periodo in cui Digiworld era dilaniato da una guerra civile che coinvolgeva i Digimon di tipo Umano e i Digimon di tipo Animale. Lucemon, Digimon angelo dai grandi poteri, intervenne in quella battaglia, ponendovi fine e provvedendo a riportare la pace tra le due fazioni e a governare il mondo digitale con saggezza. Tuttavia, il potere presto lo corruppe, facendolo diventare un Digimon malvagio e spietato. Digiworld minacciava di essere scosso da una nuova guerra, ma fu allora che intervennero i dieci Leggendari Guerrieri, dieci Digimon dal grande potere che, unendo le loro forze, riuscirono a fermare Lucemon e le sue aspirazioni di dominio. Nonostante fosse stato sconfitto, però, il Digimon angelo non poteva essere eliminato e ciò costrinse i Leggendari Guerrieri a sigillarlo all'interno dell'Area Oscura, un luogo inospitale posto in profondità nel nucleo centrale di Digiworld, il quale fungeva da prigione per il Digimon malvagio.
Alla morte dei Leggendari Guerrieri, questi lasciarono dietro di sé dieci coppie di Digispirit, reliquie contenenti i loro sconfinati poteri. Questi furono custoditi gelosamente dai Digimon Angelici - Seraphimon, Ophanimon e Kerpymon - tre Digimon angelo che si erano suddivisi l'onere di governare giustamente Digiworld: Seraphimon si occupava delle leggi del mondo digitale, Ophanimon di amore e vita, Kerpymon della conoscenza. Tuttavia, alcune decisioni a lui sgradite iniziarono a instillare il dubbio in Kerpymon: egli temeva che i suoi due compagni tramassero alle sue spalle per sfavorire i Digimon di tipo Animale, di cui Kerpymon faceva parte, piuttosto che i Digimon di tipo Umano, di cui Seraphimon e Ophanimon facevano parte. Lucemon, benché rinchiuso e praticamente impotente, riuscì ad influenzare Kerpymon con le sue tenebre, trasformandolo in una versione corrotta, non più in grado di ragionare lucidamente. Kerpymon radunò tutti i Digimon di tipo Animale ed assaltò Seraphimon ed Ophanimon, inducendo il primo in un coma apparentemente interminabile ed imprigionando la seconda.
Tuttavia, Ophanimon non si diede per vinta e convocò a Digiworld un considerevole numero di bambini umani per provare a far evocare loro i leggendari Digispirit, conoscendo potenzialità e collocazione di cinque coppie di essi. Kerpymon, nonostante Ophanimon agisse in gran segreto, era perfettamente a conoscenza di quanto stesse accadendo e provvide a portare in vita quattro dei cinque Digispirit di tipo Umano in suo possesso - generando Grumblemon, Arbormon, Lanamon e Mercurymon - e ad affidare l'ultimo, più instabile degli altri, ad un altro essere umano, Koichi Kimura, trasformandolo in Duskmon. Lo scopo dei Leggendari Guerrieri corrotti era quello di recuperare tutti i Digicodici che componevano Digiworld e di consegnarli a Kerpymon, così da renderlo di gran lunga il Digimon più potente nel mondo digitale. Tuttavia, dietro a questo piano c'era, ancora una volta, la mano di Lucemon, che bramava per sé i Digicodici, in modo da potersi liberare dall'Area Oscura e tornare finalmente in libertà.
Dopo la sconfitta di tutti i Leggendari Guerrieri corrotti e, infine, anche di Kerpymon per mano dei Digiprescelti Lucemon assorbì tutti i Digicodici raccolti fino a quel momento e li tenne per sé, inviando poi i Cavalieri Reali - Dynasmon e Crusadermon - a completare il lavoro. Questi ultimi, infinitamente più forti di ogni avversario affrontato fino a quel momento dai Leggendari Guerrieri, riuscirono a raccogliere ogni Digicodice presente a Digiworld e ad inviarlo al loro padrone. Con l'assorbimento dell'ultimo Digicodice, l'inevitabile avviene: Lucemon riesce infine a liberarsi dalla sua prigione nell'episodio "Lucemon si rivela", più potente che mai grazie ai Digicodici dell'intero mondo digitale, affermando di voler creare un nuovo mondo perfetto al posto del vecchio Digiworld. Quindi, senza alcuna difficoltà, spazza via i sei Digiprescelti e li spedisce sulla luna di Ophanimon, confinandoli lì.
Nell'episodio "Il destino dei Cavalieri Reali", Lucemon invia i Cavalieri Reali sulla luna di Ophanimon con la missione di eliminare i Leggendari Guerrieri, che possono essere ancora un ostacolo per i suoi piani, convincendoli con la promessa di consegnare loro successivamente il Digicodice per permettergli di recarsi nel mondo reale. I Cavalieri Reali raggiungono quindi la luna di Ophanimon, ma Takuya Kanbara, digievoluto in KaiserGreymon, e Koji Minamoto, digievoluto in MagnaGarurumon, riescono finalmente nell'impresa di sconfiggerli in combattimento. I due stanno per essere acquisiti, ma Lucemon interviene nel combattimento ed assorbe lui stesso i Digicodici dei suoi alleati, tradendoli. Grazie ai potenti Digicodici di Dynasmon e Crusadermon, Lucemon digievolve in una nuova, potentissima forma: Lucemon Chaos Mode.
Grazie a questa nuova forma, Lucemon sconfigge agevolmente KaiserGreymon e MagnaGarurumon e fa esplodere la luna di Ophanimon, tornando poi nell'Area Oscura, unico luogo ancora integro di tutta la struttura di Digiworld. I Digiprescelti lo raggiungono, ma vengono tutti sconfitti e sono sul punto di essere distrutti: tuttavia Koichi li salva, sacrificando sé stesso. Ciò conferisce a Takuya e Koji la forza di digievolvere in Susanoomon, Digievoluzione leggendaria di tutti i venti Digispirit uniti insieme. Lucemon Chaos Mode viene quindi sconfitto dalla straordinaria forza di Susanoomon e viene assorbito: tuttavia, solo la sua parte positiva viene acquisita dai Digiprescelti. La sua parte negativa, invece, si riconfigura in un Digimon ancora più potente: Lucemon Shadowlord Mode.
Sciolta la Digievoluzione leggendaria, i Digiprescelti non riescono a fermare il Digimon con le loro normali Digievoluzioni e si perdono d'animo, ma grazie ai Digispirit dei dieci Leggendari Guerrieri riescono nuovamente a dar vita alla Leggendaria Digievoluzione Spirit e digievolvono nuovamente, stavolta tutti e cinque, in Susanoomon, riuscendo ad impedire a Lucemon Shadowlord Mode di penetrare nel mondo reale, avvenimento che avrebbe comportato il suo totale sconvolgimento, e rispedendolo a Digiworld, dove avviene la battaglia finale. Susanoomon scopre che Lucemon Shadowlord Mode è controllato da un altro Digimon, Lucemon Larva, nascosto in una sfera oscura che Lucemon Shadowlord Mode ha sempre tra le mani. Susanoomon sconfigge quindi prima Lucemon Larva e poi Lucemon Shadowlord Mode, ormai senza controllo. Tuttavia, Lucemon Larva è sopravvissuto e attacca Susanoomon, ma viene infine sconfitto dai dieci Leggendari Guerrieri che uno ad uno si separano dal corpo di Susanoomon e lo colpiscono, eliminandolo definitivamente e ripristinando Digiworld al suo stato originale, riportando così la pace. Con l'assorbimento dei dati positivi di Lucemon, presi da Susanoomon in precedenza, ciò lascia intendere che un Lucemon buono rinascerà.
Lucemon è doppiato in giapponese da Kumiko Nishihara nella forma normale e da Ryūsei Nakao nella Chaos Mode e in italiano da Sabrina Duranti nella forma normale e da Massimiliano Alto nella Chaos Mode.

### Leggendari Guerrieri originali
I Leggendari Guerrieri (十闘士?, Juttōshi) sono un gruppo di Digimon di livello mega. Il gruppo è formato da AncientGreymon, AncientGarurumon, AncientBeetlemon, AncientKazemon, AncientMegatheriummon, AncientVolcamon, AncientTroiamon, AncientMermaimon, AncientWisemon e AncientSphinxmon. Il gruppo, nonostante l'importanza non prende parte realmente alla serie: essi fanno parte della storia di Digiworld e non esistono più nella continuity della trama, appaiono però in un flashback nell'episodio "I Cavalieri Reali". Tuttavia, essi non solo lasciarono le loro abilità ai vari tipi di Digimon che li succedettero, ma conferirono anche i loro poteri ai Digimon Angelici sotto forma di Digispirit.
Il Digiworld di Frontier molto tempo prima dell'inizio della serie si ritrovò coinvolto in una guerra tra Digimon di tipo Umano e Digimon di tipo Animale. La guerra finì quando il Digimon angelo Lucemon riportò la pace tra i due gruppi. Tuttavia, presto Lucemon venne corrotto ed iniziò a governare con il pugno di ferro sul mondo digitale. Durante questo periodo, dieci Digimon fecero la loro comparsa e combatterono Lucemon, sigillandolo nel centro di Digiworld, conosciuto come l'"Area Oscura". Questi dieci Digimon erano gli antichi Leggendari Guerrieri.
L'atto di sigillare Lucemon, però, costò a questi Digimon le loro vite. Tuttavia, prima di morire, i dieci utilizzarono i loro stessi dati per creare dieci coppie di Digispirit, che avrebbero potuto essere usate da nuovi Leggendari Guerrieri nel recente futuro. I Digispirit vennero quindi affidati ai tre Digimon Angelici: quelli della Luce e del Vento a Seraphimon; quelli del Fuoco, del Tuono e del Ghiaccio ad Ophanimon; quelli della Terra, del Legno, dell'Acqua, del Ferro e delle Tenebre a Kerpymon.
Nel film Island of Lost Digimon viene rivelato che un tempo AncientGreymon e AncientGarurumon combatterono contro un Digimon malvagio chiamato Ornithmon, sigillandolo poi su un'isola fluttuante nel cielo, la stessa sulla quale si svolge l'intero film. Quando Ornithmon viene risvegliato da Murmuxmon, i due Leggendari Guerrieri appaiono nuovamente per distruggere Ornithmon, stavolta definitivamente.
Esistono dieci Leggendari Guerrieri e ognuno di loro rappresenta uno degli elementi fondanti di Digiworld. Questi Digimon si distinguono dagli altri per la presenza del prefisso "Ancient" ("Antico") nel loro nome.

#### AncientGreymon
AncientGreymon (エンシェントグレイモン?) è il Leggendario Guerriero che rappresenta l'elemento del Fuoco e la sua eredità è costituita dai Digispirit del Fuoco Umano ed Animale, rispettivamente Agunimon e BurningGreymon.
L'aspetto fisico di AncientGreymon non è nient'altro che una sintesi dei tratti fisici di Agunimon e BurningGreymon, in una combinazione diversa, più simile a quella di un animale quadrupede, rispetto a quella di Aldamon, Doppia Digievoluzione Spirit dei due Digispirit del Fuoco. Le abilità di AncientGreymon furono tramandate ai Digidraghi o ai Digimon con poteri legati al fuoco.

#### AncientGarurumon
AncientGarurumon (エンシェントガルルモン?) è il Leggendario Guerriero che rappresenta l'elemento della Luce e la sua eredità è costituita dai Digispirit della Luce Umano ed Animale, rispettivamente Lobomon e KendoGarurumon.
L'aspetto fisico di AncientGarurumon non è nient'altro che una sintesi dei tratti fisici di Lobomon e KendoGarurumon, in una combinazione diversa, più simile a quella di un enorme spadaccino, rispetto a quella di Beowulfmon, Doppia Digievoluzione Spirit dei due Digispirit della Luce. Le abilità di AncientGarurumon furono tramandate ai Digimon guerrieri.

#### AncientBeetlemon
AncientBeetlemon (エンシェントビートモン?, AncientBeatmon) è il Leggendario Guerriero che rappresenta l'elemento del Tuono e la sua eredità è costituita dai Digispirit del Tuono Umano ed Animale, rispettivamente Beetlemon e MetalKabuterimon.
L'aspetto fisico di AncientBeetlemon è la sintesi di diversi tratti fisici di alcuni insetti come lo scarabeo rinoceronte e lo scarabeo lucanide. La sua corazza ha una durevolezza che rivaleggia con quella del Digiclonoide, tanto che le falci presenti sulle sue braccia possono agevolmente penetrare qualsiasi materiale, mentre AncientBeetlemon può facilmente sollevare oggetti che sono centinaia di volte più pesanti della sua massa corporea. Le abilità di AncientBeetlemon furono tramandate ai Digimon insetto.

#### AncientKazemon
AncientKazemon (エンシェントイリスモン?, AncientIrismon) è il Leggendario Guerriero che rappresenta l'elemento del Vento e la sua eredità è costituita dai Digispirit del Vento Umano ed Animale, rispettivamente Kazemon e Zephyrmon.
L'aspetto fisico di AncientKazemon è quello di una donna dalla bellissima figura composta dai colori dell'arcobaleno, che solca i cieli con le sue ampie ali dorate. Si dice che, erigendo ponti fatti con l'arcobaleno, AncientKazemon possa muoversi liberamente anche attraverso la terra e le distese marine. Le sue abilità sono state tramandate ai Digimon uccello e ai Digimon folletto.

#### AncientMegatheriummon
AncientMegatheriummon (エンシェントメガテリウモン?, AncientMegatheriumon) è il Leggendario Guerriero che rappresenta l'elemento del Ghiaccio e la sua eredità è costituita dai Digispirit del Ghiaccio Umano ed Animale, rispettivamente Kumamon e Korikakumon.
L'aspetto fisico di AncientMegatheriummon rispecchia il significato del suo nome: questo Digimon è molto simile ad un Megatherium dal pelo bianco, raccolto in ciocche da dei fermagli rossi. Sul capo, inoltre, sono presenti due grosse corna simili a quelle di un muflone. Si dice che il potere ed il coraggio che lo contraddistinguono possono farlo adattare anche alle temperature rigide della gelata tundra. Le abilità di AncientMegatheriummon furono tramandate ai Digimon mammifero e a quelli con poteri legati al Ghiaccio.

#### AncientVolcamon
AncientVolcamon (エンシェントボルケーモン?) è il Leggendario Guerriero che rappresenta l'elemento della Terra e la sua eredità è costituita dai Digispirit della Terra Umano ed Animale, rispettivamente Grumblemon e Gigasmon.
L'aspetto fisico di AncientVolcamon è la sintesi perfetta del suo nome: il suo corpo è formato da un globo di roccia, il cui dorso termina con il cratere di un vulcano. Dal globo di roccia fuoriescono quindi la sua testa, le braccia e le gambe. È il più potente dei Leggendari Guerrieri a causa delle altissime temperature del magma all'interno del suo corpo. Le abilità di AncientVolcamon furono tramandate ai Digimon roccia.

#### AncientTroiamon
AncientTroiamon (エンシェントトロイアモン?) è il Leggendario Guerriero che rappresenta l'elemento del Legno e la sua eredità è costituita dai Digispirit del Legno Umano ed Animale, rispettivamente Arbormon e Petaldramon.
L'aspetto fisico di AncientTroiamon è la sintesi perfetta del suo nome: è infatti molto simile al Cavallo di Troia originale, ovvero un grande cavallo fatto di legno. Tuttavia, AncientTroiamon è costituito anche da alcune parti di metallo e all'interno della sua struttura sono celate moltissime armi, a partire dai grandi cannoni che fuoriescono dalla sua bocca e dal suo petto. È inoltre il più grande di dimensioni dei Leggendari Guerrieri. Le abilità di AncientTroiamon furono tramandate ai Digimon pianta.

#### AncientMermaimon
AncientMermaimon (エンシェントマーメイモン?) è il Leggendario Guerriero che rappresenta l'elemento dell'Acqua e la sua eredità è costituita dai Digispirit dell'Acqua Umano ed Animale, rispettivamente Lanamon e Calmaramon.
L'aspetto fisico di AncientMermaimon è la sintesi perfetta del suo nome: ha infatti tutte le caratteristiche fisiche di una sirena dai lunghi capelli bianchi. Ha inoltre due ali ed indossa un'armatura ed un elmetto di colore verde acqua. Infine, la sua arma è un tridente dorato. È la dea guardiana del luogo da cui si sono originati i Digimon, l'"Oceano Net", governandone la totalità ed essendo in grado di gestirne tutta l'acqua, ad esempio le correnti oceaniche e le onde anomale, come se fossero dei suoi arti. Si dice che diversi continenti ed isole sono stati spazzati via durante i momenti di rabbia di AncientMermaimon. Le abilità di AncientMermaimon furono tramandate ai Digimon acquatici.

#### AncientWisemon
AncientWisemon (エンシェントワイズモン?) è il Leggendario Guerriero che rappresenta l'elemento del Ferro e la sua eredità è costituita dai Digispirit del Ferro Umano ed Animale, rispettivamente Mercurymon e Sephirotmon.
L'aspetto fisico di AncientWisemon deriva da Zhuge Liang, cancelliere di Shu e grande stratega. Il suo corpo è composto principalmente da uno specchio dalla cornice dorata, ricoperto da una lunga veste verde dai bordi verdi e da un grosso copricapo verde, argentato e fucsia. Le abilità di AncientWisemon furono tramandate ai Digimon mutanti. È l'essere più saggio esistente a Digiworld grazie agli Akashic Records, che registrano tutti gli intelletti eccellenti fin dai tempi antichi; si dice che non esiste nulla che AncientWisemon non conosca. Possiede infatti la conoscenza del lontano passato e può anche predire il lontano futuro. Inoltre, si dice che lo specchio che costituisce il corpo del Digimon sia connesso al mondo degli spiriti. I kanji impressi sui fermagli della sua veste si leggono "Kongming" (孔明?, "Kou Min"), il nome di cortesia di Zhuge Liang.

#### AncientSphinxmon
AncientSphinxmon (エンシェントスフィンクモン?) è il Leggendario Guerriero che rappresenta l'elemento delle Tenebre e la sua eredità è costituita dai Digispirit delle Tenebre Umano ed Animale, rispettivamente Lowemon e JagerLowemon.
L'aspetto fisico di AncientSphinxmon è la sintesi perfetta del suo nome: è infatti molto simile ad una sfinge nera, con ali, tratti del volto, artigli e parti della coda dorate. Le sue abilità furono tramandate ai Digimon oscuri.

## Altri Digimon minori

### Alleati

#### Angemon
Angemon (エンジェモン?) è un Digimon angelo di livello campione che appare nell'episodio "Un incontro inatteso". Emissario di Ophanimon, Angemon era stato da lei inviato a proteggere i quattro bambini convocati a Digiworld che non avevano evocato i Digispirit ma che non avevano alcuna intenzione di tornare a casa. Il suo compito era quello di proteggerli e provare a convincerli a tornare a casa, ma Katsuharu, Teppei, Chiaki e Teruo ignoravano costantemente i suoi consigli, credendo che Angemon fosse il loro Digimon. Quando il loro gruppo e quello dei Digiprescelti si incontrano alla Zona Commerciale, Angemon protegge i Digiprescelti da Sagittarimon e spiega loro la situazione. Affronta quindi Sagittarimon e la sua armata di Centarumon, sconfiggendoli, anche grazie all'aiuto di Korikakumon e degli altri Leggendari Guerrieri. Viene eliminato da Dynasmon ed il suo Digicodice viene assorbito dal Cavaliere Reale.

#### Baronmon
Baronmon (バロモン?, Baromon) è un Digimon mago di livello armor che appare nell'episodio "I Cavalieri Reali". Inizialmente attacca i Digiprescelti e li mette alla prova, poi, una volta spiegate le proprie ragioni, spiega loro diverse cose della storia di Digiworld e predice l'imminente ritorno di Lucemon e dei Cavalieri Reali, consigliando ai ragazzi di tornare a casa per non combattere una guerra che non è la loro. Ottenuto un secco rifiuto, Baronmon difende J.P., Zoe, Tommy e Koichi nella successiva battaglia contro i Cavalieri Reali, sacrificando la propria vita per salvare quella dei Digiprescelti.

#### Datamon
Datamon (ナノモン?, Nanomon) è un Digimon macchina di livello evoluto che appare nell'episodio "Il valore dell'onestà". È un rigattiere dell'Elettromercato di Akiba, che entra in possesso dei Digivice D-Tector rubati ai ragazzi, comprandoli dai Toucanmon. Tommy lo trova intento a giocare ad un videogioco nel suo negozio allo scopo di ottenere uno strano programma. Tommy riesce a vincere il gioco per Datamon e quest'ultimo si rivela in possesso dei Digivice rubati, smontandoli per capire cosa siano. Tommy fa un patto con Datamon: se entro un'ora gli porterà qualcosa di pari valore, potrà riavere indietro i Digivice. Tuttavia, Arbormon gli porta i Toucanmon e la vecchia cinepresa che i Digimon avevano ottenuto per i Digivice, reclamando per sé i Digivice. Datamon osserva però il contenuto della cinepresa, la quale ha registrato il salvataggio dei Toucanmon, caduti nel ghiaccio poco prima, da parte di Tommy e decide di ridare a lui i Digivice. Arbormon non la prende bene, slidedigievolve Petaldramon e fa a pezzi il suo negozio. Tommy sopraggiunge in quel momento e soccorre Datamon, che gli restituisce il Digivice con un'importante modifica: l'acquisizione del suo Digispirit Animale del Ghiaccio, contenuto nel programma vinto da Tommy stesso ad inizio episodio. Tommy digievolve quindi Korikakumon, batte Petaldramon e salva la situazione.
Datamon riappare successivamente per breve tempo nell'episodio "Alla difesa dell'Elettromercato di Akiba", in cui, insieme a Sepikmon e ai Toucanmon, aiuta i Digiprescelti a preparare le difese dell'Elettromercato di Akiba per l'imminente battaglia contro i Cavalieri Reali.
Altri tre Datamon al servizio dei Leggendari Guerrieri malvagi appaiono nell'episodio "Il potere di un Digimon", intenti a smontare i Digivice di J.P., Zoe e Tommy per estrarne i Digispirit.

#### Dinohyumon e Grizzlymon
Dinohyumon (ディノヒューモン?, Dinohumon), Digidrago di livello campione, e Grizzlymon (グリズモン?, Gryzmon), Digimon animale di livello campione, appaiono nel film Island of Lost Digimon e sono i comandanti in seconda rispettivamente della fazione dei Digimon umani e di quella dei Digimon animali. Sono i più decisi di tutti a portare avanti la guerra contro le fazioni avversarie e non hanno pietà per nessuno, nemmeno per Kotemon e Bearmon che, seppur appartenendo a fazioni diverse, sono molto amici. I due vengono manovrati però da Murmuxmon, un Digimon mutaforma che è in grado di prendere le sembianze di Darcmon (ダルクモン) e Hyppogriffomon (ヒポグリフォモン), leader delle rispettive fazioni, allo scopo di risvegliare Ornithmon, un Digimon che un tempo era stato una calamità per Digiworld ed era stato imprigionato da AncientGreymon e AncientGarurumon, due degli antichi Leggendari Guerrieri. Dopo la fine della nuova minaccia di Ornithmon, i due si rendono conto della follia che hanno contribuito a generare e mettono fine una volta per tutte alla guerra.

#### Floramon
I Floramon (フローラモン?) sono dei Digimon pianta di livello intermedio che appaiono nell'episodio "La stazione abbandonata". Sono gli abitanti di Soyokaze Village, una stazione ormai abbandonata a causa dei Mushroomon, che hanno contribuito a rendere desolata la zona e ad allontanarne tutti i visitatori. J.P. e Zoe decidono di aiutarli, anche perché pare che nelle vicinanze ci sia un Digispirit. Quando i Mushroomon attaccano, Zoe trova il suo Digispirit che le permette di digievolvere Kazemon e li affronta, ma quando i Mushroomon digievolvono Woodmon è necessario l'intervento di Lobomon per salvare Kazemon e Soyokaze Village.

#### Goatmon
Goatmon (ゴートモン?) è un Digimon animale di livello armor che appare negli episodi "La battaglia decisiva! Il piano di salvataggio per Ophanimon alla Stella Rosa" e "Il vero Kerpymon". È un emissario di Ophanimon, che i Digiprescelti incontrano nelle segrete del castello di Kerpymon e che propone loro di accompagnarli dal Digimon Angelico. Goatmon assolve al suo scopo ed i ragazzi riescono finalmente ad incontrare Ophanimon; tuttavia, quando giunge Kerpymon, il Digimon viene velocemente eliminato dal Digimon Angelico corrotto, che definisce Goatmon nient'altro che una sua pedina.

#### Gomamon
I Gomamon (ゴマモン?) sono dei Digimon acquatici di livello intermedio che appaiono nell'episodio "Il successo di Zoe". I Digiprescelti li incontrano durante l'inseguimento dei Toucanmon poco lontano dalla loro isola, l'Isola di Goma, sulla quale non possono più tornare a causa delle fortissime correnti che da qualche tempo ne bloccano la via d'accesso. I Digiprescelti decidono di andare ad investigare, ma vengono attaccati da Calmaramon, che sconfigge Kazemon e la fa precipitare negli abissi. Tuttavia, Zoe scopre la causa delle correnti: è il suo Digispirit Animale del Vento, che le permette di digievolvere Zephyrmon, di sconfiggere Calmaramon e di far tornare i Gomamon al loro luogo d'origine.

#### Gotsumon/Meteormon
Gotsumon (ゴツモン?, Gottsumon) è un Digimon roccia di livello intermedio che appare negli episodi "Il Digispirit Animale" e "Il ritorno di Gotsumon". È un Digimon da sempre ossessionato dal ritrovamento del leggendario Digispirit, che verrà liberato alla presenza dei tre Occhi del Guardiano. Quando il suo villaggio viene attaccato da Gigasmon, il Digimon si rivela ancora più determinato a trovarlo per digievolvere e sconfiggere il Digimon malvagio. Incontra però Koji e capisce che è lui il vero proprietario del Digispirit. Lo aiuta infatti a ritrovarlo, salvandogli la vita svariate volte e dandogli la possibilità così di digievolvere KendoGarurumon. Ritorna verso la fine della serie, quando né lui né i Digiprescelti riescono ad evitare che il settore dove si trova il suo villaggio venga acquisito dai Cavalieri Reali. Decide quindi di seguire i ragazzi al settore della Foresta, dove si trova anche il castello di Seraphimon, per dare loro una mano a sconfiggere i Cavalieri Reali. Vedere il suo amico Koji nei guai attiva in lui la Digievoluzione, che lo trasforma in Meteormon (インセキモン?, Insekimon), un Digimon di livello evoluto. Il Digimon è molto potente, ma viene sconfitto da Crusadermon. Inoltre, per salvare lui, MagnaGarurumon, Iperdigievoluzione Spirit di Koji, è costretto a lasciar assorbire il settore della Foresta. Gotsumon decide quindi di separarsi dal gruppo, perché capisce che non sarebbe stato altro che un fastidio, facendosi però promettere da Koji di salvare Digiworld.
Alcuni Meteormon appaiono anche nell'episodio "Bloccati sulla luna" sulla luna di Seraphimon.

#### Hamburgermon e Torikaramon
Gli Hamburgermon (バーガモン?, Burgamon), Digimon animale di livello intermedio, ed i Torikaramon (とりからボールモン?, TorikaraBallmon), Digimon animale di livello primo stadio, sono una famiglia di Digimon che appaiono nell'episodio "Cuochi leggendari". Risiedono a Burgermon Village, luogo in cui i Digiprescelti giungono grazie ad un premio vinto da Takuya al Festival del Sibilo. Il padre di questa famiglia, il miglior cuoco del villaggio, è stato rapito da Petaldramon affinché prepari moltissimi panini per lui. I Digiprescelti decidono quindi di preparare anche loro dei panini per riuscire a liberarlo. Grazie ad una creazione di Tommy, lui, Zoe e J.P. riescono ad infiltrarsi nel castello di Petaldramon, a salvare Papà Hamburgermon ed i Torikaramon e a riportarli a casa.
Alcuni Hamburgermon appaiono anche nell'episodio "Bloccati sulla luna" sulla Luna di Seraphimon.

#### Kotemon e Bearmon
Kotemon (コテモン?), Digimon rettile di livello intermedio, e Bearmon (ベアモン?), Digimon animale di livello intermedio, appaiono nel film Island of Lost Digimon e sono due Digimon molto amici tra di loro, benché appartenenti rispettivamente alla fazione dei Digimon umani e a quella dei Digimon animali. I due non concepiscono la follia di questa guerra e cercano di continuare ad essere amici, ma vengono continuamente ostacolati da Dinohyumon e Grizzlymon. Durante tutto il film aiutano i Digiprescelti a ricomporre una vecchia parete di roccia che contiene un'antica profezia. Scoprono quindi che Ornithmon, che tutti celebravano come un Dio e del quale auspicavano la rinascita, era stato in realtà una calamità per Digiworld. Quando Murmuxmon riesce a riportarlo in vita, Kotemon per cercare di proteggere Bearmon ed i Digiprescelti assorbe con il suo corpo un attacco di Ornithmon e torna ad essere un Digiuovo. Il dolore di Bearmon per la fine dell'amico risveglia quindi AncientGreymon e AncientGarurumon, i Leggendari Guerrieri che avevano originariamente sigillato Ornithmon. I due sconfiggono nuovamente il Digimon malvagio e salvano l'isola, per poi svanire nell'aria.
L'epilogo del film mostra un allegro Kotemon, nuovamente schiusosi dal suo Digiuovo, giocare con Bearmon e gli altri Digimon una volta terminata l'assurda guerra che li separava.

#### Kokuwamon
I Kokuwamon (コクワモン?) sono dei Digimon macchina di livello intermedio che appaiono nell'episodio "La Fabbrica del Vento". Apparentemente lavorano civilmente in una fabbrica impegnata nella produzione di ventilatori, ma i Digiprescelti scoprono che dei Goblimon, capeggiati da Snimon, li stanno sfruttando, obbligandoli a lavorare in condizioni inumane. I ragazzi decidono quindi di aiutarli, sgominando la resistenza dei Goblimon. A quel punto interviene Snimon, ma J.P., unico a non avere ancora un Digispirit, trova il proprio Digispirit del Tuono nascosto dietro una parete e digievolve Beetlemon, sconfiggendo Snimon e liberando i Kokuwamon.

#### Mamemon
I Mamemon (マメモン?) sono dei Digimon mutante di livello evoluto che appaiono nell'episodio "Il villaggio del Fagiolo Gigante". Sono insediati a Mamenoki Village, un villaggio con al suo interno un'enorme pianta di fagioli. I Cavalieri Reali non riescono ad assorbire il settore e sono alla ricerca di una fantomatica chiave per farlo, rapendo così Katsuharu, Teppei, Chiaki e Teruo per farsene rivelare la posizione. L'intervento di KaiserGreymon e MagnaGarurumon non migliora la situazione e, per salvare loro la vita, il capo dei Mamemon è costretto a rivelare la posizione della chiave ai Cavalieri Reali, che la distruggono ed assorbono l'intero settore. Dopo il combattimento, i Mamemon vengono portati al sicuro da un Trailmon.

#### Monzaemon/WaruMonzaemon
Monzaemon (もんざえモン?) è un Digimon balocco di livello evoluto che appare nell'episodio "Il Paese dei Balocchi". È un Digimon inizialmente amichevole che vuole solo giocare con i Digiprescelti, ma successivamente viene corrotto dai BlackToyAgumon e trasformato in WaruMonzaemon (ワルもんざえモン?). Il Digimon rapisce quindi Tommy, approfittando di una discussione tra Takuya e Koji. Quando i due, dopo aver sconfitto i BlackToyAgumon, ritrovano il loro amico, questo sta facendo una partita ad un videogioco insieme a Monzaemon, tornato normale per la sconfitta dei BlackToyAgumon.

#### Nefertimon
Nefertimon (ネフェルティモン?) è un Digimon animale di livello armor che appare nell'episodio "Lucemon si rivela". È la custode del castello di Ophanimon, che si trova all'interno del settore della Luce, ultimo settore di Digiworld ad essere assorbito dai Cavalieri Reali. Per impedirne l'acquisizione, i Digiprescelti cercano ovunque il Digicodice della zona prima dell'arrivo di Dynasmon e Crusadermon per metterlo al sicuro, ma non lo trovano. I Cavalieri Reali sanno invece che esso è racchiuso nei dati di Nefertimon stessa e cercano di rapirla, ma KaiserGreymon e MagnaGarurumon gli si oppongono. Nefertimon chiede ai Digiprescelti di essere distrutta per salvare il settore, ma i ragazzi si oppongono a questa soluzione. Nonostante una battaglia più agguerrita ed equilibrata del solito, i Leggendari Guerrieri vengono sconfitti da un attacco di Lucemon dall'Area Oscura, che permette a Dynasmon e Crusadermon di prendere Nefertimon e trasformarla nel Digicodice, acquisendo così l'ultimo settore di Digiworld e risvegliando Lucemon.

#### Pandamon
Pandamon (パンダモン?) è un Digimon balocco di livello evoluto che appare nell'episodio "Il Paese dei Balocchi". È un Digimon pacifico che aiuta Takuya e Koji ad infiltrarsi nel castello di WaruMonzaemon, all'interno del quale è nascosto Tommy, rapito poco prima da WaruMonzaemon stesso. Una volta sconfitti i BlackToyAgumon che avevano corrotto Monzaemon ed aver salvato Tommy, Pandamon dice ai Digiprescelti che gli ora riconvertiti ToyAgumon sono disposti a riaccompagnarli dal resto del gruppo.

#### Sharmamon
Sharmamon (シャーマモン?, Shamanmon) è un evil Digimon di livello intermedio che appare nell'episodio "Il villaggio dei veggenti". È uno degli indovini del villaggio, che sembrano essere tutti ciarlatani, ma Bokomon insiste sull'autenticità dei poteri di questo Digimon. Sharmamon predice un futuro particolarmente difficile per Takuya e Tommy se questi non saranno in grado di fare le scelte giuste. In quel momento i Digiprescelti subiscono l'attacco di Grumblemon e di Rockmon. Poco dopo, l'intervento di BurningGreymon li salva da Rockmon, tuttavia il Digimon sembra fuori controllo. In realtà in BurningGreymon si cela Sharmamon, che è stato posseduto dal Digispirit Animale del Fuoco, rinvenuto nel suo tempio dopo l'attacco di Grumblemon. Agunimon, anche grazie alla volontà dello stesso Sharmamon, riesce a sconfiggere BurningGreymon in combattimento, assorbendo il suo Digispirit Animale, e a salvare Sharmamon.

#### Sepikmon
Sepikmon (セピックモン?) è un Digimon mago di livello armor che appare nell'episodio "Il potere di un Digimon". Sepikmon vuole attaccare Bokomon e Neemon per "diventare loro amico": è infatti convinto che i veri amici si facciano acquisire per poter rimanere sempre insieme agli altri. In quel momento sopraggiunge Agunimon, che spiega a Sepikmon cosa sia in realtà l'amicizia e che loro possono essere amici senza assorbirsi a vicenda. Sepikmon, riconoscente, indica ad Agunimon, Bokomon e Neemon la posizione di Lanamon e Mercurymon, i quali avevano precedentemente catturato J.P., Zoe e Tommy.
Sepikmon riappare nell'episodio "Alla difesa dell'Elettromercato di Akiba", in cui, insieme a Datamon e ai Toucanmon aiuta i Digiprescelti a costruire le difese dell'Elettromercato di Akiba per l'imminente battaglia contro i Cavalieri Reali.
Un altro Sepikmon appare nell'episodio "Il villaggio dei veggenti" ed è uno dei ciarlatani che popolano il Villaggio.

#### ShellNumemon
Gli ShellNumemon (カラツキヌメモン?, KaratsukiNumemon) sono dei Digimon crostaceo di livello campione che appaiono nell'episodio "La Digievoluzione Slide". Gli ShellNumemon sono tormentati da Grumblemon, che ha portato via il Digicodice del loro fiume ed ora reclama anche quello della montagna dove si trovano le loro case, e per questo chiedono aiuto ai Digiprescelti. Tuttavia, i ragazzi commettono l'errore di rivelare ai Digimon la loro identità di Leggendari Guerrieri e, poiché anche Grumblemon è un Leggendario Guerriero, benché malvagio, gli ShellNumemon credono che i Digiprescelti siano suoi complici. Tuttavia, presto i Digimon si rendono conto dell'errore e liberano i ragazzi quando Grumblemon li attacca; il loro intervento, in ogni caso, non riesce ad impedire a Grumblemon l'acquisizione della montagna, il cui Digicodice è stato nel frattempo liberato.

#### Sorcerymon
Sorcerymon (ソーサリモン?), chiamato Socerymon nell'edizione italiana, è un Digimon mago di livello campione che appare nell'episodio "I segreti di Digiworld". È un emissario di Seraphimon a cui Ophanimon ha assegnato il compito di proteggere il suo padrone dopo che questi fu posto in un sonno eterno da Kerpymon. Da allora Sorcerymon aspettò pazientemente che qualcuno risvegliasse Seraphimon e ciò finalmente accade quando Takuya, Koji, J.P., Zoe e Tommy giungono alla Stazione nella Foresta. Grazie ai loro Digivice i cinque sono in grado prima di raggiungere il castello di Seraphimon e poi di liberare il Digimon Angelico, svegliandolo dal suo sonno. Tuttavia, i Leggendari Guerrieri malvagi giungono anch'essi al Castello ed eliminano Seraphimon, non ancora nel pieno delle sue forze, riducendolo ad un Digiuovo. Sorcerymon provvede una via di fuga ai Digiprescelti, affidando loro il Digiuovo. Quindi, il Digimon tiene impegnati gli emissari di Kerpymon, sacrificandosi per permettere ai Digiprescelti di fuggire con il Digiuovo di Seraphimon.
Sorcerymon torna brevemente nell'episodio "Il ritorno di Gotsumon", quando il suo spirito salva i Digiprescelti dal crollo del Castello di Seraphimon.

#### Starmon e SuperStarmon
Gli Starmon (スターモン?) sono dei Digimon mutante di livello campione che appaiono nell'episodio "Bloccati sulla luna". Questi Digimon popolano la luna di Seraphimon e salvano i Digiprescelti quando questi vi giungono dopo la loro prima sconfitta per mano dei Cavalieri Reali. Koichi, infatti, incontra degli Starmon in ricognizione e questi si prendono cura degli altri, piuttosto malconci. Il capo degli Starmon è SuperStarmon (スーパースターモン?), che dirige anche la stazione spaziale in cui i ragazzi vengono portati. SuperStarmon spiega la situazione ai Digiprescelti e dà loro degli importanti consigli per aiutarli a tornare a casa.

#### Swanmon
Swanmon (スワンモン?) è un Digimon volatile di livello armor che appare nell'episodio "Salvate le Digiuova!". È la custode della Città della Rinascita ed è anche colei che si occupa delle Digiuova e dei Digimon appena nati. Quando i Digiprescelti giungono alla Città della Rinascita la aiutano nelle sue faccende, offrendosi poi di andare a chiedere aiuto ai Trailmon affinché questi portino le Digiuova in un posto più sicuro. Mentre i ragazzi sono via, Dynasmon e Crusadermon attaccano la Città della Rinascita e feriscono Swanmon. I Digiprescelti tornano a difendere le Digiuova e KaiserGreymon e MagnaGarurumon combattono contro i Cavalieri Reali. Benché i Cavalieri Reali riescano infine ad assorbire il settore, Zoe riesce a convincere i Trailmon ad aiutarli e lei e gli altri ragazzi non impegnati nel combattimento caricano le Digiuova sui Trailmon. Anche Swanmon viene messa in salvo, ringraziando i Digiprescelti per quanto fatto.

#### Togemon e gli allievi della scuola Digimon
Togemon (トゲモン?) è un Digimon pianta di livello campione che appare nell'episodio "Amici in pericolo!". È il responsabile della scuola Digimon, che conta tra i suoi allievi Kapurimon (カプリモン?, Caprimon), Yaamon (ヤーモン?), Nyaromon (ニャロモン?), YukimiBotamon (ユキミボタモン?), Jyarimon (ジャリモン?), Zerimon (ゼリモン?), Conomon (ココモン?, Cocomon) ed un ribelle Tsunomon (ツノモン?). Tuttavia, Tsunomon è emarginato dai suoi compagni, che sembrano avere paura di lui. Quando è costretto a salvare Zoe, caduta in un fiume, Tsunomon si rivela in grado di digievolvere in Gabumon (ガブモン?): è questa la ragione per cui gli altri sembrano avere paura di lui. Tuttavia, quando durante una mareggiata Kapurimon cade in acqua, Kazemon e Beetlemon non possono intervenire perché occupati a salvare la scuola, quindi Tsunomon digievolve Gabumon e salva Kapurimon, venendo acclamato e finalmente integrato dagli altri Digimon.

#### Trailmon
I Trailmon (トレイルモン?) sono dei Digimon macchina di livello campione. Sono dei Digimon macchina il cui nome e design si ispirano alle rotaie (dall'inglese trail) e ai treni; tuttavia, ogni diverso modello di Trailmon è differente dagli altri nel suo aspetto fisico e trae ispirazione da una fonte differente allo scopo di individualizzarne ognuno. Inoltre, esiste più di un esemplare per ciascun modello, come evidenziato dall'incontro dei Digiprescelti con un vecchio Trailmon Angler in un Cimitero dei Trailmon. Nell'insieme, essi sono il principale mezzo di trasporto della serie, nella quale hanno la speciale capacità di collegare il mondo reale, il mondo umano, a quello digitale, Digiworld.

### Trailmon Worm
Trailmon Worm (トレイルモン（ワーム）?, Trailmon (Worm)) è un modello di Trailmon il cui nome e design derivano dalla parola inglese "worm", ("verme"). È infatti molto lungo, di colore marrone, ha quattro fanali gialli che fungono da occhi ed una grossa bocca con denti aguzzi. Worm è il Trailmon che trasporta tutti i Digiprescelti, ad eccezione di Koji Minamoto (trasportato invece da Angler), a Digiworld per la prima volta. Worm è anche il vincitore del Festival del Sibilo con pilota Takuya Kanbara. Sembra avere la capacità di emettere del fuoco come attacco o come meccanismo di difesa.
Sono doppiati in giapponese da Yanagisawa Eiji e Takashi Nagasako.

### Trailmon Angler
Trailmon Angler (トレイルモン（アングラー）?, Trailmon (Angler)) è un modello di Trailmon il cui nome e design derivano dalla parola inglese "anglerfish", (una classe di pesci chiamata "lofiformi"). È piuttosto tozzo, di colore azzurro con le fiancate laterali, simili a due pinne, arancioni. Ha inoltre un singolo occhio rosso, un'antenna sulla testa che termina con una luce ed una bocca con denti piuttosto squadrati. Angler è il treno che trasporta Koji a Digiworld per la prima volta. È piuttosto goloso di cioccolato. Un Trailmon vicino alla morte si trova nel Cimitero dei Trailmon e viene lì trovato da JP Shibayama, Zoe Ayamoto e Tommy Hiyomi. I ragazzi gli chiedono informazioni riguardo alla Stella Rosa e lui li imbroglia affinché i ragazzi lo ripuliscano e lo sistemino in tempo per la sua rinascita. Un altro Angler appare al Festival del Sibilo e partecipa alla competizione con Tommy.
È doppiato in giapponese da Kamibeppu Hitoshi e Daisuke Ishikawa.

### Trailmon Franken
Trailmon Franken (トレイルモン（フランケン）?, Trailmon (Franken)) è un modello di Trailmon il cui nome e design derivano dal Mostro di Frankenstein. È infatti piuttosto grosso, di colore rosso, ha due piccoli occhi verdi ed una grossa bocca metallica con denti squadrati. Ai lati della parte iniziale della locomotiva sono anche presenti due bulloni, tipici della creatura a cui questo Trailmon è ispirato. Franken trasporta spesso Koji in giro per Digiworld. Gli piace molto dormire. È sarcastico e molto flemmatico. Partecipa al Festival del Sibilo con Koji come pilota.
È doppiato in giapponese da Nagano Yoshikazu.

### Trailmon Mole
Trailmon Mole (トレイルモン（モール）?, Trailmon (Mole)) è un modello di Trailmon il cui nome e design derivano dalla parola inglese "mole" ("talpa"). È infatti piuttosto piccolo, di colore rosa, ha due occhi verdi ed un muso proprio delle talpe. Ai lati della locomotiva, inoltre, sono anche presenti due "zampe" che ricoprono le ruote del Trailmon. Mole è l'unico Trailmon a non trasportare passeggeri a causa del fatto che soffre molto il solletico. È anche piuttosto lamentoso. Tuttavia, permette a Zoe di essere il suo pilota al Festival del Sibilo. È anche il Trailmon che riporta i Digiprescelti a Digiworld dopo che questi avevano utilizzato un razzo per andare via dalla Luna di Seraphimon.
È doppiato in giapponese da Romi Paku.

### Trailmon Buffalo
Trailmon Buffalo (トレイルモン（バッファロー）?, Trailmon (Buffalo)) è un modello di Trailmon il cui nome e design derivano dalla parola inglese "buffalo" ("bufalo"). È grosso e lungo, di colore grigio scuro, con un solo occhio verde. Sulla cima e ai lati della locomotiva, inoltre, sono anche presenti tre "corna" di colore dorato. Buffalo ride moltissimo e quasi investe i Digiprescelti nell'episodio "La fabbrica del vento". Compete con WereGarurumon (Black) e Doggymon al Festival del Sibilo e spesso, durante la corsa, provoca Worm facendo il bullo.
È doppiato in giapponese da Tomoyuki Shimura.

### Trailmon Ball
Trailmon Ball (トレイルモン（ボール）?, Trailmon (Ball)) è un modello di Trailmon il cui nome e design derivano dalla parola inglese "ball" ("palla"). È un Trailmon giallo piuttosto piccolo, la cui parte principale è a forma di sfera. Ha due piccole braccia che costituiscono anche la sua forza motrice. Sulla parte posteriore del Trailmon è presente un ombrello. I Digiprescelti sono a bordo di Ball all'inizio del film, fin quando non vengono investiti dal confronto tra i Digimon di tipo Umano e quelli di tipo Animale.

### Trailmon Kettle
Trailmon Kettle (トレイルモン（ケトル）?, Trailmon (Kettle)) è un modello di Trailmon il cui nome e design derivano dalla parola inglese "kettle" ("bollitore"). È un Trailmon di medie dimensioni, di colore giallo con un beccuccio rosso sulla parte anteriore e due occhi azzurri. Kettle aiuta i Digiprescelti - e il Digiuovo di Seraphimon - a scappare dai Leggendari Guerrieri corrotti. Tuttavia, Grumblemon e Arbormon la spiano e rintracciano il percorso da lei preso per far fuggire i Digiprescelti. Compete anche con Neemon al Festival del Sibilo, ma è costretta a fermarsi quasi subito perché Neemon si addormenta e lei fa altrettanto.
È doppiato in giapponese da Daisuke Sakaguchi.

### Trailmon Raccoon Dog
Trailmon Raccoon Dog (トレイルモン（ラクーンドッグ）?, Trailmon (Raccoon Dog)) è un modello di Trailmon il cui nome e design derivano dalla parola inglese "raccoon dog", ("procione"). È di medie dimensioni, di colore verde, ha due occhi gialli ed una bocca molto simile a quella dei procioni. Raccoon Dog appare per la prima volta all'inizio del Festival del Sibilo, al quale partecipa con J.P. come pilota. È anche uno dei Trailmon che aiutano a salvare le Digiuova dalla distruzione della Città della Rinascita.
È doppiato in giapponese da Masaaki Ishikawa.

### Trailmon delle Tenebre
Il Trailmon delle Tenebre (闇のトレイルモン?, Yami no Trailmon) è un modello di Trailmon il cui nome e design si basano sulle tenebre. È di dimensioni piuttosto grandi, di colore nero, e ha cinque occhi (uno anteriormente e due su ogni fiancata) rossi, contorniati da dei cerchi luminosi rossi concentrici. Il Trailmon delle Tenebre è il tramite tra la Stazione delle Tenebre ed il mondo umano. Porta infatti Takuya da Digiworld al mondo reale dopo la sua crisi di autostima interiore e lo riporta quindi a Digiworld quando il Digiprescelto del Fuoco ritrova la sua determinazione.
È doppiato in giapponese da Kouji Ishii.

#### Whamon
Whamon (ホエーモン?) è un Digimon animale acquatico di livello campione che appare nell'episodio "MetalKabuterimon, il guerriero del Tuono". Si trova nella caverna sotterranea in cui fuggono i Digiprescelti dopo aver lasciato il castello di Seraphimon. Solitamente è un Digimon pacifico, ma rinchiuso in quella caverna il Digimon crea qualche problema ai Digiprescelti, ai quali spiega che aveva sempre vissuto nell'oceano finché un giorno non aveva ingoiato uno strano oggetto e poi era stato trascinato nella caverna. I ragazzi cercano di aiutarlo come possono, ma poco dopo devono fronteggiare anche l'arrivo di Grumblemon ed Arbormon. Durante il combattimento che ne segue, Whamon è determinante nel salvare J.P. da un attacco di Grumblemon, spruzzando dell'acqua dal suo sfiatatoio. In quel momento appare il Digispirit Animale del Tuono, che si rivela essere l'oggetto precedentemente ingoiato da Whamon. J.P. lo acquisisce e digievolve MetalKabuterimon, sconfiggendo poi Grumblemon ed acquisendone Digicodice e Digispirit Umano. A causa degli attacchi di MetalKabuterimon la caverna è sul punto di crollare, ma Whamon è lesto nel far entrare il gruppo dei Digiprescelti nella sua bocca e a portarlo in superficie.
Whamon appare brevemente anche all'inizio dell'episodio seguente, "Il villaggio dei Toucanmon", in cui accompagna i Digiprescelti sull'isola dei Toucanmon.

### Nemici

#### Asuramon
Asuramon (アシュラモン?) è un Digimon mago di livello evoluto che appare nell'episodio "Il valore dell'amicizia". Il Digimon appare all'interno di Sephirotmon, presumibilmente perché Mercurymon ne aveva assorbito in precedenza il Digicodice, ed è il guardiano della sfera del Fuoco. Dopo aver subito un attacco da parte di un misterioso Digimon dai tre volti, Tommy si imbatte in uno strano Digimon coperto da un mantello che dice di chiamarsi Asuramon. Il Digimon gli propone di aiutarlo a cercare i suoi amici e Tommy sembra fidarsi di lui. Tuttavia, Asuramon successivamente si rivela essere il Digimon che ad inizio episodio aveva attaccato Tommy, fingendosi poi suo amico per rubargli i suoi Digispirit. Tommy, ricordando le parole di suo fratello, impara un'importante lezione di vita e da questa trae la forza necessaria per sconfiggere Asuramon in un ambiente a lui ostile, assorbendone poi il Digicodice e riuscendo ad uscire da Sephirotmon.

#### BlackToyAgumon
I BlackToyAgumon (トイアグモン(黒)?, ToyAgumon (Black)) sono dei Digimon balocco di livello intermedio che appaiono nell'episodio "Il Paese dei Balocchi". Sono dei Digimon corrotti da Kerpymon che hanno preso possesso del Paese dei Balocchi, un'isola fluttuante che sembra un enorme parco divertimenti. I BlackToyAgumon dapprima corrompono Monzaemon, trasformandolo in WaruMonzaemon e costringendolo a rapire Tommy, ed in seguito affrontano Takuya e Koji, penetrati nel loro castello. I due, però, digievolvono Agunimon e Lobomon, finalmente ricorrendo al gioco di squadra, e sconfiggono i Digimon, purificandoli e salvando così Tommy. Una volta tornati al loro stato di ToyAgumon (トイアグモン?, ToyAgumon), i Digimon si offrono di accompagnare i ragazzi alla Foresta.

#### Candlemon/Wizardmon
I Candlemon (キャンドモン?, Candmon) sono dei Digimon di fuoco di livello intermedio che appaiono nell'episodio "Una prova pericolosa". Sono dei Digimon che i Digiprescelti incontrano in fondo ad un crepaccio, dovendolo attraversare per raggiungere l'altra parte, e che si comportano piuttosto ostilmente. Dopo la rivelazione della loro identità di Leggendari Guerrieri, i Digimon sembrano diventare più pacifici, ma si tratta solo di un trucco: infatti, i Candlemon attaccano i ragazzi. Takuya digievolve Agunimon, ma è in difficoltà per i poteri derivati dal Fuoco dei loro nemici e solo la scoperta del Digispirit del Ghiaccio da parte di Tommy, che digievolve Kumamon, lo salvano da una brutta situazione. Tuttavia, uno dei Candlemon digievolve Wizardmon (ウィザーモン?, Wizarmon), Digimon mago di livello campione, ma Agunimon riesce a sconfiggerlo e ad acquisirne il Digicodice, ripristinando così il ponte sulla sommità del crepaccio. Dopo il combattimento, i Candlemon si scusano per la loro ostilità, giustificando il loro attacco come un tentativo di comprendere le intenzioni dei Digiprescelti.

#### Cerberumon
Cerberumon (ケルベロモン?) è un Digimon mago di livello evoluto che appare nell'episodio "I nuovi Digiprescelti". È un Digimon alla ricerca del Digicodice della Città del Fuoco e per fare questo insegue Bokomon e Neemon, al fine di farselo consegnare. I Digiprescelti si scontrano con i due Digimon e provano a frapporsi a Cerberumon, ma la lotta è impari. Tuttavia, Takuya trova il Digispirit del Fuoco, lo assorbe, digievolve Agunimon e batte facilmente Cerberumon, acquisendone il Digicodice e ripristinando anche la parte della Città del Fuoco già assorbita dal Digimon. Questo è il primo scontro sostenuto dai Digiprescelti, in seguito al quale Bokomon e Neemon si uniscono al loro gruppo.

#### Chameleonmon
I Chameleonmon (カメレモン?, Chamelemon) sono dei Digimon rettile di livello armor che appaiono nell'episodio "Cuochi leggendari". Sono dei sottoposti di Petaldramon, che accompagnano il loro padrone a rapire Papà Hamburgermon affinché prepari dei panini per lui. I Digimon in seguito rapiscono anche i Torikaramon, costringendo Papà Hamburgermon, J.P., Zoe e Tommy a preparare dei panini per Petaldramon. Tuttavia, quando i piccoli Digimon sono in pericolo, i tre ragazzi digievolvono Beetlemon, Kazemon e Kumamon e, con l'aiuto dei Torikaramon che ne individuano la posizione, sconfiggono i Chameleonmon, con Kumamon che ne acquisisce il Digicodice, facendoli regredire tutti in Armadillomon (アルマジモン?, Armadimon).

#### Cherrymon
Cherrymon (ジュレイモン?, Jureimon) è un Digimon pianta di livello evoluto che appare nell'episodio "L'avventura di Zoe". Si trova all'interno di Sephirotmon ed è il guardiano della sfera del Legno, in cui si confronta con J.P.. Tuttavia, J.P. digievolve Beetlemon e sconfigge velocemente il Digimon, acquisendone il Digicodice e riuscendo così ad uscire da Sephirotmon. Come gli altri Digimon contenuti in Sephirotmon, è probabile che il Digicodice di Cherrymon fosse stato precedentemente acquisito da Mercurymon.

#### EvilBeetlemon/EvilMetalKabuterimon
EvilBeetlemon (ShadowBeetlemon) è un Digimon androide piuttosto particolare che appare nell'episodio "Il conflitto di JP". È un Digimon che sfugge alle classificazioni poiché non è un vero e proprio Digimon. Infatti, esso prende vita dall'ombra del Beetlemon originale dopo il combattimento di quest'ultimo con Volcanomon all'interno della sfera della Terra di Sephirotmon. EvilBeetlemon cerca di instillare il dubbio in J.P. verso i suoi amici, accusandolo di non essere in grado di avere degli amici per il suo atteggiamento timido e pessimista. Beetlemon viene sconfitto e regredisce in J.P., ma Takuya, Koji, Zoe e Tommy riescono a raggiungere J.P. e lo incitano a combattere ancora. J.P. digievolve MetalKabuterimon e quindi EvilBeetlemon slidedigievolve EvilMetalKabuterimon (ShadowMetalKabuterimon) per contrastarlo. Tuttavia, MetalKabuterimon decide di sferrare un attacco a distanza ravvicinata pur di sconfiggere EvilMetalKabuterimon e salvare i suoi amici. A dimostrazione che EvilBeetlemon/EvilMetalKabuterimon non fosse un vero e proprio Digimon, subìto l'attacco di MetalKabuterimon questo viene semplicemente distrutto, senza dover essere acquisito da J.P..

#### Goblimon
I Goblimon (ゴブリモン?, Goburimon) sono dei Digimon maligni di livello intermedio che appaiono nell'episodio "La Fabbrica del Vento". Apparentemente sono i supervisori del lavoro dei Kokuwamon alla fabbrica, ma i Digiprescelti scoprono che in realtà i Goblimon li tengono in schiavitù, costringendoli a lavorare e a nutrirsi della stessa energia da loro prodotta in precedenza. I ragazzi li affrontano durante il tentativo di distruzione della fabbrica; successivamente i Digimon fuggono via quando J.P. trova il proprio Digispirit del Tuono, digievolve Beetlemon e sconfigge Snimon, leader dei Goblimon e responsabile della fabbrica.

#### Honeybeemon
Gli Honeybeemon (ハニービーモン?) sono dei Digimon insetto di livello armor che appaiono nell'episodio "L'avventura di Zoe". Appartengono al fan club di Lanamon, della quale sono dei grandi estimatori. Si trovano all'interno della sfera dell'Acqua di Sephirotmon e Lanamon li incarica di eliminare Zoe, che si trova anche lei in quel luogo. Ciò nonostante, i loro maldestri tentativi finiscono sempre per ritorcerglisi contro, costringendo Kazemon a salvarli diverse volte. Alla fine, Lanamon dà loro una mela avvelenata da far mangiare alla ragazza. Zoe cade quindi in depressione, convinta di non essere bella e aggraziata come credeva e di non avere amici. Tuttavia, uno schiaffo di Lanamon la fa tornare in sé. Kazemon e Lanamon iniziano a combattere e la prima sembra piuttosto svantaggiata dall'ambiente circostante, favorevole invece alla padrona dell'Acqua. Le due slidedigievolvono quindi alle rispettive forme di tipo animale, Zephyrmon e Calmaramon, e proseguono il combattimento. Tuttavia, gli Honeybeemon, inorriditi dall'orrendo aspetto di Calmaramon e riconoscenti per l'atteggiamento positivo di Zoe, finiscono per cominciare a fare il tifo per quest'ultima. Zephyrmon sconfigge Calmaramon ed acquisisce entrambi i suoi Digispirit, uscendo così da Sephirotmon. Gli Honeybeemon la riportano a terra, promettendole che le dedicheranno un nuovo fan club.

#### IceDevimon
IceDevimon (アイスデビモン?) è un Digimon angelo caduto di livello campione che appare nell'episodio "Il combattimento con IceDevimon". IceDevimon è un pericoloso criminale che un tempo terrorizzava Digiworld e per questo erano stati profusi ampi sforzi per catturarlo. Era quindi stato rinchiuso nelle segrete del castello di Kerpymon, dove doveva rimanere per sempre. Tuttavia, il crollo di una parte del castello al termine della prima parte del combattimento tra i Digiprescelti e Kerpymon stesso lo libera. Il Digimon si presenta ai Digiprescelti e decide di combattere contro di loro per acquisirli. Congela però i Digivice di Takuya e Koji, riconosciuti come i più forti per aver combattuto contro Kerpymon. Nonostante questo, J.P., Zoe, Tommy e Koichi, grazie ad una manovra combinata e al gioco di squadra, riescono a prevalere e Lowemon acquisisce il Digicodice del Digimon.

#### Karatenmon
Karatenmon (カラテンモン?) è un Digimon mago di livello evoluto che appare nell'episodio "Il valore dell'amicizia". È il guardiano della sfera del Vento di Sephirotmon ed il suo Digicodice probabilmente era stato acquisito precedentemente da Mercurymon. Karatenmon si rivela un avversario ostico per Lobomon, che non riesce a contrastarlo poiché il Digimon si dimostra capace di leggere nella mente e di anticipare ogni mossa del padrone della Luce. Tuttavia, Lobomon slidedigievolve KendoGarurumon e basa la sua strategia sulla velocità in modo che Karatenmon non possa più anticiparlo, sconfiggendo velocemente il Digimon ed acquisendone il Digicodice.

#### Murmuxmon
Murmuxmon (ムルムクスモン?) è un Digimon maligno di livello mega che appare nel film Island of Lost Digimon. Il suo obiettivo è liberare Ornithmon e per fare ciò un'antica profezia lo spinge a rilasciare il "Digicodice dell'odio". Murmuxmon scatena quindi una guerra grazie ai suoi poteri di mutaforma, trasformandosi alternativamente nei leader delle fazioni umana ed animale, rispettivamente Darcmon (ダルクモン?), Digimon angelo di livello campione, e Hippogriffomon (ヒポグリフォモン?), Digimon animale mitico di livello evoluto. Grazie all'eliminazione di numerosi Digimon e al gran numero di Digiuova presenti, riesce a liberare Ornithmon e a scatenare la sua furia. Viene eliminato da Agunimon.

#### Mushroomon/Woodmon
I tre fratelli Mushroomon (マッシュモン?, Mushmon) sono dei Digimon pianta di livello intermedio che appaiono nell'episodio "La stazione abbandonata". Sono dei Digimon dispettosi, che tormentano i Floramon ed impediscono ai visitatori di fermarsi a lungo al loro villaggio, Soyokaze Village. Zoe, appena rinvenuto il suo Digispirit del Vento, digievolve Kazemon ed affronta i Digimon dispettosi, che vengono facilmente sconfitti. Tuttavia, questi digievolvono insieme e divengono Woodmon (ウッドモン?), riuscendo a sconfiggere Kazemon. Tuttavia, l'intervento di Lobomon salva la situazione. Il padrone della Luce, infatti, sconfigge il Digimon e ne acquisisce il Digicodice, facendo ridiventare pacifici i Mushroomon e ripristinando l'antico splendore di Soyokaze Village.

#### Ornithmon
Ornithmon (オニスモン?) è un Digimon volatile antico di livello mega che appare nel film Island of Lost Digimon. Anticamente rappresentava una catastrofe per Digiworld e fu sconfitto e sigillato nella pietra da AncientGreymon e AncientGarurumon, due degli antichi Leggendari Guerrieri. Tuttavia, l'intervento di Murmuxmon rilascia il Digicodice dell'odio e libera il Digimon, che quindi riprende a scatenare la sua ira. Quando Ornithmon elimina Kotemon, però, il dolore di Bearmon riporta in vita anche i due Leggendari Guerrieri originali, che riprendono la loro battaglia contro il Digimon e lo sconfiggono, stavolta definitivamente.

#### Pagumon/Raremon
I Pagumon (パグモン?) sono dei Digimon minori di livello primo stadio che appaiono nell'episodio "Labirinto sotterraneo". Inizialmente sembrano amichevoli e riconoscenti per il recupero del Digicodice della foresta ma, quando J.P. dà ad uno di loro del cioccolato, i Digimon aggrediscono lui e Tommy per farsene consegnare dell'altro. I due precipitano in una sorta di labirinto sotterraneo, ma vengono salvati da Koji, che mette fuori combattimento i Pagumon. Questi ultimi, furiosi, digievolvono però in Raremon (レアモン?), Digimon zombie di livello campione, e continuano ad attaccare i ragazzi, nel frattempo raggiunti da Takuya e Zoe. La Digievoluzione di Takuya in Agunimon dura troppo poco per sconfiggere Raremon ed il ragazzo, per salvare Tommy, finisce per far cadere Koji in un dirupo. All'interno di questo il ragazzo trova il suo Digispirit della Luce, con il quale digievolve in Lobomon e sconfigge il Digimon, acquisendone il Digicodice.

#### Panjyamon
Panjyamon (パンジャモンX抗体?) è un Digimon animale di livello evoluto che appare nell'episodio "La Doppia Digievoluzione Spirit". È un Digimon che compare all'interno della sfera del Ghiaccio di Sephirotmon, essendone il guardiano. È Takuya ad incontrarlo ma, nonostante l'ambiente ostile in cui si trova, il padrone del Fuoco, nelle sembianze di Agunimon, riesce a sconfiggere il Digimon e ad assorbirne il Digicodice. Come gli altri Digimon all'interno di Sephirotmon, è probabile che il suo Digicodice fosse già stato acquisito in precedenza da Mercurymon.

#### Parrotmon
Parrotmon (パロットモン?) è un Digimon volatile di livello campione che appare nell'episodio "L'avventura di Zoe". È il guardiano della sfera del Tuono di Sephirotmon e presumibilmente, come tutti i Digimon presenti in Sephirotmon, il suo Digicodice era stato assorbito precedentemente da Mercurymon. Viene sconfitto in maniera piuttosto facile e veloce da Agunimon.

#### Phantomon
Due Phantomon (ファントモン?, Fantomon), Digimon fantasma di livello evoluto che appaiono nell'episodio "La battaglia decisiva! Il piano di salvataggio per Ophanimon alla Stella Rosa", sono i guardiani del cancello d'ingresso del castello di Kerpymon. I due aggrediscono i Digiprescelti, ad eccezione di Lowemon, e li fanno prigionieri all'interno dei medaglioni magici che tengono al collo, avendone catturato gli spiriti. I due cercano di neutralizzare anche il padrone delle Tenebre, ma il Digimon evita il loro attacco e contrattacca, sconfiggendoli, acquisendo i loro Digicodici e liberando gli altri Digiprescelti.

#### Rockmon
Rockmon (ゴーレモン?, Golemon) è un Digimon roccia di livello campione che appare nell'episodio "Il villaggio dei veggenti". Non è propriamente un Digimon, poiché Grumblemon lo crea tramite un incantesimo, invocando gli spiriti della Terra per avere un aiuto in più per sconfiggere KendoGarurumon, il quale nel combattimento precedente era stato un avversario ostico. Il Digimon si rivela un nemico difficile per i Digiprescelti, ma una manovra combinata di Agunimon, Beetlemon e Kumamon riesce a metterlo fuori combattimento. Il Digimon verrà poi eliminato (direttamente, non tramite acquisizione del suo Digicodice) dal Digispirit di BurningGreymon, con al suo interno Sharmamon.
Un esercito di Rockmon appare anche nell'episodio "MetalKabuterimon, il guerriero del Tuono", sempre creato tramite incantesimo da Grumblemon. Tuttavia, questi Rockmon sembrano molto più deboli del primo e vengono sconfitti piuttosto agevolmente dai Digiprescelti.

#### Sagittarimon
Sagittarimon (サジタリモン?) è un Digimon animale mitico di livello armor che appare nell'episodio "Un incontro inatteso". Il Digimon ferma i Digiprescelti con l'intenzione di derubarli dei loro vestiti ma questi vengono salvati da Angemon, che sconfigge momentaneamente il Digimon, e dai quattro bambini da lui protetti. Il Digimon fugge, promettendo di vendicarsi. Ed infatti mantiene la sua promessa, ritornando successivamente ad attaccare i due gruppi insieme ad un esercito di Centarumon. Tuttavia, la Digievoluzione dei Digiprescelti rovina i suoi piani, poiché il suo esercito di Centarumon viene sgominato velocemente. Sagittarimon viene poi sconfitto nuovamente da Angemon e scagliato via nel cielo.

#### SkullSatamon
I tre fratelli SkullSatamon (スカルサタモン?) sono dei Digimon fantasma di livello evoluto che appaiono nell'episodio "Scontro alla Città del Fuoco". Il loro intento è assorbire l'intero settore dove è presente la Città del Fuoco, città natale di Bokomon e Neemon e luogo d'arrivo dei Digiprescelti a Digiworld, e la relativa foresta. Gli SkullKnightmon riescono a trovare il Digicodice nascosto e sono sul punto di acquisirlo, ma i Digiprescelti arrivano in tempo per salvare il Digicodice e sconfiggono gli SkullKnightmon dopo una battaglia agguerrita. Tuttavia, dopo la battaglia arriva Crusadermon ed acquisisce il Digicodice, assorbendo l'intero settore senza che i Digiprescelti possano fermarlo.

#### Snimon
Snimon (スナイモン?) è un Digimon insetto di livello campione che appare nell'episodio "La Fabbrica del Vento". È il responsabile della fabbrica ed è il leader dei Goblimon. Quando questi stanno per essere sconfitti dai Digiprescelti Snimon arriva a dare man forte ai suoi sottoposti, mettendo in difficoltà i ragazzi. Tuttavia, J.P. cerca di attaccare Snimon con una gru e per fare ciò sfonda una parete, dietro la quale è nascosto il suo Digispirit del Tuono. J.P. acquisisce il Digispirit e digievolve Beetlemon, sconfiggendo così Snimon e acquisendone il Digicodice, salvando i Kokuwamon e distruggendo l'intera fabbrica.

#### Tapirmon
Tapirmon (バクモン?, Bakumon) è un Digimon animale di livello intermedio che appare nell'episodio "L'incubo di Tommy". Quando i Digiprescelti arrivano nella Foresta Televisiva, Tommy vede attraverso degli alberi magici alcune immagini di sua madre e viene colto dalla nostalgia e dalla tristezza. Ciò lo rende il bersaglio ideale per la Sindrome da Incubo di Tapirmon, che gli fa vivere un incubo terrificante in cui gli altri quattro ragazzi vogliono trattenerlo a Digiworld contro la sua volontà. Tommy digievolve Kumamon ed attacca gli altri, che sono costretti a scappare per non affrontarlo. Tuttavia, Takuya e Koji capiscono che c'è qualcosa di strano e digievolvono Agunimon e Lobomon. Quest'ultimo rischiara tutta la foresta con la sua luce e permette ad Agunimon di scovare Tapirmon, di sconfiggerlo e di acquisire il Digicodice che lo aveva corrotto, ritrasformandolo in un Digimon pacifico e salvando così Tommy.

#### Toucanmon
I Toucanmon (トーカンモン?) sono dei Digimon volatile di livello armor che appaiono negli episodi "Il villaggio dei Toucanmon", "Il successo di Zoe" e "Il valore dell'onestà". Sono un gruppo di quattro Digimon appartenenti al fan club di Lanamon che decide di tendere una trappola ai Digiprescelti per ingraziarsi la padrona dell'Acqua. I quattro ospitano quindi i ragazzi al loro villaggio, offrendo loro il pranzo ed invitandoli a rimanere lì. I Toucanmon, approfittando del momento di relax dei Digiprescelti, rubano i Digivice dei ragazzi, ad esclusione di quello di Zoe che si trovava ancora nello spogliatoio. I quattro fuggono via ma i Digiprescelti li raggiungono. Tuttavia, in quel momento arriva Lanamon, che sfida Zoe in combattimento. Zoe digievolve Kazemon, ma Lanamon avverte la presenza del suo Digispirit Animale dell'Acqua e lo recupera, slidedigievolvendo Calmaramon. L'orrido aspetto del Digimon sciocca i Toucanmon, che decidono di abbandonare il fan club di Lanamon. Due di loro pensano quindi di andare a vendere i Digivice dei ragazzi all'Elettromercato di Akiba, dove li scambiano per una vecchia cinepresa. I due incontrano però Tommy, che insieme agli altri ragazzi aveva seguito i Digimon, ma, intenti nella fuga, cadono nel ghiaccio. Tommy li salva dal pericolo, pur potendo impadronirsi della cinepresa e tornare in possesso dei Digivice riportandola a Datamon, il rigattiere al quale i Toucanmon si erano rivolti. Ciò nonostante, i Toucanmon, una volta salvi, scappano via con la cinepresa, ma vengono catturati da Arbormon e portati da Datamon, dove vengono usati come merce di scambio per i Digivice.
I Toucanmon tornano brevemente nell'episodio "Alla difesa dell'Elettromercato di Akiba", dove, resisi conto dei loro errori passati, aiutano i Digiprescelti ad allestire le difese del settore del Ghiaccio in vista dell'imminente battaglia contro i Cavalieri Reali.

#### Volcanomon
Volcanomon (ボルケーモン?, Volcanomon) è un Digimon androide di livello evoluto che appare nell'episodio "Il conflitto di J.P.". È il guardiano della sfera della Terra di Sephirotmon e, come tutti i Digimon presenti all'interno del Digimon, il suo Digicodice era presumibilmente stato assorbito da Mercurymon in precedenza. Volcanomon cerca in tutti i modi di instillare il dubbio in J.P. riguardo ai suoi amici, ma non vi riesce appieno. J.P., digievoluto Beetlemon, riesce a sconfiggerlo e ad assorbirne il Digicodice. Tuttavia, i dubbi palesati a J.P. avranno molta importanza nel conflitto interiore di J.P. con la sua ombra.

#### WereGarurumon (Black) e Doggymon
WereGarurumon (Black) (ワーガルルモン(黒)?), Digimon animale di livello evoluto, e Doggymon (ドッグモン?, Dogmon), Digimon balocco di livello campione, sono due Digimon che appaiono nell'episodio "Una gara disonesta". I due partecipano insieme al "Festival del Sibilo", una gara tra Trailmon alla quale nessuno vuole più partecipare per gli sporchi trucchi utilizzati proprio da loro due per vincere ad ogni costo. Tuttavia, i Digiprescelti al gran completo decidono di partecipare alla gara, venendo però eliminati tutti per le scorrettezze di WereGarurumon (Black) e Doggymon, ad eccezione di Takuya. Il padrone del Fuoco riesce infatti a contrastare i giochetti dei due Digimon ed anche a contrattaccare, come è costretto a fare per ottenere la vittoria, digievolvendo BurningGreymon. I due perdono quindi la gara, venendo poi ripagati per tutte le loro scorrettezze.
WereGarurumon (Black) e Doggymon tornano brevemente nell'episodio "Alla difesa dell'Elettromercato di Akiba", in cui li si vede piuttosto preoccupati ed atterriti nel cercare di salvarsi dall'imminente attacco dei Cavalieri Reali, per poi trovare un posto su di un Trailmon in partenza grazie all'evacuazione organizzata da Zoe.